# Pegida
Pegida, kurz für Patriotische Europäer gegen die Islamisierung des Abendlandes (Akronym: PEGIDA), war eine islam- und fremdenfeindliche, völkische, rassistische und rechtsextreme Organisation. Sie veranstaltete vom 20. Oktober 2014 bis zum 20. Oktober 2024 in Dresden Demonstrationen gegen eine von ihr behauptete Islamisierung und die Einwanderungs- und Asylpolitik Deutschlands und Europas. Ähnliche, deutlich kleinere Demonstrationen finden, zum Teil durch rechtsextreme Personen oder Gruppierungen angemeldet und organisiert, in weiteren Städten statt.
Bei Pegida in Dresden traten neurechte und rechtspopulistische Akteure aus Deutschland und anderen Staaten Europas auf. Wissenschaftler, Politiker, Vertreter von Religionsgemeinschaften und weitere zivilgesellschaftliche Organisationen warnen vor Nationalismus, Islamfeindlichkeit, Fremdenfeindlichkeit und Rassismus, die von diesen Demonstrationen ausgingen. Zudem wurden Beiträge verbreitet, die an die antisemitisch konnotierte Verschwörungstheorie des Great Reset bzw. des Großen Austauschs angelehnt sind. Verfassungsschutzbehörden der Länder weisen auf rechtsextreme Tendenzen bei Pegida selbst und Ablegern von Pegida hin. Insgesamt radikalisierte sich die Bewegung seit 2015 und verkleinerte sich seit Ende desselben Jahres hinsichtlich der Teilnehmerzahlen an Demonstrationen kontinuierlich. Ob mit Pegida-Organisatoren oder Demonstranten ein Dialog geführt werden kann und soll, wurde kontrovers diskutiert. Seit Mai 2021 wurde die Bewegung durch das Landesamt für Verfassungsschutz Sachsen als „erwiesene extremistische Bestrebung“ eingestuft und beobachtet.
Gegen mehrere Pegida-Organisatoren und -Redner sind Strafverfahren anhängig bzw. Verurteilungen erfolgt. Von führenden deutschen Politikern wurde namentlich Pegida nach dem Mordanschlag eines mutmaßlichen Rechtsextremisten auf die damalige Kölner Oberbürgermeisterkandidatin Henriette Reker vorgeworfen, den geistigen Boden für die Tat bereitet zu haben.
Im Oktober 2024 verkündete der seit 2016 auf der spanischen Insel Teneriffa lebende und mehrfach verurteilte Gründer Lutz Bachmann, dass es immer schwieriger werde, Mitglieder für die Organisation zu gewinnen, sodass diese vor dem Aus stünde. Die letzte Pegida-Demonstration in Dresden fand am 20. Oktober 2024 statt.

## Pegida in Dresden

### Entstehung
Lutz Bachmann gründete am 11. Oktober 2014 eine geschlossene Gruppe auf Facebook unter dem Namen Friedliche Europäer gegen die Islamisierung des Abendlandes. Damit protestierte er gegen eine Solidaritätskundgebung vom 10. Oktober in der Dresdner Innenstadt für die in Deutschland verbotene Arbeiterpartei Kurdistans (PKK) und deren bewaffneten Kampf gegen den sogenannten Islamischen Staat (IS). Ab dem 16. Oktober 2014 beteiligte sich Siegfried Däbritz, ein nationalistischer Politiker aus Meißen, an Bachmanns Facebookgruppe. Er forderte Demonstrationen gegen „die fortschreitende Islamisierung unseres Landes“ und „Glaubenskriege auf unseren Straßen“ durch „terroristische, islamistische Kräfte“, zu denen er IS, PKK und al-Qaida zählte. Man solle der Regierung Ablehnung von „Political Correctness“ und der „ständigen Beschimpfung als Nazis“ zeigen und dazu die Parole „Wir sind das Volk“ von den Montagsdemonstrationen 1989/1990 in der DDR verwenden. Gegenüber rechtsextremen Teilnehmern der Gruppe, die „friedliebend“ im Namen durch „national“ ersetzen wollten, betonte er, die Initiative dürfe kein Sammelbecken für „rechte Spinner, Neonazis und dergleichen“ werden. Bachmann bevorzugte die Selbstbezeichnung „Patriot“, um der „Nazikeule“ zu begegnen, die er als öffentliche Reaktion auf die geplanten Kundgebungen erwartete.
Däbritz und Thomas Tallacker, Stadtrat der CDU in Meißen und ebenfalls Gründungsmitglied Pegidas, fielen seit Sommer 2013 im Internet mit verächtlichen und rassistischen Äußerungen über Muslime, Kurden, Türken und Asylbewerber auf. Deswegen drängte die CDU Meißen Tallacker, sein Stadtratsmandat niederzulegen, und leitete ein Parteiausschlussverfahren gegen ihn ein. Däbritz besuchte am 26. Oktober 2014 die Kundgebung der Hooligans gegen Salafisten (HoGeSa) in Köln, bei der es zu Gewaltausschreitungen kam. Danach warb er nach Recherchen des MDR auf einer Facebookseite der Hogesa des Ostens mit beleidigenden Aussagen über Muslime („bärtige Ziegenwämser“) für die Teilnahme an Pegida. Auf derselben Seite wurde die Verbrennung von Muslimen und öffentliche Koranverbrennung gefordert.
Als weiteren Gründungsanlass Pegidas nannte Bachmann „die schrecklichen Ereignisse in Hamburg und Celle“: zwei Straßenschlachten zwischen Kurden und verschiedenen Islamisten am 7. (Celle) und 8. Oktober 2014 (Hamburg). Als Vorbild des Namens nannte er Wahlplakate der CDU aus den 1960er Jahren mit dem Motto „Rettet die abendländische Kultur“. Seit dem 20. Oktober 2014 ruft Pegida wöchentlich zu einem „Abendspaziergang“ in der Innenstadt Dresdens auf.
Zur weiteren Vorgeschichte Pegidas zählen einige Berichte über Gruppen und Ereignisse von 2014, die eine allgemeine Distanz zu Politikern, etablierten Parteien und Medien kennzeichne und verbinde: die „Montagsmahnwachen“ gegen „Kriegsrhetorik“ gegenüber Russland im aktuellen Ukraine-Konflikt (seit März 2014), den mit Wahlkampfthemen wie Asylmissbrauch und Ausländerkriminalität erzielten Einzug der rechtspopulistischen und rechtsextremen Partei Alternative für Deutschland (AfD) in die Landtage von Sachsen, Brandenburg und Thüringen (August 2014) und die Treffen von etwa 4000 gewaltbereiten, islamfeindlichen und rassistischen Hooligans am 26. Oktober 2014 in Köln und 15. November in Hannover. Der MDR sah den Beginn von Islamfeindlichkeit bei größeren Bevölkerungsteilen, den Pegida zeige, im Zusammenwirken von Bürgern mit Rechtsextremisten und Hooligans bei Protesten gegen ein Asylbewerberheim in Schneeberg (Erzgebirge) (1. November 2013; siehe Schneeberg wehrt sich).

### Führungskreis

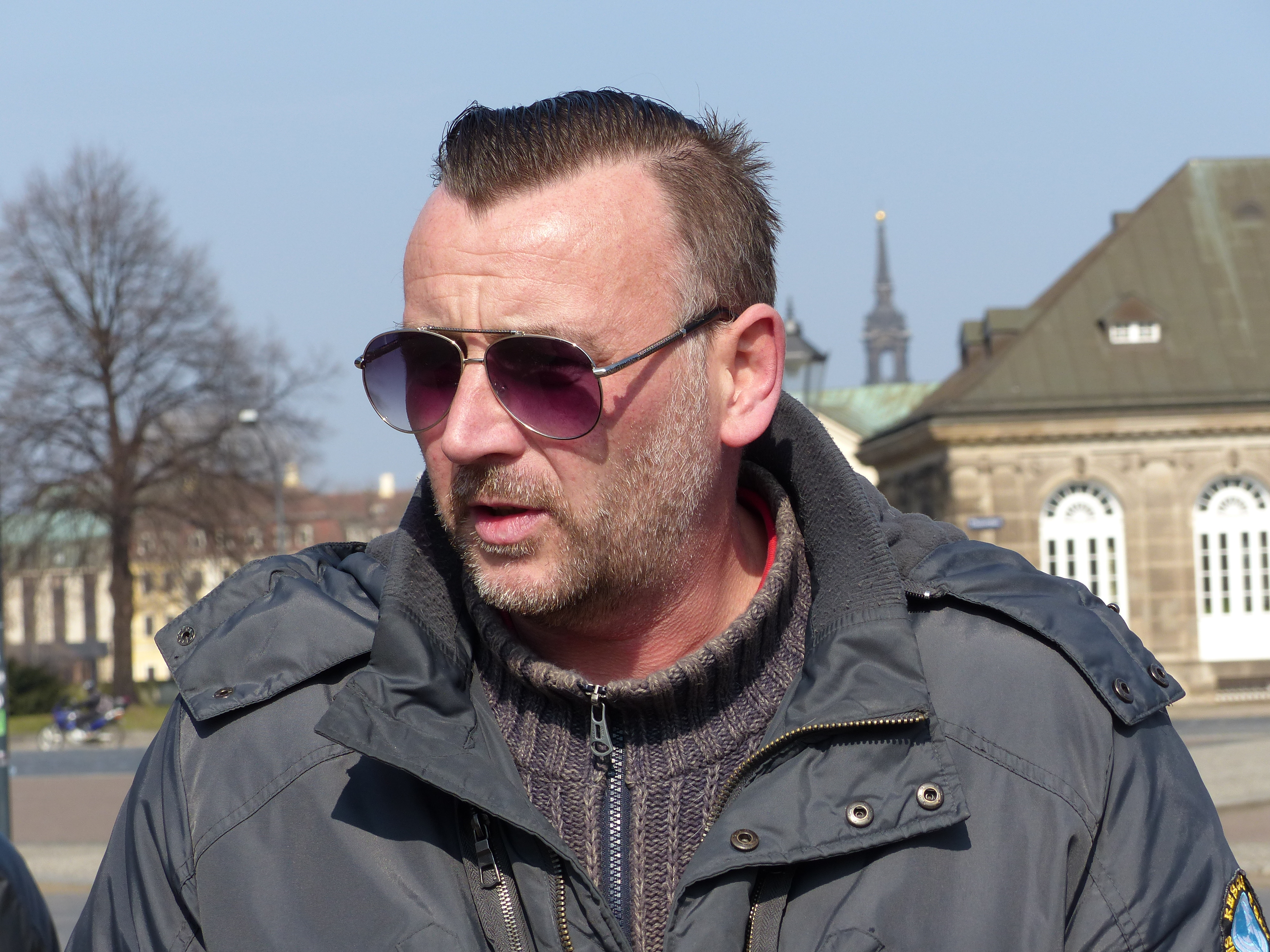
Lutz Bachmann, 2015

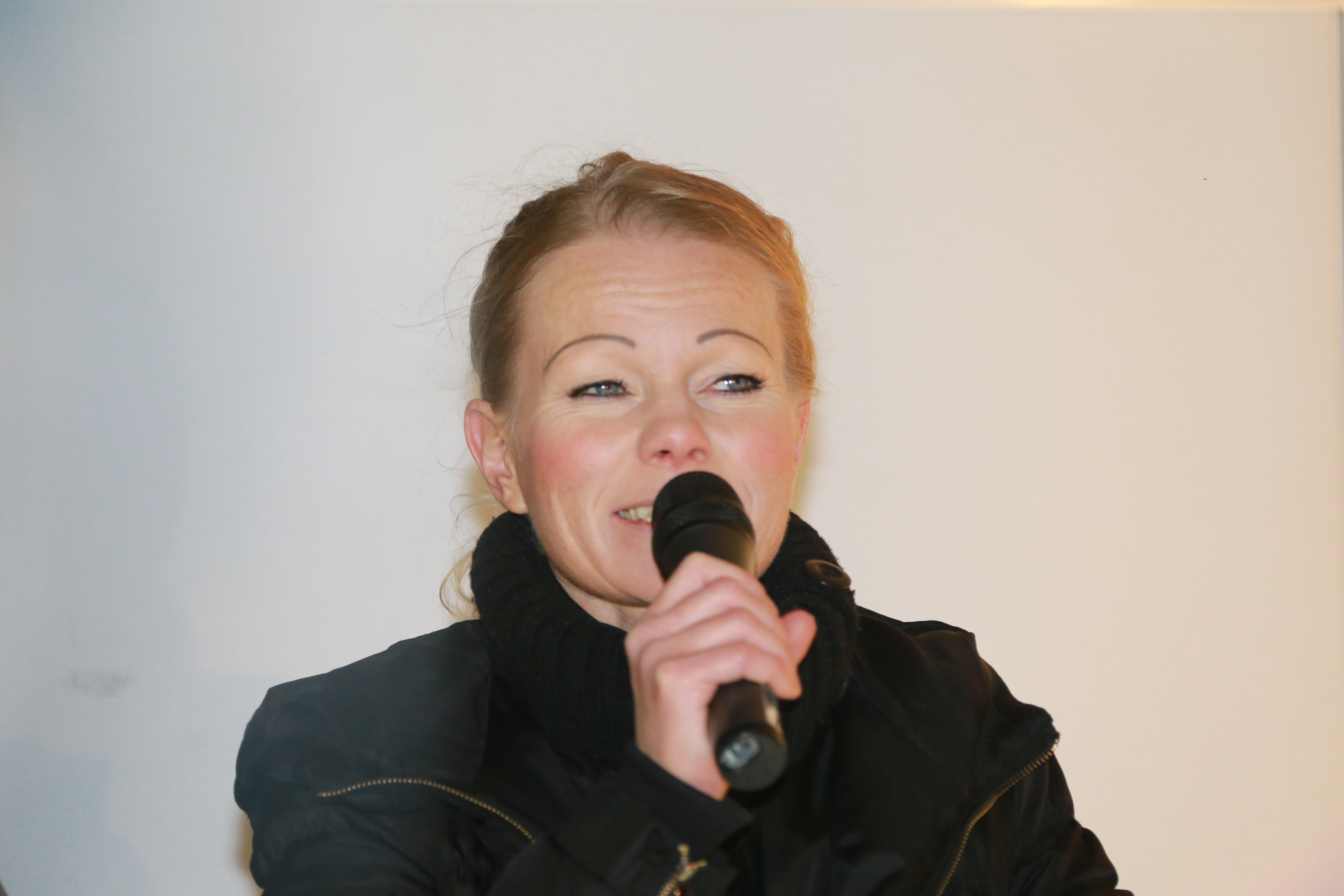
Kathrin Oertel, 2015

Nach Angaben von Lutz Bachmann stammte das ursprüngliche zwölfköpfige Organisationsteam Pegidas aus seinem engsten Freundeskreis, aus der „Partyszene“ und Sportvereinsanhängern Dresdens. Dieser Kreis hatte Kontakte zu einigen Dresdner FDP-Politikern. Von den Gründungsmitgliedern waren zuvor nur drei politisch aktiv.
Nach Medienberichten über Bachmanns Vorstrafen bot er am 1. Dezember 2014 seinen Rückzug aus dem Leitungsteam an. Dies lehnten die Teilnehmer per Akklamation ab. Am 19. Dezember 2014 wurde die Initiative als Verein eingetragen. Bachmann war bis 21. Januar 2015 Vereinsvorsitzender. Bis zum 27. Januar war René Jahn Vizevorsitzender und Kathrin Oertel Schatzmeisterin, Pressesprecherin und Hauptrednerin. Bis Mitte 2016 hatte der Verein nur sieben Mitglieder, obwohl hunderte Mitgliedsanträge gestellt worden seien. Außerdem wurde am 5. März 2015 der Pegida Förderverein mit Bachmann als Vorsitzendem gegründet.
| Organisationsteam     | Beruf oder Tätigkeit                                                                        | Weiteres |
| --------------------- | ------------------------------------------------------------------------------------------- | --- |
| Lutz Bachmann         | Werbebranche                                                                                | Vorsitzender von Pegida e. V. und Pegida Förderverein e. V. jeweils ab Gründung                                   |
| Vicky Bachmann        | Werbebranche                                                                                | Ehefrau von Lutz Bachmann                                                                                         |
| Thomas Hiemann        | Vertreter eines Dresdner Eishockeyfanclubs                                                  | |
| Tom Balazs            | arbeitslos, gelernter Hotelfachmann                                                         | Verurteilt wegen Sozialbetrugs (Schwarzarbeit als Glühweinverkäufer)                                              |
| Stephan Baumann       |                                                                                             | Kassenwart im Pegida e. V. ab Ende Februar 2015 und im Pegida Förderverein e. V. bei Gründung                     |
| Siegfried Däbritz     | Sicherheitsunternehmer mit Kontakten zur HoGeSa, ehemaliger FDP-Stadtratskandidat in Meißen | Stellvertretender Vorsitzender im Pegida e. V. ab Ende Februar 2015 und im Pegida Förderverein e. V. bei Gründung |
| Frank Ingo Friedemann | früher Geschäftsführer eines Hamam, Vorstand des Dresdner Sportfördervereins                | Austritt 25. Januar 2015                                                                                          |
| René Jahn             | führt einen Hausmeisterservice                                                              | Vizevorsitzender des Vereins bis Austritt 27. Januar 2015                                                         |
| Kathrin Oertel        | nach eigener Aussage Wirtschaftsberaterin                                                   | Schatzmeisterin und Pressesprecherin des Vereins bis Austritt 27. Januar 2015                                     |
| Achim Exner           | Mitglied der Dresdner AfD                                                                   | Im Vereinsvorstand bis Austritt 27. Januar 2015                                                                   |
| Bernd-Volker Lincke   | Wirtschaftsberater                                                                          | Im Vereinsvorstand bis Austritt 27. Januar 2015                                                                   |
| Thomas Tallacker      | ehemaliger CDU-Stadtrat aus Meißen                                                          | Im Vereinsvorstand bis Austritt 27. Januar 2015                                                                   |
| Tatjana Festerling    |                                                                                             | Ab Ende 2015 im Orgateam und Verein bis Mitte Juni 2016                                                           |

Die Veranstalter grenzten sich nicht von teilnehmenden Neonazis und Hooligans ab, betonten aber, Pegida sei nicht rechtsextrem, und verweisen auf das Versammlungsgesetz, das jedem die Teilnahme erlaube. Den Zuwachs an Teilnehmern begrüßte Bachmann am 8. Dezember 2014 auf der Pegida-Webseite mit dem Satz „Deutschland erwacht, wir werden jeden Tag mehr!“ Laut Gordian Meyer-Plath (Verfassungsschutz Sachsen) gebe es Hinweise auf Verbindungen zwischen Veranstaltern und Fußballhooligans. Der Verdacht habe sich jedoch bisher nicht bestätigt. Offiziell beobachte man Pegida nicht. Die Abgrenzung der Veranstalter nach rechts erscheine ernsthaft, und die Rechten würden bisher nicht von den Demonstrationen profitieren. Die Zeit (17. Dezember 2014) bezweifelte dies mit dem Hinweis, dass Mitveranstalter Siegfried Däbritz zuvor bei der HoGeSa aktiv gewesen sei und am 3. Oktober auf Facebook deren inhaltliche Nähe zur deutschen Identitären Bewegung und zur German Defence League festgestellt habe.
Die Veranstalter lehnten Gespräche mit Medienvertretern ab, die sie der „Mainstreampresse“ zuordneten, und beantworteten allenfalls schriftlich eingereichte Fragen. Bachmann gab nur der Bild, für die er als Leserreporter tätig war, der Jungen Freiheit, der Blauen Narzisse und der englischen Financial Times Interviews. Die Sprecher riefen die Teilnehmer auf, schweigend zu demonstrieren, keine Parolen zu rufen, über die sonst negativ berichtet werde, und keine Interviews zu geben. Damit wollten sie laut Kommunikationswissenschaftler Wolfgang Donsbach die allgemeine Unzufriedenheit mit der etablierten Politik und den Medien zeigen. Am 19. Januar 2015 gaben Bachmann und Oertel erstmals eine Pressekonferenz, bei der sie die Fortsetzung der Kundgebungen und Gespräche mit Politikern ankündigten.
Am 21. Januar 2015 wurden ausländerfeindliche Aussagen Bachmanns vom September 2014 und eine Eigenfotografie in Hitler-Pose bekannt. Daraufhin leitete die Staatsanwaltschaft Dresden ein Ermittlungsverfahren wegen des Anfangsverdachts der Volksverhetzung oder Beleidigung gegen ihn ein. Der Vereinsvorstand wies seine Aussagen am 21. Januar 2015 als schädlich für Pegidas Ziele zurück. Bachmann entschuldigte sich dafür und trat nach außen hin vom Vereinsvorsitz Pegidas zurück. Am 25. Januar 2015 traten Friedemann, am 27. Januar Exner, Jahn, Lincke, Oertel und Tallacker aus dem Vereinsvorstand aus. Bachmann begründete Oertels und Tallackers Austritt mit Anfeindungen von links und beruflichen Nachteilen. Laut Jahn waren diese Angaben „gelogen“. Die Ausgetretenen nannten als Austrittsgründe das „Verbleiben Bachmanns im Verein und Orga-Team von PEGIDA e. V., trotz der bekannt gewordenen Facebook-Postings vom September 2014, welche wir nicht mitzutragen gewillt sind. Wir grenzen uns klar von rechtsextremen Tendenzen ab. Weiterhin sind wir gegen den Schulterschluss mit Legida in Leipzig.“
Siegfried Däbritz fiel am 29. Januar mit einem verächtlichen Facebook-Kommentar über eine mutmaßlich von ihrem Partner ermordete 19-jährige Frau auf: Das Mordopfer habe sich „sozusagen erfolgreich türkisiert/islamisiert“ und „genau gewusst, worauf sie sich einlässt“. Darunter setzte er das Zitat „Nur die dümmsten Kälber wählen ihre Schlächter selber“. Nach der Veröffentlichung meinte er, er habe mit drastischen Worten vor möglichen Folgen einer Partnerschaft mit muslimischen Ausländern warnen, aber niemand beleidigen wollen.
Die Pegida-Kundgebungen wurden nach Angaben Bachmanns vom Verein finanziert und durch Sachspenden von Unternehmern aus ganz Deutschland unterstützt. Im Februar 2015 berichtete die sächsische Morgenpost, Pegida habe Spenden eventuell auch für Privatausgaben Bachmanns verwendet, die er dem Verein über das auf seine Ehefrau angemeldete Unternehmen DD-Werbung.EU in Rechnung gestellt hatte. Die nachträglich geänderte Rechnung führte Kosten für Videoleinwände auf, die Bachmann für eine künftige, noch nicht angemeldete Pegida-Kundgebung am 23. März 2015 bestellt haben soll. Oertel erklärte, sie habe von dieser Bestellung bei ihrer Überweisung noch nichts gewusst. Sie und René Jahn fordern die „Einsetzung eines Notvorstandes“, da der Verein „noch erhebliche Verbindlichkeiten“ besitze. Die Bank Pegidas fror das Vereinskonto wegen eines fehlenden Vereinsvorstandes ein. Ende Februar bildete Pegida einen neuen Vereinsvorstand mit Bachmann als Vorsitzendem, Siegfried Däbritz als Stellvertreter und Stephan Baumann als Kassenwart. Neu aufgenommen wurde das ehemalige AfD-Mitglied Tatjana Festerling aus Hamburg, die auch bei HoGeSa-Kundgebungen auftrat und 2015 vergeblich für das Amt des Dresdner Oberbürgermeisters kandidierte.
Am 18. Juli 2016 informierte Bachmann über die Gründung der „Freiheitlich Direktdemokratischen Volkspartei“ am 13. Juni 2016.
Unter anderem Siegfried Däbritz war schon vor der Gründung von Pegida mit zwei Dresdner Systema-Kampfsporttrainern befreundet. In einem coloRadio-Beitrag wird darauf in Berufung auf Recherchen des Journalisten Boris Reitschuster ein möglicher Einfluss des russischen Militärgeheimdienstes (Glawnoje Raswedywatelnoje Uprawlenije) auf das Pegida-Orgateam als wahrscheinlich angesehen.

### Soziodemographische Merkmale
Am 22. Dezember 2014, 5. und 12. Januar 2015 befragte ein Team um Hans Vorländer des Zentrums für Verfassungs- und Demokratieforschung an der Technischen Universität Dresden (TUD) 397 Pegidademonstranten. 64,1 % von 1106 Angesprochenen lehnten die Teilnahme ab. Die Studie gilt wegen der hohen Antwortausfälle nicht als repräsentativ. Der durchschnittliche Teilnehmer der Studie kommt aus der sächsischen Mittelschicht, ist männlich, 48 Jahre alt, konfessionslos, nicht parteigebunden, gut ausgebildet, berufstätig und verfügt über ein für Sachsen etwas überdurchschnittliches Nettoeinkommen.
Sozialwissenschaftler unter Leitung von Dieter Rucht vom Wissenschaftszentrum Berlin für Sozialforschung (WZB) verteilten am 12. Januar 2015 Handzettel mit einem Link für eine Online-Umfrage an Pegidademonstranten. 1800 Personen (10,6 % aller ca. 17.000 Teilnehmer) wurden angesprochen, 670 davon (3,9 %) nahmen den Zettel an, 123 davon (0,7 %) nahmen an der Umfrage teil. Wegen der geringen Rücklaufquote erlaubt die Umfrage laut Erstellern keine Aussage über den „typischen“ Demonstranten; „extreme Meinungen“ seien darin unterrepräsentiert.

#### Ausbildung und Beruf
Vorländer: Von den die Frage nach dem Ausbildungsstand Beantwortenden gaben etwa 50 % an, Arbeiter oder Angestellte zu sein, zu jeweils etwa 20 % selbstständig oder Rentner, ca. 10 % Studenten, Azubis und Schüler und etwa 2 % Arbeitsuchende zu sein. 38 % gaben als Bildungsstand Mittlere Reife, 28,2 % einen Studienabschluss, 16,4 % Abitur, 5 % einen Hauptschulabschluss, 8,6 % einen Meisterabschluss an (n = 397; fehlende Werte zu 100 %: Sonstiges / keine Angabe).
Rucht: 35 % hatten einen Studienabschluss, über 18 % waren Freiberufler und Selbständige.

#### Religion
Vorländer: Drei Viertel konfessionslos, ein Fünftel protestantisch.

#### Herkunft
Vorländer: Je ein Drittel der Teilnehmer der Studie kam aus Dresden bzw. Sachsen, 9 % aus anderen ostdeutschen, 6 % aus westdeutschen Ländern.
Rucht: Über 86 % der Umfrageteilnehmer stammten aus der Region Dresden.

#### Alter und Geschlecht
Rucht: 76 % waren Männer, 42,5 % waren zwischen 40 und 64, 37,5 % zwischen 25 und 39 Jahre alt.

### Politische Einstellung und Motive
Die Befragung von Vorländer et al. (siehe oben) ergab, dass sich zwei Drittel keiner Partei verbunden fühlten, 17 % der AfD, 9 % der CDU, 4 % der NPD, 3 % der Linkspartei. Als Hauptgrund ihrer Teilnahme nannten die Befragten „Unzufriedenheit mit der Politik“ (71 %), „Kritik an Medien und Öffentlichkeit“ (35 %) sowie „Grundlegende Vorbehalte gegen Asylbewerber und Migranten“ (31 %). 15 % aller Befragten äußerten Vorbehalte speziell gegenüber Muslimen oder dem Islam, 7 % äußerten Sorgen vor hoher Kriminalität durch Asylbewerber, 8 % hatten Angst vor sozioökonomischer Benachteiligung, 6 % befürchten eine „Überfremdung“ Deutschlands. Insgesamt bezogen sich zur Begründung der Teilnahme an den Veranstaltungen „gegen die Islamisierung des Abendlandes“ aber nur rund 24 % der Befragten in irgendeiner Form auf die Themen „Islam“, „Islamismus“ oder „Islamisierung“. Vorländer sieht Pegida nicht als Bewegung von Rechtsextremisten, Rentnern oder Arbeitslosen. Die Kundgebungen seien für die Meisten eine Ausdrucksmöglichkeit für tief empfundene, bisher nicht öffentlich artikulierte Ressentiments gegenüber der politischen und meinungsbildenden Elite.
Die Befragung von Rucht et al. (siehe oben) ergab, dass 48,7 % sich in der politischen Mitte, 33,3 % rechts, 7,7 % links und jeweils 1,7 % extrem rechts oder extrem links verorteten. 33 % gaben an, sie hätten bei der letzten Bundestagswahl AfD, 21 % CDU/CSU, 17 % gar nicht, 12 % die Linkspartei gewählt. Bei einer Bundestagswahl am folgenden Sonntag hätten 89 % der Befragten AfD, 5 % die NPD gewählt; alle übrigen Parteien wären hier unter 5 % geblieben. Über 80 % fürchteten den „Verlust nationaler Identität und Kultur“ am meisten. Über 90 % bejahten die Demokratie gegenüber anderen Staatsformen „sehr“ oder „ziemlich“. Über 90 % hatten „wenig“ oder „überhaupt kein“ Vertrauen zu Parteien, Bundestag, Bundesregierung, EU, Fernsehen, Zeitungen und Banken. Relativ hohes Vertrauen genoss nur die Polizei. Als Hauptanliegen Pegidas wurde die Kontrolle der Einwanderung, als persönliches Hauptanliegen das Politikversagen genannt (20,9 bzw. 20,1 %). Im Fazit widersprechen die Autoren aufgrund eigener Beobachtungen der Annahme, Pegidaanhänger seien harmlose, von Sorgen geplagte Normalbürger. Es gehe „im Kern um die Artikulation von ‚gruppenbezogener Menschenfeindlichkeit‘ und zugespitzter, um einen kaum verhüllten Rassismus“. Hans Vorländer entgegnet dem, dass das Niveau der Ausländerfeindlichkeit unter allen Pegida-Demonstranten nicht wesentlich nicht höher als im gesamtdeutschen Vergleich sei. Eine solche Betrachtung könne nur am Anfang einer Analyse über die Motive stehen.

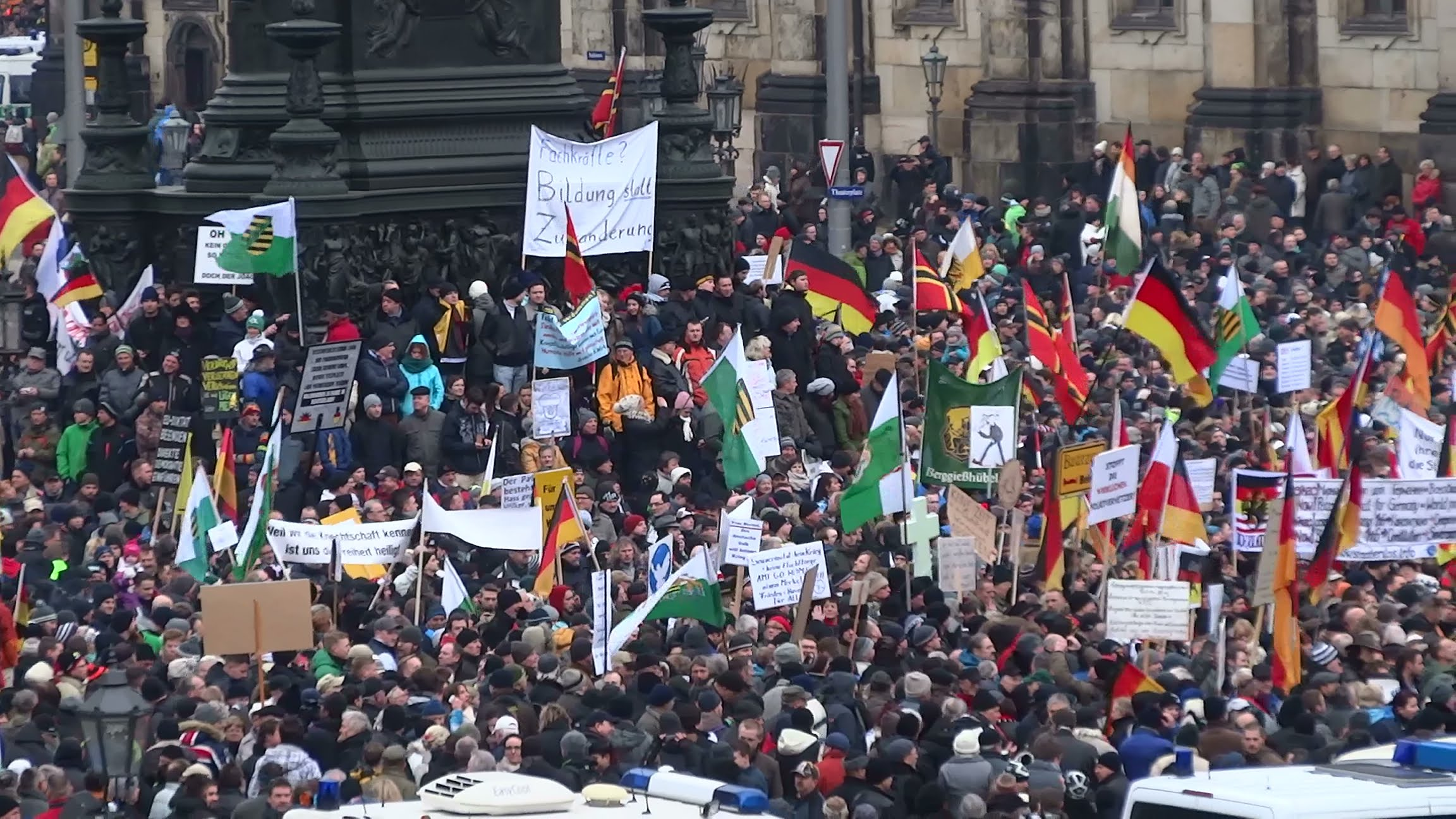
Pegida-Demonstration am 25. Januar 2015 in Dresden

Am 25. Januar 2015 befragten 15 Mitglieder der TU Dresden unter Politikwissenschaftler Werner J. Patzelt 242 von 492 angesprochenen Pegidademonstranten, darunter nach festgelegten Quoten 30 % Frauen und 70 % Männer. Laut Patzelt war diese Umfrage zwar repräsentativer als andere, erreichte aber ebenfalls überdurchschnittlich viele ältere und eher mittig als rechts eingestellte Teilnehmer, da sich jüngere, als Neonazis oder Hooligans erkennbare Teilnehmer selten befragen ließen. Im Ergebnis stufte Patzelt rund ein Drittel der Pegida-Anhänger als „rechtsnationale Xenophobe“, etwas weniger als zwei Drittel als „besorgte Gutwillige“ und knapp ein Zehntel als „empörte Gutwillige“ ein. Er erwartete ein Abnehmen der ersten Gruppe und das Versickern der Anhänger des abgespaltenen Vereins DDfE. Pegida habe seinen Höhepunkt überschritten. 90 % der Demonstranten fühlten sich von Parteien und Politikern nicht vertreten und neigten zur AfD. Drei Viertel der Demonstranten fühlen sich als „deutsche Patrioten“, diese lehnen überdurchschnittlich häufig Deutschlands Aufnahmepolitik gegenüber Asylbewerbern und Bürgerkriegsflüchtlingen tendenziell ab. Knapp drei Viertel der Demonstranten bezeichnen sich als „Europäer“. Zwei Drittel bejahen die weitere Aufnahme politisch verfolgter Asylbewerber und Bürgerkriegsflüchtlinge in Deutschland grundsätzlich. Zwei Drittel meinen, dass zu viele Asylbewerber aufgenommen werden. Ein knappes Drittel stimmt der Aussage zu, dass Deutschland zu viele Bürgerkriegsflüchtlinge aufnehme. Je mehr sie Parteien misstrauten, umso stärker lehnten sie Asylbewerber, Bürgerkriegsflüchtlinge und die Ansicht ab, ein „Islam so friedlich wie das heutige Christentum“ gehöre zu Deutschland. Kristallisationspunkt der Proteste, nicht jedoch die Ursache, ist die Unzufriedenheit mit einem gefühlt „ungesteuerten“ Einwanderungsgeschehen, gerade aus einem anderen Kulturkreis. 40 % der Teilnehmer nahmen an den Montagsdemonstrationen von 1989 teil.

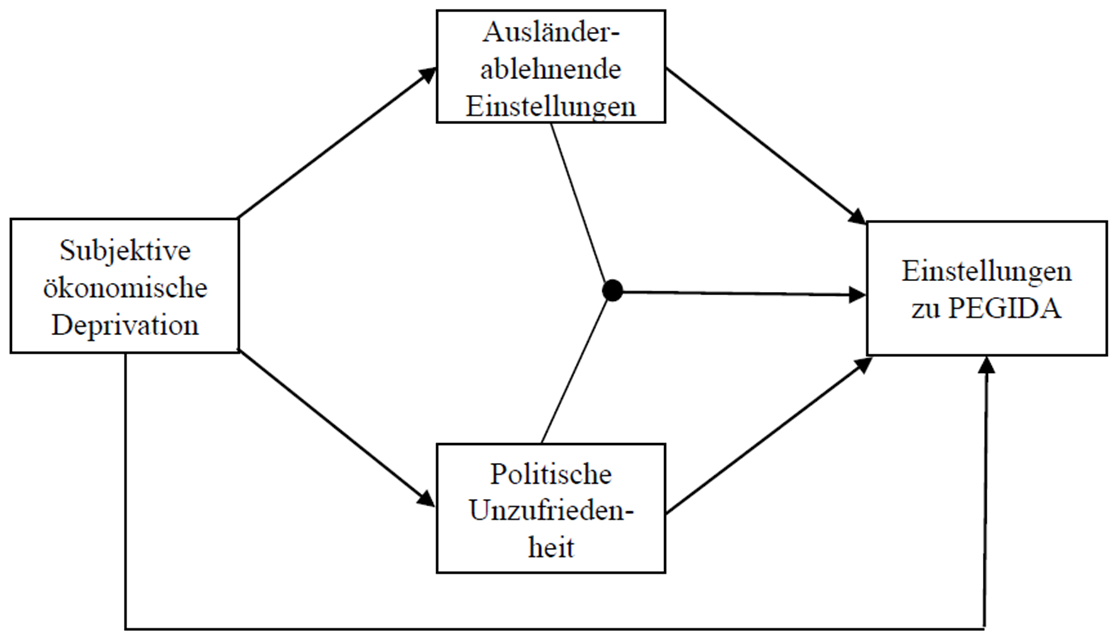
Erklärungsmodell (Kleinert & Schlueter 2020): Einstellungen zu PEGIDA

### Unterstützer und Sympathisanten
Im März 2016 hatte die offizielle Facebook-Seite von Pegida etwa 200.000 Likes. Laut Politikberater Martin Fuchs können die Benutzer dort Themen und emotionale Inhalte, die sie in Mainstream-Medien nicht repräsentiert sehen, pointierter und besser verbreiten. Facebook ist nach Werner J. Patzelt das zentrale Kommunikations- und Informationsmittel. Es ersetzt die fehlenden Organisations- und Kommunikationsstrukturen. Jedoch erreiche die Facebook-Seite von Pegida die Älteren unter den Demonstranten nicht.
Rechtsextremisten, darunter ein Mitveranstalter der „Gedenkmärsche“ am 13. Februar (dem Jahrestag der Luftangriffe auf Dresden), unterstützten bereits die erste Pegidakundgebung am 20. Oktober 2014 über Facebook öffentlich. Im Dezember 2014 rief die NPD zur Teilnahme an Pegida-Kundgebungen auf. Die German Defence League und der islamfeindliche Internetblog Politically Incorrect veröffentlichten einen „Propagandaclip“ als Aufruf zu Pegida. Nach Polizeiangaben beteiligen sich seit Dezember 2014 einige hundert gewaltbereite Hooligans an den Dresdner Kundgebungen. Hooligans stellen laut Medienberichten fast alle Ordner. Die der Neuen Rechten zugeordneten Zeitschriften Junge Freiheit, Blaue Narzisse, Sezession (Herausgeber: Götz Kubitschek), die Zeitschrift Zuerst! aus dem rechtsextremen Verlag Dietmar Muniers und das Querfront-Magazin Compact (Herausgeber: Jürgen Elsässer, Mitgründer der Montagsmahnwachen 2014) unterstützen Pegida.
Die Freiheitliche Partei Österreichs unter Heinz-Christian Strache warb seit Dezember 2014 für Pegida.
Die Frage, durch welche individuellen Merkmale Einstellungen zur Pegida-Bewegung in der allgemeinen Bevölkerung – also Personen, die nicht notwendigerweise selbst an Pegida-Aktivitäten teilgenommen haben – beeinflusst werden, steht im Zentrum einer im Mai 2020 veröffentlichten Studie. Die Sozialwissenschaftler M. Kleinert und E. Schlueter von der Justus-Liebig-Universität Gießen weisen auf Grundlage verschiedener Umfrage-Daten nach, dass eine als ungerechtfertigt erlebte individuelle sozioökonomische Positionierung (relative Deprivation) eine Zunahme fremdenfeindlicher Einstellungen und politischer Unzufriedenheit bewirkt. Eine stärkere Ablehnung von Zuwanderern bzw. eine höhere politische Unzufriedenheit führt dann zu positiveren Einstellungen zu Pegida. Zusätzlich zeigen die Analysen, dass politische Unzufriedenheit die positive Wirkung fremdenfeindlicher Einstellungen auf Pegida-bezogene Einstellungen deutlich verstärkt.

### Kundgebungen

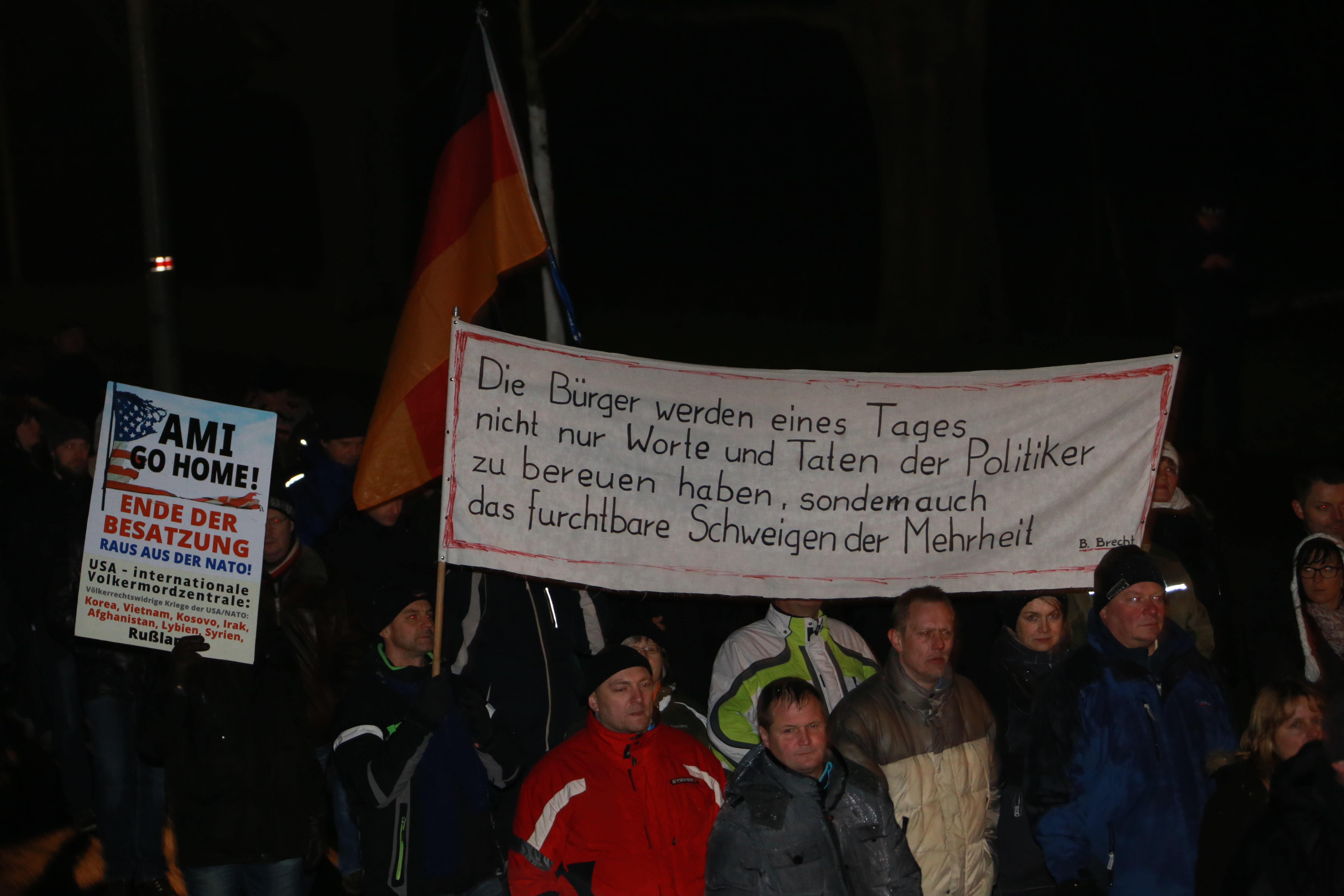
Pegida Dresden, 5. Januar 2015
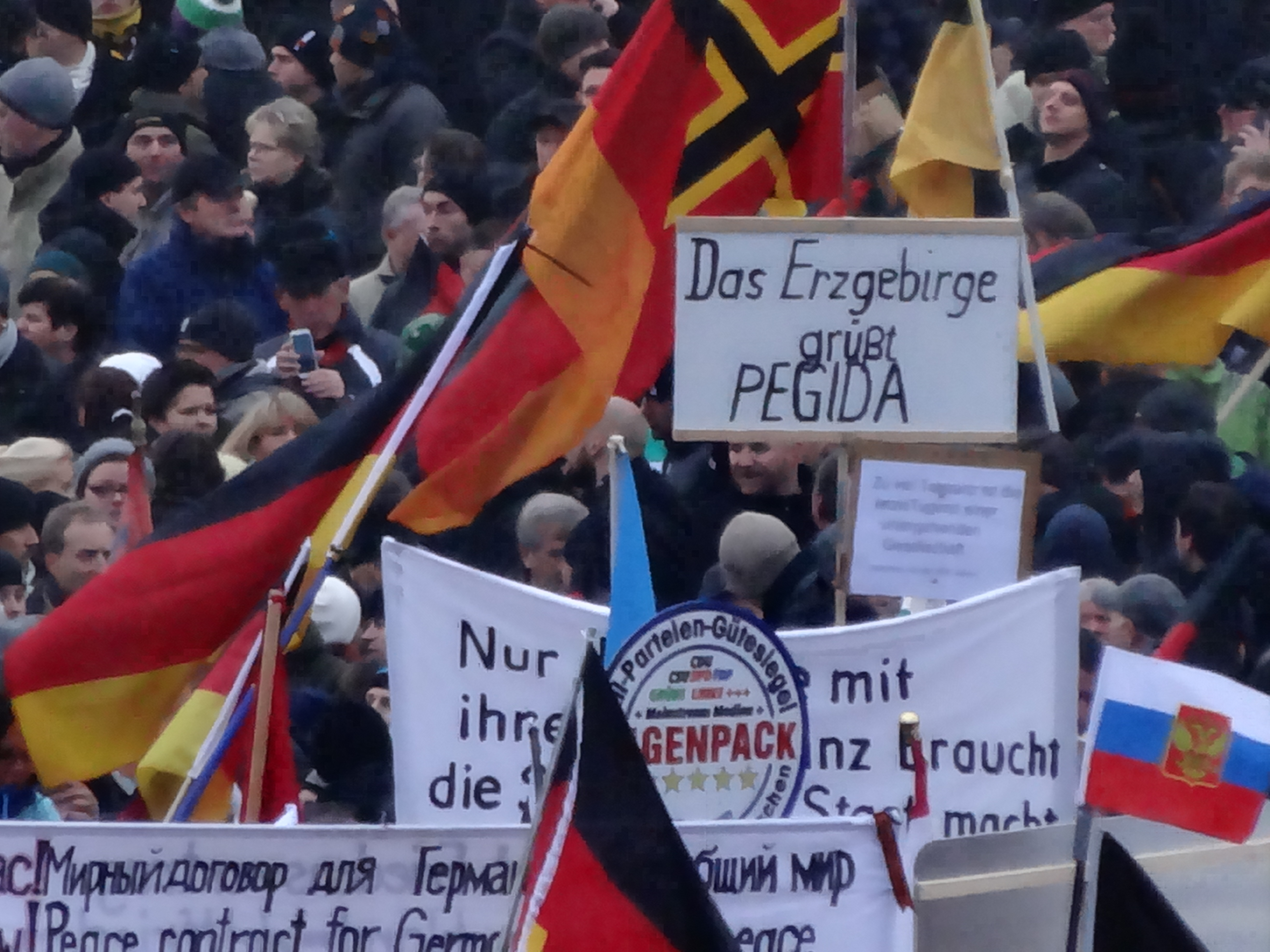
25. Januar 2015 mit Wirmer-Flagge am oberen Bildrand.
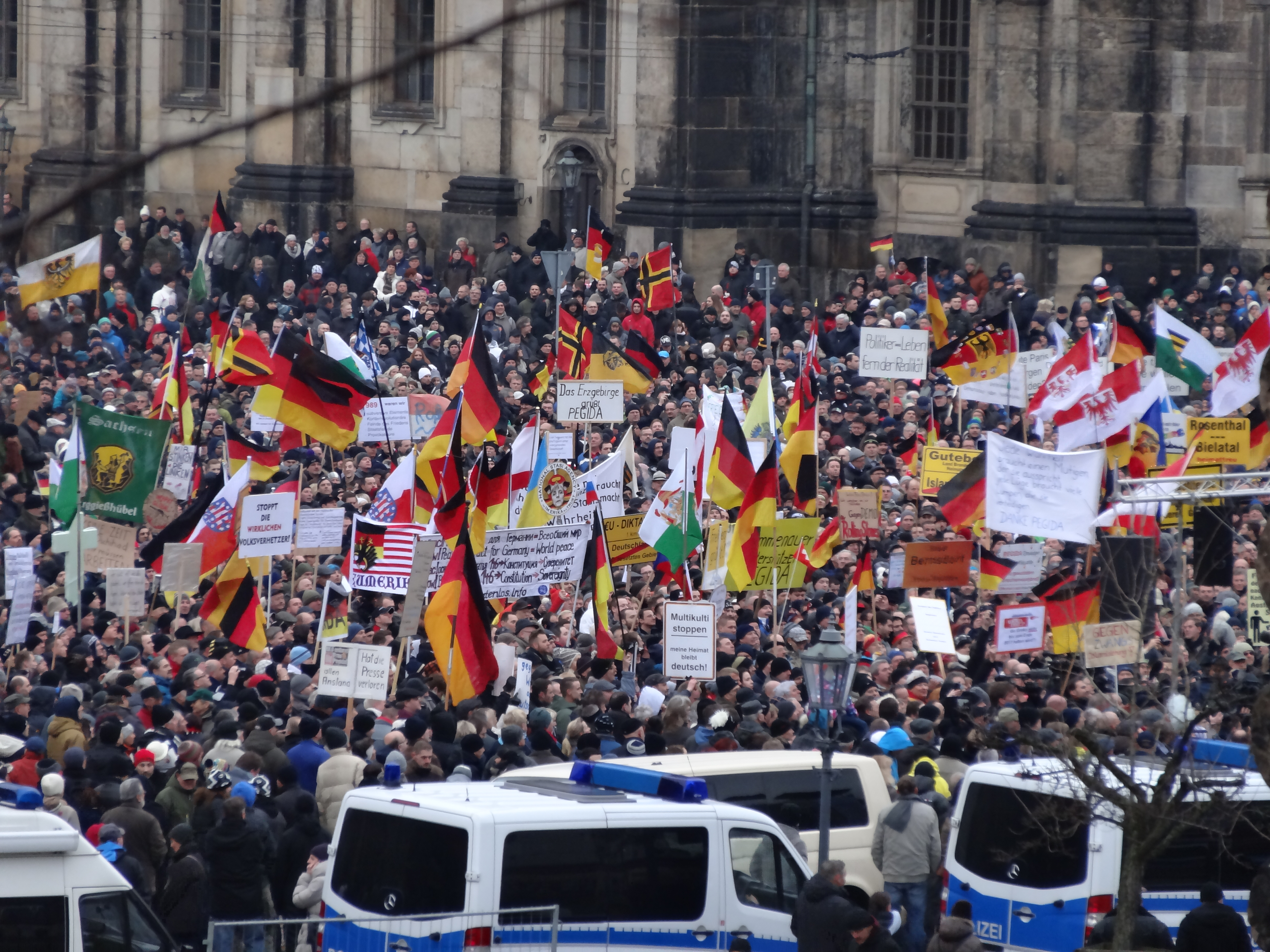
25. Januar 2015
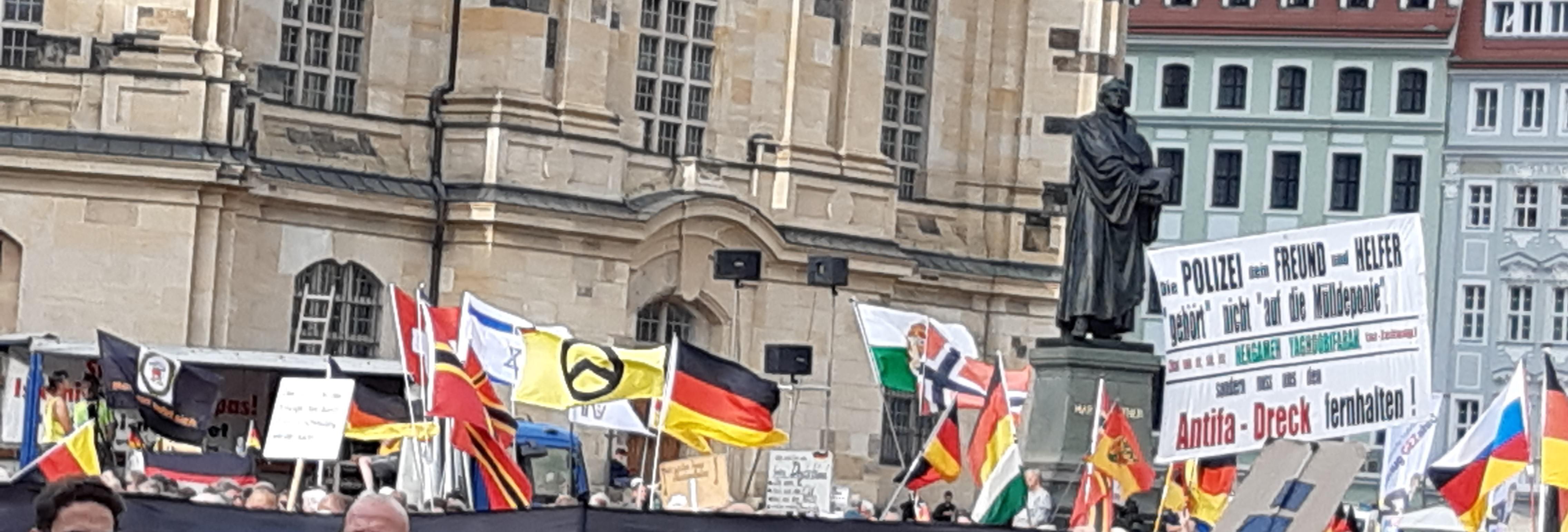
6. Juli 2020. Man erkennt die Fahnen Israels, Deutschlands, Norwegens und der Identitären Bewegung sowie die Wirmer-Flagge

Die Teilnehmerzahl wuchs laut Polizeiangaben von etwa 350 am 20. Oktober 2014 kontinuierlich auf mehr als 25.000 am 12. Januar 2015 an. Beobachter hielten die polizeilichen Schätzungen zum 15./22. Dezember und 5. Januar für zu hoch. 35 Mitarbeiter eines vom WZB beauftragten Zählteams unter Dieter Rucht ermittelten für den 12. Januar eine Teilnehmerzahl von 17.000 mit einer Fehlertoleranz von +/− 10 %, auch er hielt die Polizeischätzungen zu den Pegida-Kundgebungen generell für zu hoch. So oder so war „dies der größte rechte Aufmarsch in der Geschichte der Stadt und darüber hinaus“.
Demonstranten reagierten auf Pressearbeit vor Ort regelmäßig mit Sprechchören wie „Lügenpresse, Lügenpresse“ oder „Lügenpresse, halt die Fresse“ und „Volksverräter“ für Politiker. Die NS-Propaganda hatte diese Kampfbegriffe in den 1930er und 1940er Jahren gegen Kommunisten und Juden gerichtet. Zudem wurden „Volksverräter“ und „Systempresse“ in der Sprache des Nationalsozialismus verwendet. „Lügenpresse“ wurde zum Unwort des Jahres 2014 gewählt.
Am 22. Dezember 2014 griff ein Ordner nach Augenzeugen einen Journalisten an und beschimpfte ihn als „Judenschwein“. Ein Dresdner Redakteur wurde von Kundgebungsrednern „namentlich angeprangert“.
Am 5. Januar 2015 wurden Parolen wie „Sachsen bleibt deutsch“ und „Merkel muss weg“ gezeigt. Unter den Teilnehmern waren die Bürgerrechtsbewegung Solidarität, die Reichsbürgerbewegung und weitere Gruppen, die Verschwörungstheorien und Antiamerikanismus vertreten, etwa indem sie die Vereinigten Staaten für die Flüchtlingsströme der Welt verantwortlich machen. Einige Hooligans versuchten mit Rufen wie „Zecken klatschen“ erfolglos, die Polizeikette zu durchbrechen, um die Gegenkundgebung zu erreichen. 18 Identitäre drangen während der Kundgebung in das Gebäude des Sächsischen Landtags ein. Gegen sie wird wegen Hausfriedensbruchs ermittelt.
Am 12. Januar trugen wenige Teilnehmer den von den Veranstaltern erbetenen Trauerflor für die Opfer des Anschlags auf Charlie Hebdo in Paris; einzelne hielten Schilder mit der Aufschrift „Ich bin Charlie“. Bachmann deutete den Anschlag als „weiteren Beweis für die Daseinsberechtigung von Pegida“ und versuchte, „Lügenpresse“-Rufe zu unterbinden. Eine Schweigeminute für „alle Opfer von religiösem Fanatismus“ wurde gehalten.
Am 18. Januar 2015 sagte Pegida die geplante Kundgebung für den Folgetag aus Sicherheitsgründen ab. Am selben Tag verbot die Polizeidirektion Dresden wegen einer vom Bundeskriminalamt (BKA) mitgeteilten Morddrohung gegen ein Mitglied des Pegida-Teams alle öffentlichen Versammlungen in Dresden am 19. Januar 2015. Das Verbot beruhte auf angeblichen Hinweisen ausländischer Geheimdienste auf Diskussionen im Internet über mögliche Anschläge in Deutschland, unter anderem auf Pegida-Kundgebungen, und einem vagen Twitter-Tweet. Die Dresdner Entscheidung stieß auf breite Kritik, auch bei Pegida-Gegnern und bei den Innenministern der Länder und in Sicherheits- und Regierungskreisen.
Die für den 26. Januar 2015 geplante turnusmäßige Kundgebung verlegte Pegida wegen einer auf denselben Tag gelegten Gegenveranstaltung kurzfristig auf den 25. Januar. Am 28. Januar sagte Pegida die für den 2. Februar geplante Kundgebung wegen der Rücktritte von sechs Vorstandsmitgliedern ab.
Am 9. Februar trat Bachmann erneut als Redner auf. Er rechtfertigte seine ausländerfeindlichen Aussagen („Dreckspack“, „Viehzeug“) damit, dass „wirklich jeder von uns sie schon einmal am Stammtisch benutzt hat“. Dies wurde ebenso bejubelt wie die Warnung vor „ungebremster Masseneinwanderung“ und die Aussage von Götz Kubitschek: „Die Verachtung des Eigenen muss ein Ende haben.“ Die von der früheren Hamburger AfD-Vertreterin Tatjana Festerling behauptete „Nazi-Paranoia“ in deutschen Medien beantwortete die Menge mit dem Ruf „Lügenpresse“. Plakatslogans wie „Verrat ist Schwäche“ für den abgespaltenen Verein DDfE, die Drohung an Politiker „Doch eines Tages wird Gerechtigkeit walten, dann richtet das Volk, dann gnade euch Gott“, fehlende Abgrenzung von zahlreich anwesenden NPD-Anhängern und Hooligans und Bachmanns Nein zu einem neuen Pressesprecher bewerteten Medienberichte als Rechtsruck Pegidas. Am 16. Februar 2015 kündigte Pegida einen eigenen Kandidaten für die Neuwahl des Dresdner Oberbürgermeisters im Juni 2015 an. Tatjana Festerling wurde am 6. April 2015 nominiert.
Nach der Kundgebung am 2. März 2015 strömten laut Pressemeldungen 150 Pegida-Anhänger und Neonazis zu einem Flüchtlingscamp vor der Semperoper und skandierten ausländerfeindliche Parolen, zwei Dutzend Personen versuchten es zu stürmen. Pegida selbst gab an, dass diese Personen keine Teilnehmer der Demonstration gewesen seien, sondern dass es sich um eine Verschwörung gehandelt habe, um Pegida zu diskreditieren. Die Polizei sprach von „einigen Personen“, die zum Theaterplatz gezogen seien, wo es wechselseitig zu verbalen Provokationen zwischen den Teilnehmern des Protestcamps und Pegida-Anhängern gekommen sei und die Polizeikräfte tätliche Auseinandersetzungen unterbunden hätten. Die Teilnehmer des Flüchtlingscamps sprachen von rund 300 Angreifern.
Am 6. April 2015 (Ostermontag) fühlten sich Teilnehmer an der Pegida-Kundgebung vom österlichen Geläute der Kreuzkirche belästigt, das sie für eine Protestmaßnahme hielten. Gegen Kirchenmitarbeiter wurde von ihnen deshalb eine Morddrohung ausgesprochen.
Am 13. April 2015 sprach der niederländische Politiker Geert Wilders auf der Pegida-Kundgebung. Laut Die Zeit versucht Pegida damit, „eine europaweit vernetzte nationalistische Bewegung zu werden“. Das Organisationsteam habe im Dezember 2014 noch mehrheitlich gegen einen Auftritt Wilders’ gestimmt, um „sich nicht so weit rechts außen“ zu positionieren.
Am 28. September 2015 wurden während der Pegida-Kundgebung von Demonstrationsteilnehmern ein Fotograf des MDR getreten sowie ein Reporter der Dresdner Neuesten Nachrichten ins Gesicht geschlagen. Beide Reporter wollten Anzeige erstatten. Bereits eine Woche zuvor waren Schüler, die aus ganz Deutschland auf Einladung von Sachsens Kultusministerium zu einem Theaterfestival nach Dresden gereist waren, von Pegida-Teilnehmern bedroht und angepöbelt worden. Lutz Bachmann bestritt diesen Vorfall; Aussagen von Augenzeugen kommentierte er mit den Worten, das sei ihm „scheißegal“.
Bei der Demonstration am 12. Oktober 2015 trug ein Teilnehmer eine Galgenattrappe, an der zwei Pappschilder mit der Aufschrift „Reserviert Angela ‚Mutti‘ Merkel“ bzw. „Reserviert Siegmar [sic] ‚das Pack‘ Gabriel“ hingen. Die Staatsanwaltschaft Dresden nahm Ermittlungen wegen der öffentlichen Aufforderung zu Straftaten (§ 111 Abs. 1 StGB) auf. Ebenfalls am 12. Oktober 2015 sprach Lutz Bachmann von einem kommenden Bürgerkrieg. Er bekräftigte die Forderung nach einer Auflösung der Europäischen Union und einer besseren Zusammenarbeit mit Russland. Tatjana Festerling forderte ebenfalls am 12. Oktober 2015 den „Säxit“ – gemeint ist die Abspaltung Sachsens von der Bundesrepublik Deutschland –, nachdem sie am 9. März 2015 schon den Wiederaufbau innerdeutscher Grenzanlagen gefordert hatte.
Am 16. November 2015, der ersten Pegida-Kundgebung nach den Terroranschlägen in Paris, versammelten sich laut Spiegel nicht mehr Demonstranten als in den Wochen zuvor. Die Redner sprachen von einem „Angriff auf die Demokratie“ – mit dem Zusatz „auch wenn es nur eine scheinbare Demokratie ist, wie bei uns“. Die SZ stellte fest, dass – trotz einer Schweigeminute für die Pariser Opfer sowie die des vermuteten Bombenanschlags auf die russische Passagiermaschine – statt Trost und Mitgefühl und der Verteidigung von „Werte[n] wie Freiheit, Toleranz und Offenheit“ bei Pegida „Ablehnung, Verachtung, Hass“ vorherrschen.
Für die Pegida-Demonstration am 7. November 2016 verbot die Stadtverwaltung Dresden Lutz Bachmann und Siegfried Däbritz bis zum Ende Oktober 2021 die Versammlungsleitung, weil beide von der Stadtverwaltung „als nicht vertrauenswürdig eingestuft“ wurden. Seitdem wurde die Versammlungsleitung erst durch Ines Claudia Gemeinert und später durch Wolfgang Taufkirch übernommen.
Auch die Plakatparole „Parteien gut Nacht, Bürger an die Macht“, Ausdruck einer fundamentaloppositionellen Haltung gegenüber Parlamentarismus und Parteien, war auf Pegida-Aufmärschen zu sehen.
Am 5. Juni 2017 sagte der AfD-Bundestagskandidat Thomas Goebel bei einer Pegida-Veranstaltung, die „deutsche Volksgemeinschaft“ leide „an Altparteien-Diarrhö, Gutmenscheritis, linksgrünversifften Achtundsechzigern und durch Merkel versiffte, aufgelöste Außenhaut“ sowie „unter einem Befall an Schmarotzern und Parasiten, welche dem deutschen Volk das Fleisch von den Knochen fressen will (sic!)“. Diese Rede wurde auch in einem Verfassungsschutzgutachten zitiert. Der Journalist Michael Kraske stellte in dieser Rede Parallelen zur Propaganda der Nationalsozialisten fest, in der Juden und Slawen als Schädlinge für das deutsche Volk diffamiert wurden. Auch der Begriff der „deutschen Volksgemeinschaft“ erinnere an die Bezeichnung, die die Nationalsozialisten für ihre Gesellschaftsordnung verwendeten.
Im August 2018 kam es am Rande einer von Pegida und AfD veranstalteten Kundgebung gegen einen Besuch der Bundeskanzlerin zu einem Polizeieinsatz gegen ZDF-Journalisten, die 45 Minuten festgehalten und an der Arbeit gehindert wurden (siehe Pegizei). Ein Kundgebungsteilnehmer hatte das Reporterteam verbal angegriffen, da er nicht gefilmt werden wollte, und einen Journalisten wegen Beleidigung angezeigt, worauf er von diesem seinerseits angezeigt wurde. Wie sich später herausstellte, war der aggressive Demonstrationsteilnehmer ein Bediensteter des sächsischen LKA. Dort sei er laut Welt Tarifangestellter im Ermittlungsdezernat für Wirtschaftskriminalität, schreibe Gutachten und trete für das LKA auch in Gerichtsprozessen auf. Offenbar sei er zu Unrecht davon ausgegangen, dass die Filmaufnahmen gegen die neue Datenschutzgrundordnung verstießen, was jedoch nicht bei journalistischer Berichterstattung und derartigen Kundgebungen gilt, da diese gerade auf Öffentlichkeit abzielen. Der sächsische Ministerpräsident Michael Kretschmer kommentierte ein entsprechendes Video des Vorfalls mit der Bemerkung: „Die einzigen Personen, die in diesem Video seriös auftreten, sind Polizisten.“ Auch der CDU-Fraktionschef Frank Kupfer stellte sich hinter die Aktion. Dem widersprachen Landtagsmitglieder der SPD, der Grünen und der Linken. Der Vorsitzende des Deutschen Journalistenverbands Frank Überall bescheinigte den Reportern, sich „hochprofessionell verhalten“ zu haben. Die Aktion sei ein „durch nichts zu rechtfertigender Eingriff in die Pressefreiheit“. Die Bundesjustizministerin Katarina Barley bezeichnete die Details als „besorgniserregend“, forderte eine rasche Aufklärung und  hob den Wert der Pressefreiheit hervor. Der Grünen-Vorsitzende Cem Özdemir gab zu bedenken: „Wer für den Schutz unseres Grundgesetzes zuständig ist, hat bei Organisationen und Parteien, die gegen unsere Verfassung kämpfen, nichts verloren, auch nicht in der Freizeit.“ Am 24. August entschuldigte sich der Dresdner Polizeipräsident Horst Kretzschmar nach Angaben des ZDF für das umstrittene Vorgehen von Polizisten gegen ein Team des Senders.
Nach einem zeitweisen Demonstrationsverbot im Zuge der Schutzmaßnahmen gegen die COVID-19-Pandemie demonstrierte Pegida am 20. April 2020, am Führergeburtstag, erneut auf dem Dresdner Neumarkt. Die Polizei genehmigte nur eine Teilnehmerzahl von 15, etwa dreißig weitere blieben außerhalb der Absperrung.
Auf der Pegida-Demo am 9. November 2020 kritisierten Redner die von Bund und Ländern beschlossenen Corona-Maßnahmen. Hauptredner war der vom Verfassungsschutz als Rechtsextremist eingestufte frühere brandenburgische AfD-Politiker Andreas Kalbitz. Die Kundgebung war von Politikern heftig kritisiert worden, da sie am 82. Jahrestag der Novemberpogrome 1938 stattfand. Der Landesrabbiner von Sachsen Zsolt Balla bezeichnete die Abhaltung der Veranstaltung wie auch die Genehmigung als „absolut geschmacklos und geschichtsvergessen“. Wie die Stadtverwaltung angab, habe es für eine Einschränkung des Versammlungsrechts keine gesetzliche Grundlage gegeben.
Am 13. September 2021 versammelten sich etwa 2000 Demonstranten vor dem Dresdner Hauptbahnhof. Die relativ hohe Zahl wurde darauf zurückgeführt, dass der Thüringer AfD-Vorsitzende Björn Höcke auf der Kundgebung auftrat. Höcke verbreitete dabei in einer Rede (laut Tagesspiegel) „diverse Verschwörungstheorien“ bezüglich der Bundestagswahl 2021 oder der Corona-Impfungen. Rund 1500 Gegendemonstranten protestierten gegen die Kundgebung. Im Rahmen der Pegida-Veranstaltung kam es zu zahlreichen körperlichen Übergriffen und Anfeindungen gegenüber Pressevertretern. Zum wiederholten Mal war ein Medienschutzteam der Dresdner Polizei vor Ort, um Journalisten vor Angriffen zu schützen, was jedoch nicht immer gelang. Auch Geflüchtete sollen durch rechte Demonstranten rassistisch beleidigt worden sein, ein Teilnehmer soll zudem einen Hund gegen einen jugendlichen Gegendemonstranten eingesetzt haben.
Am 25. Oktober 2022 demonstrierten „erstmals seit Monaten wieder“ mehrere hundert Anhänger in Dresden gegen die Energie-, Sozial- und Russlandpolitik im Zusammenhang mit dem Ukraine-Krieg und den hohen Energiepreisen. Die letzte Pegida-Demonstration fand am 20. Oktober 2024 statt. Nach Angaben der Polizei nahmen etwa 500 Menschen daran teil.

### Forderungen
Das auf einem Transparent gezeigte Motto der ersten Pegida-Kundgebungen lautete: „Gewaltfrei und vereint gegen Glaubens- und Stellvertreterkriege auf deutschem Boden“. Seit November 2014 trugen die Veranstalter auf Reden und Flugblättern bei den Kundgebungen einige Forderungen vor:
- eine gesteuerte Zuwanderung über ein Punktesystem nach dem Beispiel Kanadas oder Australiens (z. B. australisches Fachkräftevisum),
- eine konsequente Abschiebungspolitik,
- „Null-Toleranz“ gegenüber straffällig gewordenen Zuwanderern,
- verstärkte Wiedereinreisekontrollen,
- Bewahrung und Schutz „der Identität unserer christlich-jüdischen Abendlandkultur“.[137] Redner forderten zudem eine Beendigung des „Asylmissbrauchs“[138] und befürworteten die „Aufnahme von Kriegsflüchtlingen“, nicht aber von „Wirtschaftsflüchtlingen“.[139] Am 17. November 2014 lautete die letztgenannte Forderung, die den meisten Beifall erhielt: „Es muss für uns wieder normal sein, öffentlich die Liebe zu seinem Vaterland zum Ausdruck zu bringen! Gegen Antipatriotismus!“[35]

Am 10. Dezember 2014 veröffentlichte Pegida ein Positionspapier. Das Papier wurde bei keiner Kundgebung verlesen. Darin war der Begriff der „Islamisierung“ nicht enthalten. Es wurde als teilweise Zurücknahme früherer Forderungen und als Versuch gedeutet, sich vor einer Vereinnahmung durch Rechtsextremisten zu schützen.
Bachmann kritisierte am 15. Dezember neben der Integrationspolitik die „unsägliche“ Renten- und Sozialpolitik, eine „Kriegstreiberei“ der Bundesregierung und Wirtschaftssanktionen gegen Russland. Plakate forderten unter anderem „Frieden mit Russland“ und „Putin, hilf uns!“. Der Publizist Udo Ulfkotte behauptete in seiner Kundgebungsrede am 5. Januar 2015: Die Islamisierung in Deutschland sei längst Realität. Muslime genössen „überall Sonderrechte“. Die Medien lenkten den „wachsenden Wutstau“ im Inland gezielt gegen Russland, obwohl „die USA die Ukraine-Krise vorsätzlich geschürt“ hätten. Deutschland sei kein souveränes Land, sondern „Büttel der US-Kriegspolitik“. Weitere Sprecher beriefen sich auf Thilo Sarrazin, Heinz Buschkowsky, Henryk M. Broder und Hans-Werner Sinn.
Am 12. Januar nannte Bachmann sechs Kernforderungen:
1. ein neues Zuwanderungsgesetz, das „unkontrollierte, quantitative“ Zuwanderung beenden und „qualitative Zuwanderung“ nach dem Vorbild Kanadas und der Schweiz fördern solle,
2. die Aufnahme eines Rechts und einer „Pflicht zur Integration“ in das Grundgesetz
3. konsequente Ausweisung bzw. ein Einreise- und Aufenthaltsverbot für „religiöse Fanatiker und Islamisten“, die in heiligen Kriegen kämpfen würden,
4. direkte Demokratie durch Volksentscheide auf Bundesebene,
5. ein Ende der „Kriegstreiberei mit Russland und ein friedliches Miteinander der Europäer“ ohne die „Kontrolle aus Brüssel“,
6. mehr Mittel für die innere Sicherheit Deutschlands, besonders für die Polizei.

Er befürwortete ferner einen europäischen Staatenbund, in dem jedes Land seine Identität behalte. Die Aufnahme und Verteilung von Kriegsflüchtlingen solle gesamteuropäisch, andere Asylfälle von jedem Land eigenverantwortlich geregelt werden. Zudem befürwortete er ein Verbot von Waffentransporten in Krisengebiete und die Einrichtung eines „Europäischen Hilfsfonds“.
Bei einem Treffen in Dresden am 15. Februar 2015 einigten sich Vertreter von Pegida-Ablegern aus Deutschland, darunter Legida, mit Pegida e. V. auf zehn Forderungen, darunter:
- „Reformation der Familienpolitik sowie des Bildungs-, Renten- und Steuersystems“,
- „Schutz, Erhalt und respektvollen Umgang mit unserer Kultur und Sprache“,
- Ablehnung von Freihandelsabkommen wie TTIP,
- sofortige Abschiebung abgelehnter Asylbewerber.

Bachmann versuchte, die Forderungen an das Portal der Kreuzkirche zu heften, wo Kirchenvertreter sie sofort wieder entfernten. Am 16. Februar trug er die Forderungen bei der Pegida-Kundgebung vor.

## Ableger in Deutschland

### DDfE in Dresden
Die sechs Mitgründer um Kathrin Oertel traten im Januar 2015 aus und gründeten den neuen Verein „Direkte Demokratie für Europa“. Bereits im März 2015 schied Oertel, zusammen mit René Jahn, dort wieder aus. Er soll die „bürgerliche Mitte“ erreichen und wollte zuerst an Montagen demonstrieren.
Später beschloss der Verein, alle zwei Wochen zu demonstrieren, jedoch nicht montags, um Pegida keine Konkurrenz zu machen. Den Wochentag sollten die Anhänger bestimmen. Kathrin Oertel bedauerte bei der ersten Kundgebung am Sonntag, 8. Februar 2015: Pegida habe NPD-Anhängern eine Plattform geboten und die Medien als „Lügenpresse“ beschimpft. Man fange „ganz von vorn“ an. Der Verein positionierte sich rechts von der CDU und nannte sieben Forderungen, darunter „Volksbegehren, Volksentscheide und europäische Bürgerinitiativen“, einen Stopp des Stellenabbaus bei der Polizei, eine Reform des Asylverfahrensgesetzes (heutige Bezeichnung: Asylgesetz) und die Aufhebung der Sanktionen gegen Russland.
Am 8. Februar demonstrierten etwa 500 (ein Zehntel der von den Veranstaltern erwarteten Menge), am Donnerstag, dem 19. Februar, etwa 100 Anhänger. Am 9. März 2015 gaben Oertel und René Jahn ihren Rückzug aus der DDfE bekannt.

### Legida in Leipzig

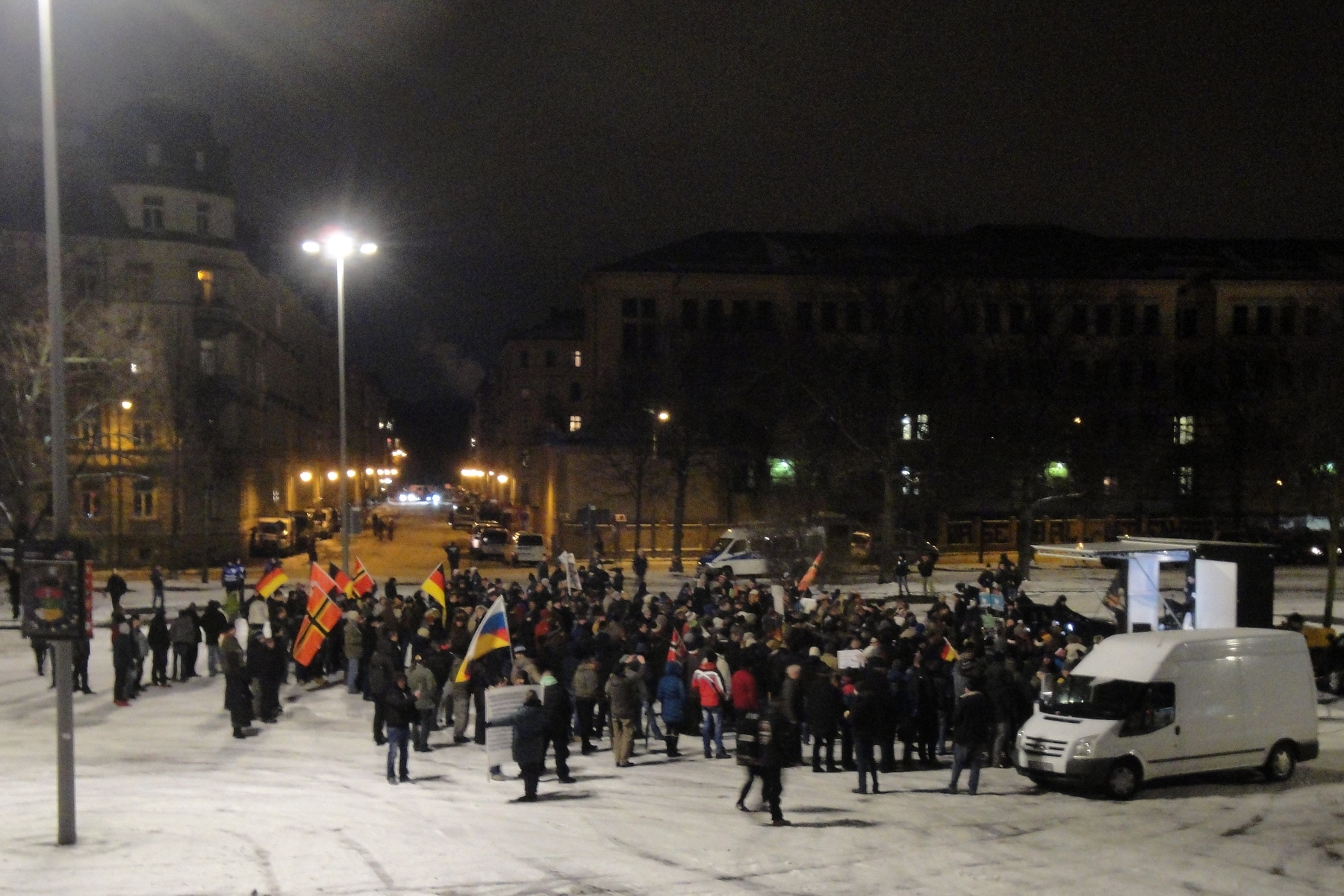
LEGIDA-Kundgebung auf dem Stadionvorplatz in Leipzig im Januar 2017

Legida (Leipzig) wurde anfangs von dem Fußballhooligan Silvio Rösler, später von Markus Johnke, einem Onlinehändler aus Wurzen, geleitet. Gründer waren unter anderen der Militariahändler Jörg Hoyer, ein bekannter Leipziger Hooligan und ein für die NPD und HoGeSa tätiger Rechtsanwalt. Mit Felix Koschkar gehörte ein Mitglied der Identitären Bewegung und Mitbegründer der „Patriotischen Plattform“ in der Alternative für Deutschland zu den Organisatoren der Legida. Er trat inzwischen aus dem Leitungsteam aus. Der Islamwissenschaftler Hans-Thomas Tillschneider gab seine beratende Tätigkeit nach „gewalttätigen Übergriffen“ auf ihn auf. Der sächsische Verfassungsschutz bewertet Legida im Vergleich zur Pegida als deutlich radikaler. Legida selbst hat auf seinem der Pegida nachempfundenen Leittransparent die programmatische Selbstbeschreibung „gewaltfrei“ nicht übernommen.
An der ersten Legida-Demonstration am 12. Januar 2015 nahmen nach letztlich fundierten Schätzungen 2000 bis 3000 Demonstranten teil, auf Seite der Gegendemonstrationen standen dagegen 30.000 Teilnehmer. Mehrere unabhängige Beobachter bestritten die von der Polizei angegebenen Teilnehmerzahlen für die Legida-Kundgebungen am 12. und 21. Januar 2015 als weit überhöht und methodisch unzuverlässig ermittelt. Der Fachschaftsrat Soziologie der Universität Leipzig wertete Luftbilder vom 21. Januar aus und kam so auf weniger als ein Drittel der Polizeiangaben. Als Redner traten am 21. Januar 2015 Jürgen Elsässer und Götz Kubitschek auf. Laut Polizeiangaben wurden einige Polizisten durch Gewalttätigkeiten zwischen Anhängern und Gegnern Legidas verletzt. Journalisten wurden von gewaltbereiten Legida-Anhängern gezielt tätlich angegriffen. Lutz Bachmann hatte nach dem Verbot der Pegida-Kundgebung am 19. Januar alle Anhänger zur Teilnahme an der Legida-Demonstration am 21. Januar aufgerufen. Weil Legidas Veranstalter jedoch Pegidas Forderungskatalog nicht übernahmen, erwog Pegida laut Sprecherin Kathrin Oertel am 21. Januar eine Unterlassungsklage gegen Legida. Hoyer erklärte dazu, als „eine eigene Bewegung“ lasse sich Legida von Pegida nichts vorschreiben. Auf der Pegida-Kundgebung am 25. Januar bestritten Oertel und Legida-Organisator Silvio Rösler einen Bruch zwischen beiden Initiativen. Die Stadt Leipzig verbot die für den 9. Februar 2015 angemeldete Legida-Kundgebung aus Mangel an Polizeikräften zur Absicherung. Die Polizei löste eine Versammlung von etwa 150 Legida-Anhängern auf.
Aufgrund der regelmäßig größeren Zahl der Gegendemonstranten versuchte Legida, die Demonstrationsintervalle zu erhöhen, in Städten des Umlandes zu demonstrieren, rief dann aber zunehmend „Pausen“ aus und war im Dezember 2015 endgültig von wöchentlichen zu monatlichen Intervallen übergegangen. Am 11. Januar 2016, zum Jahrestag von Legida, hatte die Pegida-Bewegung in Dresden auf eine eigene Veranstaltung verzichtet und stattdessen zur Teilnahme an der Kundgebung in Leipzig aufgerufen, zu der auch Lutz Bachmann anreiste. An der Demonstration nahmen 2500 bis 3400 Personen teil. Als Gegenprotest, zu dem unter anderem Oberbürgermeister Burkhard Jung (SPD) aufgerufen hatte, versammelten sich etwa 5000 Menschen zu einer Lichterkette. Zeitgleich kam es wenige Kilometer entfernt beim Überfall auf Connewitz zu schweren Ausschreitungen von etwa 250 vermummten Hooligans und Rechtsextremisten, wobei mehrere Geschäfte verwüstet und Menschen verletzt worden waren. Im Rahmen der Legida-Veranstaltung (und ebenfalls ein Jahr später) trat der rechtsextreme Musiker Hannes Ostendorf, Sänger der Hooligan-Band Kategorie C, auf. Nach Angriffen auf eine Journalistin will der MDR nur noch Pressevertreter mit Security zu Pegida-Demonstrationen losschicken. Auf der Demonstration zum 2. Jahrestag am 9. Januar 2017, auf der fast 400 Legida-Demonstranten fast 2000 Gegendemonstranten gegenüber standen, erklärte Legida-Anwalt Hohnstädter, in Leipzig würden keine weiteren regelmäßigen Veranstaltungen stattfinden.
Tweets von „LEGIDA“ legen nahe, dass bei der sächsischen Polizei wahrscheinlich ein oder mehrere Polizei-Angehörige mit der Organisation sympathisieren und unbefugt Interna an diese verraten haben könnten.

### Veranstaltungen und Demonstrationen in weiteren Städten

#### Nordrhein-Westfalen
Ab Dezember 2014 entstanden weitere Initiativen, die sich als Teil einer Pegida-Bewegung verstehen und darum mit einem Kürzel ihres Städte- oder Regionnamens und der Endung -gida bezeichnen. Einige wurden vom Dresdner Verein mit beworben und anerkannt. Er distanzierte sich jedoch von Bogida (Bonn), Dügida (Düsseldorf) und Kögida (Köln). Gegendemonstrationen mit weit mehr Teilnehmern standen den meisten Ablegerkundgebungen gegenüber und verhinderten einige davon. Am 18. September 2015 wurde ein Aufmarsch von 128 Demonstranten der Dügida in Düsseldorf bereits nach 200 Metern von Gegendemonstranten aufgehalten und die Dügida-Demonstranten gaben auf, weil sie einen von der Polizei vorgeschlagenen Umweg nicht gehen wollten. Es gab insgesamt ungefähr 1.200 Gegendemonstranten.
 Bogida (Bonn) wurde von Aktivisten der rechtsextremen Splitterpartei Bürgerbewegung pro NRW (u. a. Melanie Dittmer) sowie der rechten Gruppierung „Hooligans gegen Salafisten“ (HoGeSa) (u. a. Karl-Michael Merkle) gelenkt. Dügida (Düsseldorf) wurde vom AfD-Mitglied Alexander Heumann mitgegründet. Melanie Dittmer trat bei deren erster Kundgebung als Rednerin auf. Nach Berichten über ihre rechtsextreme Vergangenheit distanzierte sich Heumann von Dügida. An Dügida und Kagida (Kassel) nehmen laut Bundesregierung Aktivisten der rechtsextremen Parteien Die Rechte, NPD und Pro NRW teil.

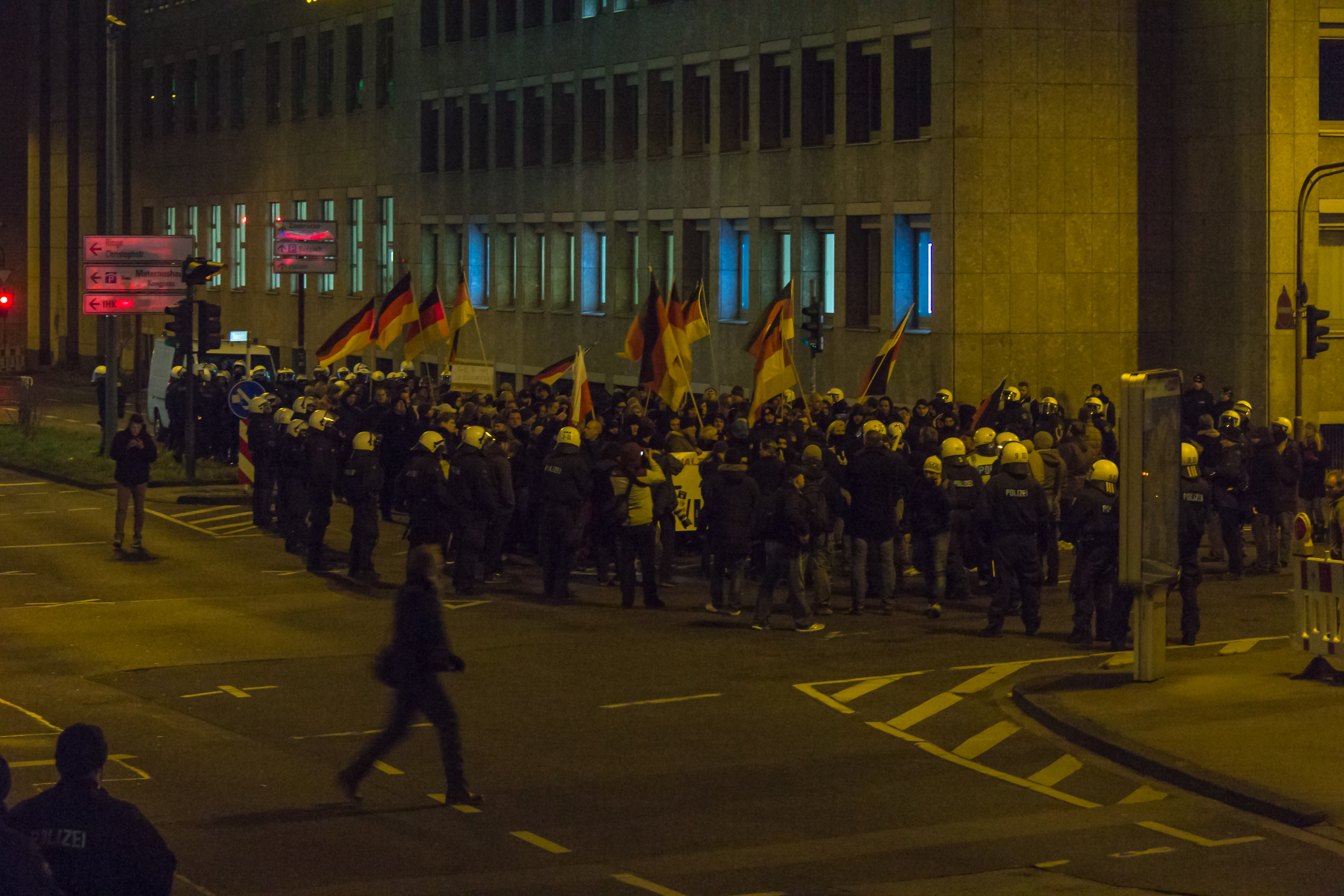
Kögida, 21. Januar 2015

Die Kögida-Kundgebung in Köln am 5. Januar 2015 wurde von Gegnern am Abmarsch gehindert. Daraufhin ersetzte der Veranstalter Pegida-NRW seine bisherige Pressesprecherin Melanie Dittmer durch Sebastian Nobile. Dieser ist langjähriges Mitglied der islamfeindlichen und rechtsextremen German Defence League. Pegida-NRW will künftig nur noch in Düsseldorf demonstrieren. Nobile erklärte am 9. Januar, alle für den 14. Januar als Kögida, Bogida und Dügida angemeldeten Veranstaltungen seien gegen den Willen von Pegida-NRW von Melanie Dittmer und anderen Akteuren von Pro NRW „gekapert“ worden. Man distanziere sich von solchen Alleingangsversuchen. Dennoch fand am 15. Januar eine von Unbekannten angemeldete Kögida-Demonstration mit rund 150 Teilnehmern statt, darunter Anhänger von HoGeSa. Am 21. Januar 2015 fand eine weitere Kögida-Demonstration statt.
Als Reaktion auf die sexuellen Übergriffe an Silvester 2015/2016 veranstaltete Pegida in Köln am 9. Januar 2016 eine Demonstration. Sie wurde von der Polizei mit Wasserwerfern aufgelöst, nachdem Demonstranten unter anderem Böller auf Polizisten geworfen hatten. Laut Pegida sollen 3.000 Menschen, den Medien zufolge 1300–1700 Menschen teilgenommen haben; die Zahl der Gegendemonstranten, die sich unter anderem nach einem Flashmob zusammengefunden hatten, wird auf 1300 geschätzt.

#### Berlin
Bärgida in Berlin wurde vom Verein Patrioten e. V. gegründet. Dessen Vorsitzender Karl Schmitt war früher im Bundesvorstand der rechtspopulistischen Partei Die Freiheit und in der Bürgerbewegung Pax Europa aktiv. Im Januar 2015 führte Bärgida die erste Demonstration in Berlin-Mitte durch. Seitdem veranstaltete Bärgida mehr als einhundert Demonstrationen oder Kundgebungen. An diesen beteiligte sich ein heterogenes Spektrum der extremen Rechten, wobei die Teilnehmerzahlen von anfänglich 150–200 Menschen auf unter 50 Personen zurückgingen. Ebenfalls in Berlin trat erstmals die Gruppe Jewgida in Erscheinung. Der Umgang mit jüdischen Unterstützern Pegidas wurde in anderen Pegida-Gruppen kontrovers diskutiert.

#### Niedersachsen
Die Demonstration der Hagida in Hannover am 12. Januar 2015 wurde nach Polizeiangaben von einem Rechtsextremisten angemeldet.
Zwei Drittel der Teilnehmer an einer Bragida-Kundgebung in Braunschweig am 19. Januar 2015 gehörten laut Polizei zur rechten Szene. Gegendemonstranten verhinderten ihren Abmarsch. Am 9. Februar 2015 trafen sich 140 Teilnehmer zu ihrer vierten Versammlung in Braunschweig. Unter diesen Teilnehmern befanden sich laut Polizei etwa 60 Personen der rechtsextremen Szene. Am 22. Februar 2015 versammelten sich 320 Bragida-Anhänger in Braunschweig, darunter befanden sich nach Polizeiangaben 270 Rechtsextreme und Hooligans.

#### Bayern
Zur ersten Kundgebung der Bagida (Bayern) am 12. Januar 2015 in München erschienen etwa 1500 Personen. Unter den Teilnehmern waren laut Polizei etwa 80 gewaltbereite Neonazis, darunter André Eminger (verurteilter NSU-Helfer), Philipp Hasselbach (Kreisleiter der Partei „Die Rechte“) und zwei für einen geplanten Anschlag auf die Synagoge München verurteilte Mitglieder der Kameradschaft Süd, unter ihnen der Neonazi Karl-Heinz Statzberger. Beobachter des Vereins Antifaschistische Informations-, Dokumentations- und Archivstelle München sprachen von etwa 100 Rechtsextremen und einer Art „Szenetreffen der bayerischen Neonazis“. Auch Thomas Fügner (AfD) und Die-Freiheit-Bundesvorsitzender Michael Stürzenberger nahmen teil, ebenso der Holocaustleugner, vorbestrafte Volksverhetzer und vormalige kreuz.net-Autor Johannes Lerle. Die Polizei nahm vier Gegendemonstranten und auf Bagida-Seite Karl-Heinz Statzberger fest. Am 12. Januar fand die damit „größte Neonaziversammlung seit knapp 20 Jahren“ in München statt. Da bei der nachfolgenden Versammlung am 19. Januar mit insgesamt 1100 Teilnehmern auch etwa 150 Rechtsextreme teilnahmen, darunter NPD-Stadtrat Karl Richter und weitere NPD-Funktionäre, warnte der bayerische Verfassungsschutz, Bagida könne der traditionell zerstrittenen rechtsextremen Szene zu neuer Einigkeit verhelfen. Der Rechtspopulist Michael Stürzenberger, der als islamfeindlicher Extremist vom bayerischen Verfassungsschutz beobachtet wird, trat bei dieser und bei mehreren nachfolgenden Versammlungen als Redner auf wie zuvor auch bei der HoGeSa-Demonstration in Köln im November 2014. Er ist Bindeglied zwischen den verschiedenen anti-islamischen und teils rechtsextremen Gruppierungen, hielt jedoch 2015 fest: „Nazis sind hier nicht willkommen“.
 Mügida in München, von Pegida nicht anerkannt, wird vom ehemaligen Die-Freiheit-Generalsekretär Thomas Weiß geleitet und unterstützt Bagida.
Bei einer Pegida-Demonstration in München am 12. Oktober 2015 wurden die Reichskriegsflagge gezeigt und rechtsextreme Parolen wie „nationaler Widerstand“ gerufen. Im Nachgang stiegen Neonazis, die an der Versammlung teilgenommen hatten, in die Feldherrnhalle – Schauplatz des versuchten Hitlerputsches 1923 – und skandierten rechtsextreme Parolen; einer hob den rechten Arm „wie zum Hitlergruß“. Bei einer Kundgebung und Kranzniederlegung am Platz der Opfer des Nationalsozialismus eine Woche darauf (mit etwa 150 Teilnehmern) zitierte der Versammlungsleiter Heinz Meyer mehrfach den Satz „Wollt ihr den totalen Krieg?“ von Joseph Goebbels und wetterte gegen „schweinische Migranten“. Seither ist der Verein unter Beobachtung des Landesamts für Verfassungsschutz. Eine vom örtlichen Pegida-Ableger angemeldete Versammlung vor der Feldherrnhalle am 9. November, dem Jahrestag des Hitlerputsches und der Reichspogromnacht 1938, wurde von der städtischen Ordnungsbehörde untersagt. Im Dezember 2016 verbot das Münchner Kreisverwaltungsreferat Pegida-Chef Meyer für ein Jahr, Pegida-Versammlung zu leiten, da es dabei wiederholt zu Rechtsverstößen gekommen war. Zu den Kundgebungen kommen zwar immer weniger Menschen, dafür befinden sich darunter regelmäßig zahlreiche polizeibekannte Rechtsextreme. Auch Vertreter der neonazistischen Partei Der III. Weg zählen zu den Teilnehmern und Rednern auf Veranstaltungen von Pegida München, ebenso wie Personen aus dem Umfeld der Identitären Bewegung, deren Symbol wiederholt am Rednerpult von Pegida München angebracht wurde.
 Der erste Protestzug von Nügida (Nürnberg) am 16. Februar 2015 mit stadtbekannten Rechtsextremen wurde von Gegendemonstranten am Abmarsch gehindert. Die Organisatoren sagten daraufhin alle weiteren geplanten Kundgebungen ab.

#### Saarland
Bei einer Mahnwache von Saargida (Saarland) am 12. Januar 2015 in Saarbrücken nahmen Rechtsextremisten teil. Darunter war der saarländische NPD-Landesvorsitzende Peter Marx.

#### Mecklenburg-Vorpommern
MVgida (Mecklenburg-Vorpommern) wird von Aktivisten der regionalen NPD gelenkt. Die bisherigen Kundgebungen in Schwerin, Stralsund und Neubrandenburg wurden größtenteils von Rechtsextremisten besucht. Redner vertraten dort offen ausländerfeindliche Ansichten. Der Schweriner NPD-Verband begrüßte die „Volksverräter“-Sprechchöre bei Pegida in Dresden als „NPD-Sprachgebrauch und NPD-Denken“.

#### Thüringen
Die Organisatoren von Sügida (Südthüringen) gehören zum Umfeld der NPD-nahen Kleinpartei Bündnis Zukunft Hildburghausen und mobilisierten besonders die rechtsextreme Szene ihrer Region. Der Verfassungsschutz Thüringen beobachtet die Gruppe. Eine weitere Gruppe, die Thügida, wird nach Ansicht des Thüringer Verfassungsschutzes von Rechtsextremen dominiert. Redebeiträge auf Thügida-Veranstaltungen tragen laut Verfassungsschutz „deutliche rassistische, demokratieablehnende und antisemitische Züge“. Bei einem Thügida-Fackelzug-Aufmarsch in Jena mit deutlich symbolischem Charakter einer Neonazi-Veranstaltung am 20. April 2016, dem Jahrestag von Adolf Hitlers Geburtstag, kam es zu schweren Ausschreitungen. Etwa 3000 Gegendemonstranten, die den Nazi-Aufmarsch verhindern wollten, versuchten wiederholt die Polizeiabsperrungen zu durchbrechen und bewarfen Thügida-Anhänger mit Steinen und Flaschen. Bei Rangeleien mit Demonstranten beider Seiten mit Polizisten seien 15 Polizisten und eine unbekannte Anzahl an Demonstranten verletzt sowie mehrere Fahrzeuge beschädigt worden, darunter drei Polizeifahrzeuge.
Im Oktober 2016 schlossen sich Thügida und der Verein „Wir lieben Sachsen“ zusammen und gründeten den Verein „THÜGIDA & Wir lieben Sachsen“ mit Sitz in Greiz. In Gera ließ Thügida den Holocaustleugner, „Reichsbürger“, rechtskräftig verurteilten Volksverhetzer und Neonazi Christian Bärthel (vormals Deutsche Partei) als Redner auftreten. Bärthel musste zugeben, dort ausländerfeindliche Gerüchte des rechtsextremen Vereins „Wir lieben Gera“ auf Grund von Hörensagen vorgetragen zu haben.

#### Brandenburg

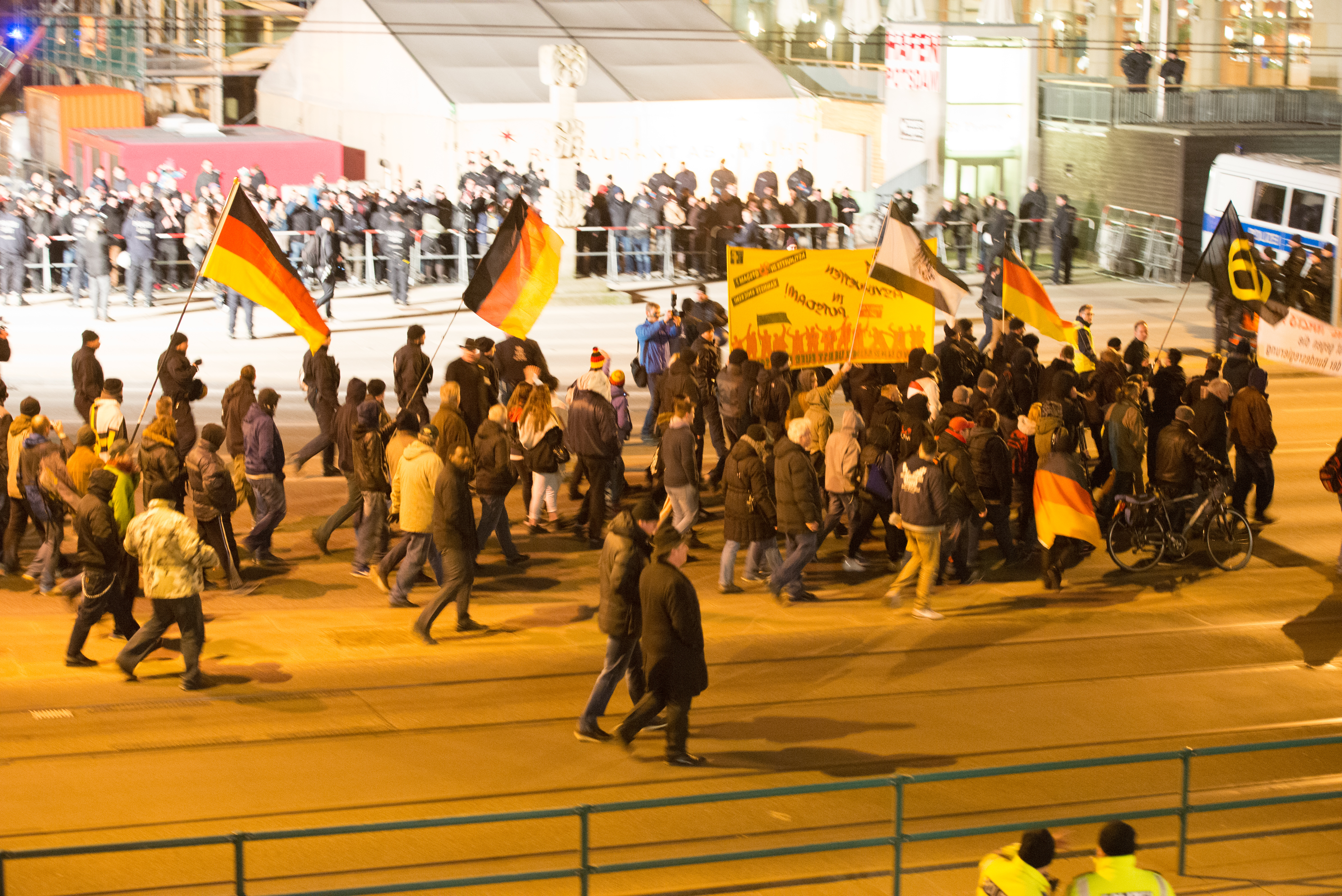
Pogida-Demonstration am 9. März 2016 in Potsdam

Am 11. Januar 2016 demonstrierte der Pegida-Ableger Pogida zum ersten Mal in Potsdam. Die Demonstranten wurden mutmaßlich vom inoffiziellen Pegida-Ableger BraMM unterstützt, wobei es sich laut Verfassungsschutz um eine rechtsextrem beeinflusste Gruppe handeln könnte. Mehr als 600 Gegendemonstranten demonstrierten gegen Rassismus.

## Österreich

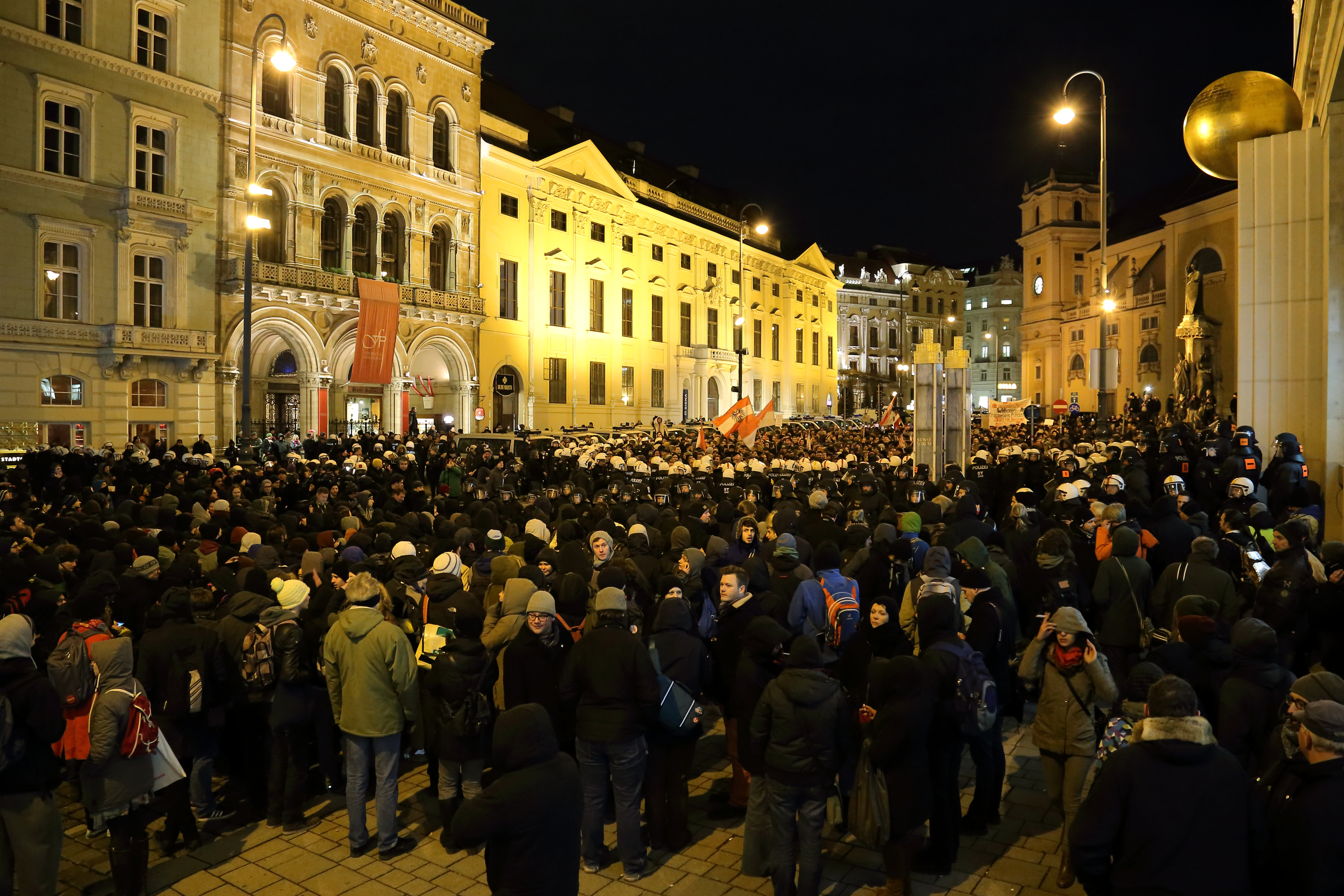
Erste Pegida-Demonstration in Wien. Im Vordergrund die Gegendemonstranten.

Pegida konnte in Österreich nicht Fuß fassen und erreichte keine signifikante Anhängerschaft. Die erste Pegida-Demonstration fand am 2. Februar 2015 in Wien statt. Der „Spaziergang“ mit 350 Demonstranten wurde von über 5000 Gegendemonstranten blockiert und sorgte für große Medienaufmerksamkeit. Am 8. Februar fanden sich 150 Pegida-Anhänger in Linz zu einer Kundgebung zusammen, gefolgt von einer zweiten am 21. Februar mit 100 Teilnehmern. In Bregenz nahmen am 22. März 100 Personen teil, in Graz am 29. März 150. Der letzte Pegida-Aufmarsch im Jahr 2015 in Österreich fand am 19. April 2015 mit ebenfalls 150 Teilnehmern statt. Alle Demonstrationen wurden von weit größeren Gegendemonstrationen begleitet und erzeugten intensive Berichterstattung in den Medien. Einige Pegida-Demonstranten wurden wegen Wiederbetätigung bei der Polizei angezeigt, zum Beispiel wegen des Zeigens des Hitlergrußes. Für den Mai in Linz und Bregenz geplante Demonstrationen wurden von der Polizei verboten. Dies war möglicherweise ausschlaggebend für das vorläufige Ende der Pegida-Demonstrationen in Österreich.
Noch vor den ersten Demonstrationen wurde am 9. Dezember die erste Pegida-Gruppe auf Facebook gegründet, später folgten regionale Gruppen mit Tausenden Mitgliedern. In den Gruppen wurden Themen zum Islam und zur Flüchtlingskrise besprochen sowie die Demonstrationen im Kontext des Verhaltens der Polizei und der Gegendemonstranten. Andere Themen waren Russland, die sogenannte „Gender-Ideologie“ und die Europäische Union. Viele dieser Gruppen waren 2016 noch aktiv.
Unter den Teilnehmern der Demonstrationen gab es deutliche Überschneidungen mit der FPÖ und weiteren rechten Gruppierungen. So nahm an der ersten Demonstration in Wien der damalige dritte Nationalratspräsident Martin Graf (FPÖ) teil, wie Hogesa in Dresden nahmen auch in Österreich Hooligans teil. Der erste offizielle Leiter von Pegida Wien, Georg Immanuel Nagel, pflegte enge Verbindungen zur Identitären Bewegung; Vertreter dieser Bewegung nahmen an mehreren Demonstrationen teil wie auch Mitglieder von Burschenschaften und der Volkstreuen außerparlamentarischen Opposition (VAPO) nahestehende Neonazis. Die Pegida-Aktivisten in Österreich waren in ein schon vorher existierendes, breites Netzwerk von rechtsradikalen Gruppierungen eingebettet und konnten aus deren Kern heraus für die Straße mobilmachen.

## Gesellschaftlicher Kontext
Die von Pegida geäußerten politischen Ohnmachtsgefühle können zum Teil auch als Reaktion auf politisch-ökonomische Bedingungen verstanden werden. Colin Crouch prägte hierfür den Begriff Postdemokratie, in der „die Repräsentanten mächtiger Interessengruppen, die nur für eine kleine Minderheit sprechen, weit aktiver sind als die Mehrheit der Bürger; […] in denen politische Eliten gelernt haben, die Forderungen der Menschen zu lenken und zu manipulieren“. Politische Entscheidungen richteten sich dabei oft nach den Koordinationsmechanismen des Markes und wurden häufig als alternativlos dargestellt.
Dass Pegida-Anhänger die politischen Institutionen und Strukturen des öffentlichen Lebens oftmals nicht als „ihre eigenen“ wahrnehmen, könnte mit den langfristigen Folgen der deutschen Wiedervereinigung bzw. den damit verbundenen Transformationsprozessen erklärt werden. Anders als in Westdeutschland, wo die Demokratisierung nach 1945 mit einer positiven wirtschaftlichen Entwicklung verknüpft war, brachte die Einführung der Demokratie im Zuge der Wiedervereinigung dem Osten jedoch „nicht [den] erhofften ökonomischen Aufschwung und [die] erträumte[] Synthese aus D-Mark, Freiheit und sozialer Sicherheit. Im Gegenteil: Arbeitslosigkeit, Angst vor und Erfahrungen mit sozialem Abstieg sowie das Gefühl der Entwertung privater Lebensleistungen zu DDR-Zeiten trafen viele ostdeutsche Familien und werden noch immer mit dem neuen Gesellschafts- und Politikmodell unmittelbar verbunden.“ (Borstel, 2012)

## Reaktionen

### Sachsen
Seit 3. November 2014 demonstrierten in Dresden jeweils einige hundert Personen zeitlich parallel gegen die Pegida-Kundgebungen. Für den 8. Dezember rief ein breites Bündnis (Kirchen, Islamisches Zentrum, Jüdische Gemeinde, Ausländerrat, das Bündnis Dresden Nazifrei, Studierendenschaften, die TU Dresden und Sachsens Ministerpräsident Stanislaw Tillich) zu einem Sternmarsch in die Innenstadt auf (Dresden für alle). Für das Bündnis Dresden Nazifrei vertritt Pegida „eine rassistische, islamophobe, fremdenfeindliche, völkisch-nationalistische Ideologie“. Der Sächsische Flüchtlingsrat bescheinigte Pegida in einer von vielen sächsischen Religionsgemeinschaften, Unternehmen und anderen Organisationen unterzeichneten Erklärung „Hass gegen den Islam und die Ablehnung der Aufnahme Asylsuchender“. Deren Aufnahme sei humanitäre Pflicht, Einwanderung sei ein Gewinn. Viele Dresdner lehnten die „rassistische Mobilisierung“ ab und bejahten eine „weltoffene und auf Akzeptanz der Verschiedenheiten von Menschen beruhende Gesellschaft“.
Dresdens Oberbürgermeisterin Helma Orosz (CDU) lud Pegida am 11. Dezember 2014 zum Dialog in neuen Diskussionsformen ein. Bei konkreten Veranstaltungen sollten Bund und Land gemeinsam informieren, aufklären und akute Fragen beantworten. Die Stadt Dresden richtete am 15. Dezember 2014 ein Infotelefon und eine E-Mail-Adresse zum Thema Asyl und Asylbewerberheime ein, die viele Bürger von Beginn an nutzten. Nach Absagen von Pegida-Veranstaltern bezweifelte Orosz am 18. Dezember jedoch deren Interesse an ernsthaften Antworten auf die selbst gestellten Fragen.
Sachsens Innenminister Markus Ulbig (CDU) lehnte „die üblichen Antifa-Reflexe“ gegenüber Pegida ab. Er plante seit Ende November 2014 eine Sondereinheit der Polizei, die gegen straffällige Asylbewerber „durchgreifen“ solle. Das wurde als Zugeständnis an Pegida gewertet. Da Sachsen 2014 relativ viele Asylbewerber aus Tunesien zugeteilt wurden, deren Anträge in Sachsen bearbeitet werden, will Ulbig Tunesien im Bund als sicheres Herkunftsland einstufen lassen. So könnten Asylanträge von Tunesiern regulär abgelehnt werden, um mehr Platz in Asylbewerberheimen zu schaffen. Ulbig sah am 20. Dezember kein Interesse Pegidas an ernsthaften Gesprächen, die ihre Vorwürfe rasch ausräumen würden. Er vermutete, die Veranstalter wollten den „Mythos“ einer dialogverweigernden Politik aufbauen, um weiter dagegen demonstrieren zu können.
Bischof Heiner Koch betonte am 21. Dezember 2014, man müsse die Sorgen und Ängste der Demonstranten ernst nehmen, um eine Diskussion mit ihnen zu ermöglichen und dabei etwas zu verändern. Gleichzeitig erlebe er im Dialog mit Flüchtlingen, dass diese die Demonstrationen als frontalen Angriff empfinden. Er bezweifle, dass die Demonstranten christlich seien. Es sei eigenartig, dass im Freistaat Sachsen mit 80 % ungetauften Bürgern „der Rückzug auf das christliche Abendland betont“ werde. Auch die Heilige Familie sei auf der Flucht gewesen, so dass die Weihnachtsbotschaft laute: „Macht denen die Tür nicht zu.“

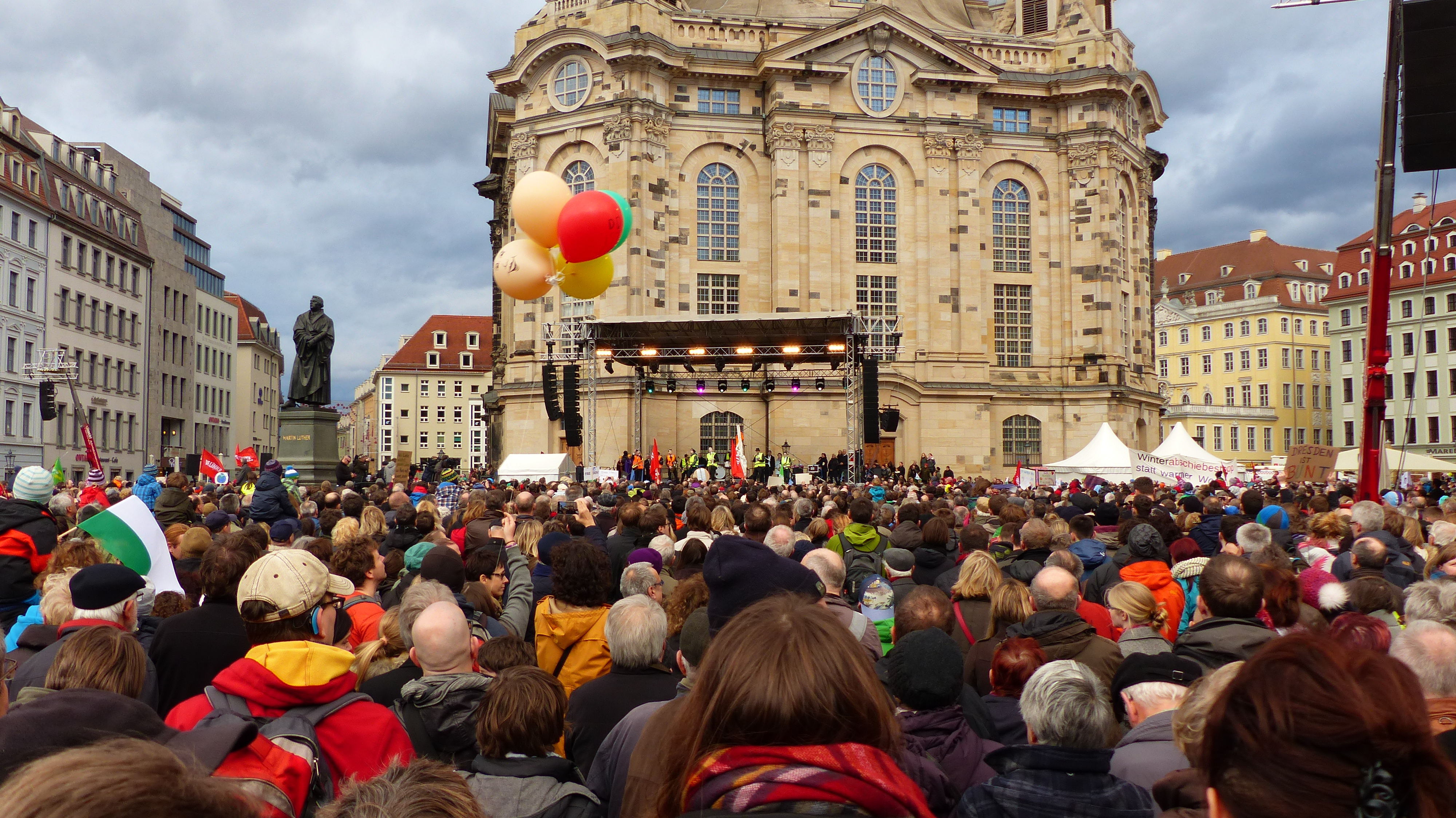
Demonstration für Weltoffenheit und Toleranz vor der Frauenkirche (Dresden), 10. Januar 2015

Stanislaw Tillich warf den Veranstaltern am 21. Dezember 2014 fehlende Dialogbereitschaft vor. Er empfahl Bürgerdialoge, die es bereits gebe, und Nutzung sozialer Medien zum Argumentieren anstelle von Talkshows und Demonstrationen. Die CDU Sachsen will seit 27. Dezember eine Expertenkommission einberufen, die die Asyl- und Flüchtlingspolitik überprüfen, Unterschiede zwischen Zuwanderung-, Asyl- und Flüchtlingspolitik definieren, Integrationsziele und -versäumnisse für die Regierung benennen und Prüfungsverfahren beschleunigen soll.
Die Semperoper stellte während der Pegidakundgebung am 22. Dezember 2014 die Außenbeleuchtung ihres Gebäudes aus, ließ Botschaften wie „Refugees welcome“, „Dresden ist für alle da“ und „Menschenrechte sind nicht teilbar“ an die Außenfassade projizieren und stellte weiße Fahnen mit Aufschriften wie „Augen auf“, „Herzen auf“, „Türen auf“ und „Die Würde des Menschen ist unantastbar“ neben das Portal. Am 5. Januar 2015 wurde die Beleuchtung für die Gläserne Manufaktur abgestellt.
Am 8. Januar 2015 trafen sich die Veranstalter Pegidas mit der AfD-Fraktion im Landtag Sachsens. Deren damalige Vorsitzende Frauke Petry sagte danach, die AfD plane keine Zusammenarbeit und habe keine „strategischen Interessen“. Als „inhaltliche Schnittmengen“ mit Pegida nannte sie ein modernes Einwanderungsgesetz, mehr direkte Demokratie, mehr Polizei und Ablehnung des Gender-Mainstreaming.
Verschiedene Musiker komponierten Lieder, die sich kritisch mit den Äußerungen von Pegida auseinandersetzen, unter anderem Yellow Umbrella zusammen mit Ronny Trettmann und Tiny Dawson mit dem Lied No Pegida. Zusammen mit der Band Banda Comunale initiierten sie den Dresdner Neujahrsputz als Gegenaktion Dresdner Künstler Anfang Januar und traten bei den Postplatzkonzerten und Dresden place to be auf.
Der sächsische Kabarettist Uwe Steimle attestierte Pegida bei einem Auftritt im Januar 2015, dass er bei ihr „keine Islamkritik gehört, dafür aber viele russische Fahnen gesehen habe“. Die Bewegung wolle nur auf eine völlig verfehlte Politik aufmerksam machen. Steimle nannte Bundesjustizminister Heiko Maas vor allem nach dessen Kritik an Pegida „Flachzange“ und „Arsch“, den Bundestag bezeichnete er als „arbeitsscheues Gesindel“, das weg müsse.
Mit der Großdemonstration „für Weltoffenheit und Toleranz“ am 10. Januar 2015 in Dresden wollten Veranstalter und Teilnehmer einen Kontrast zu Pegida setzen.
Frank Kupfer (CDU Sachsen) befürwortete am 14. Januar 2015 die Dialoginitiative von Stanislaw Tillich. Da die meisten Pegida-Teilnehmer nach der Studie der Technischen Universität Dresden aus der Mitte der Gesellschaft kämen und sich in der Politik nicht wiederfänden, seien alle demokratischen Parteien und die Medien gefragt, das zu ändern. Das Diskreditieren der Demonstranten helfe nicht weiter. „Politik muss wieder mehr zuhören, erklären und um Vertrauen ringen.“
Als negative Folgen von Pegida für den Wirtschaftsstandort Dresden fürchtete Diego Schwarz vom Bundesverband mittelständische Wirtschaft eine Abnahme qualifizierter ausländischer Fachkräfte. Hans Müller-Steinhagen (Rektor der TUD) registrierte den Wegzug einiger ausländischer Wissenschaftler. Der Tourismusverband Dresden registrierte Anfragen von um ihre Sicherheit besorgten ausländischen Touristen. Die Industrie- und Handelskammer Dresden führt eine mögliche Imageschädigung für Dresden auf eine „mehrheitlich undifferenzierte, teils falsche mediale Berichterstattung“ zurück.

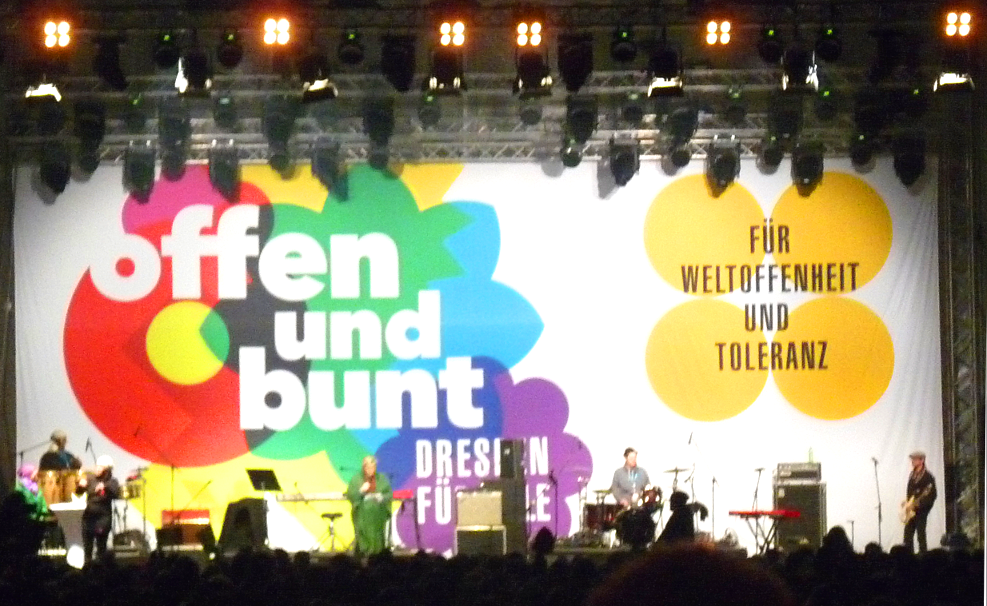
Bühne und Logo der Veranstaltung Dresden place to be vom 26. Januar 2015 auf dem Neumarkt in Dresden

Frank Richter, Leiter der Landeszentrale für politische Bildung Sachsen, stellte Pegidas Vereinsvorstand Räume für dessen Pressekonferenz am 19. Januar zur Verfügung, machte Pegidagegnern aber kein ähnliches Angebot. Thomas Krüger, Vorsitzender der Bundeszentrale für politische Bildung, kritisierte dies als parteilich: Die Institution müsse kontroverse Positionen in der Gesellschaft abbilden. Martin Dulig (SPD), Vizeministerpräsident Sachsens, lehnte den Dialog mit dem Vereinsvorstand ab: Dessen Distanzierung von Ausländerfeindlichkeit sei „ein bisschen verlogen“. Am 6. Februar räumte Richter ein, er hätte gleichzeitig auch Pegidagegnern ein Podium geben müssen. Das Raumangebot für Pegida sei eine Ausnahme gewesen, mit dem er Krawalle wegen des vorherigen Verbots einer Pegidakundgebung habe verhindern wollen. Er habe bei Pegidaanhängern erhebliche Unkenntnis über die repräsentative Demokratie und Distanz dazu festgestellt. Viele glaubten, die Medien seien wie in der früheren DDR nur staatliche Verlautbarungsorgane. Dem müsse politische Bildung abhelfen.
Am 20. Januar 2015 kritisierte Ali Moradi (Sächsischer Flüchtlingsrat e. V.): Mit 10 bis 15 % mitlaufenden Neonazis und Hooligans habe Pegida Angst erzeugt, so dass Asylbewerber, Muslime und fremd aussehende Bürger Dresdens montags kaum noch auf die Straße gingen. Frank Richter habe sich einseitig als „Pegida-Versteher“ betätigt. Mit der Pressekonferenz in ihren Räumen habe die Landeszentrale einen Pakt mit Pegida getroffen. In der ARD-Sendung Günther Jauch (18. Januar) seien Ausländer und deren Ängste nicht vorgekommen. Zudem gebe es einen „Populismuswettbewerb“, bei dem die Sorgen der Migranten völlig aus dem Blick gerieten.
Die Konzertveranstaltung vom 26. Januar 2015 wurde bewusst auf einen Montag gelegt, den üblichen Tag der Pegida-Kundgebungen. Eine Gruppe von Wissenschaftlern konzipierte und organisierte sie als Willkommensangebot für ausländische Besucher und Bewohner Dresdens. Die Kosten wurden durch Darlehen finanziert, die durch Spenden zurückgezahlt werden sollen. Viele Musiker beteiligten sich und verzichteten auf ihre Gage.

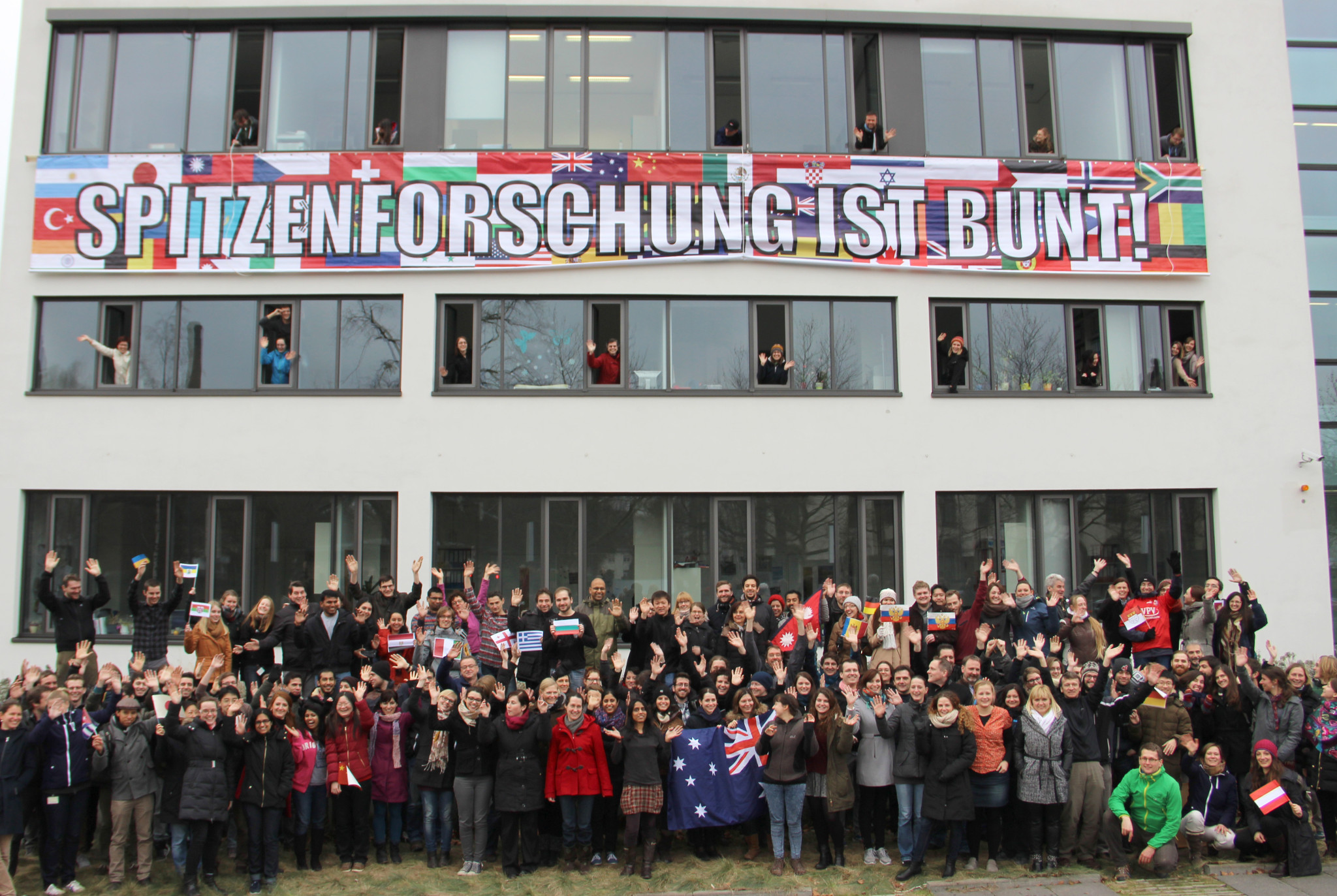
Banner am Zentrum für Regenerative Therapien Dresden bei der Enthüllung.

Infolge dieser Veranstaltung enthüllte das Zentrum für Regenerative Therapien Dresden am 6. Februar 2015 ein 18 × 2 m großes Banner mit den Flaggen verschiedener Nationen und dem Schriftzug „Spitzenforschung ist bunt!“ an der Gebäudeseite, die in Richtung Fetscherstraße und Universitätsklinikum zeigt.
Da im Zuge der Pegida-Demonstrationen immer wieder der Dialog mit deren Teilnehmern gefordert wurde und dabei die Perspektive der Flüchtlinge und Einwanderer kaum berücksichtigt wurde, riefen „Dresden für alle“ und verschiedene weitere Gruppierungen und Personen zur Teilnahme an der von Asylum Seekers’ Movement initiierten Demonstration unter dem Motto „Für ein besseres Zusammenleben – Solidarität mit den geflüchteten Menschen“. Am 28. Februar 2015 nahmen dabei etwa 3500 Menschen an dieser Demonstration teil.
In Leipzig demonstrierten am 12. Januar geschätzte 30.000, am 19. Januar 5.000, am 21. Januar 20.000 und am 30. Januar 5.000 Menschen gegen Pegida und Legida. Die Stadt Leipzig erlaubte gegen die am 9. Februar verbotene Legida-Kundgebung fünf zuvor angemeldete Veranstaltungen, da weniger Polizei für deren Absicherung benötigt werde. Verbot und Erlaubnis stießen in Sachsen auf Kritik. Am 9. März demonstrierten etwa 1000 Menschen für ein weltoffenes, friedliches Leipzig als Gegenveranstaltung zur am selben Tag stattfindenden Legida-Demonstration. Außerdem berichten in Dresden lebende Ausländer, seit 2014 sei Alltagsrassismus stärker und sichtbarer geworden.

### Bundesweite Reaktionen
- Video: Abschaltung der Beleuchtung des Kölner Domes als Protest gegen die Kögida-Demo am 5. Januar 2015

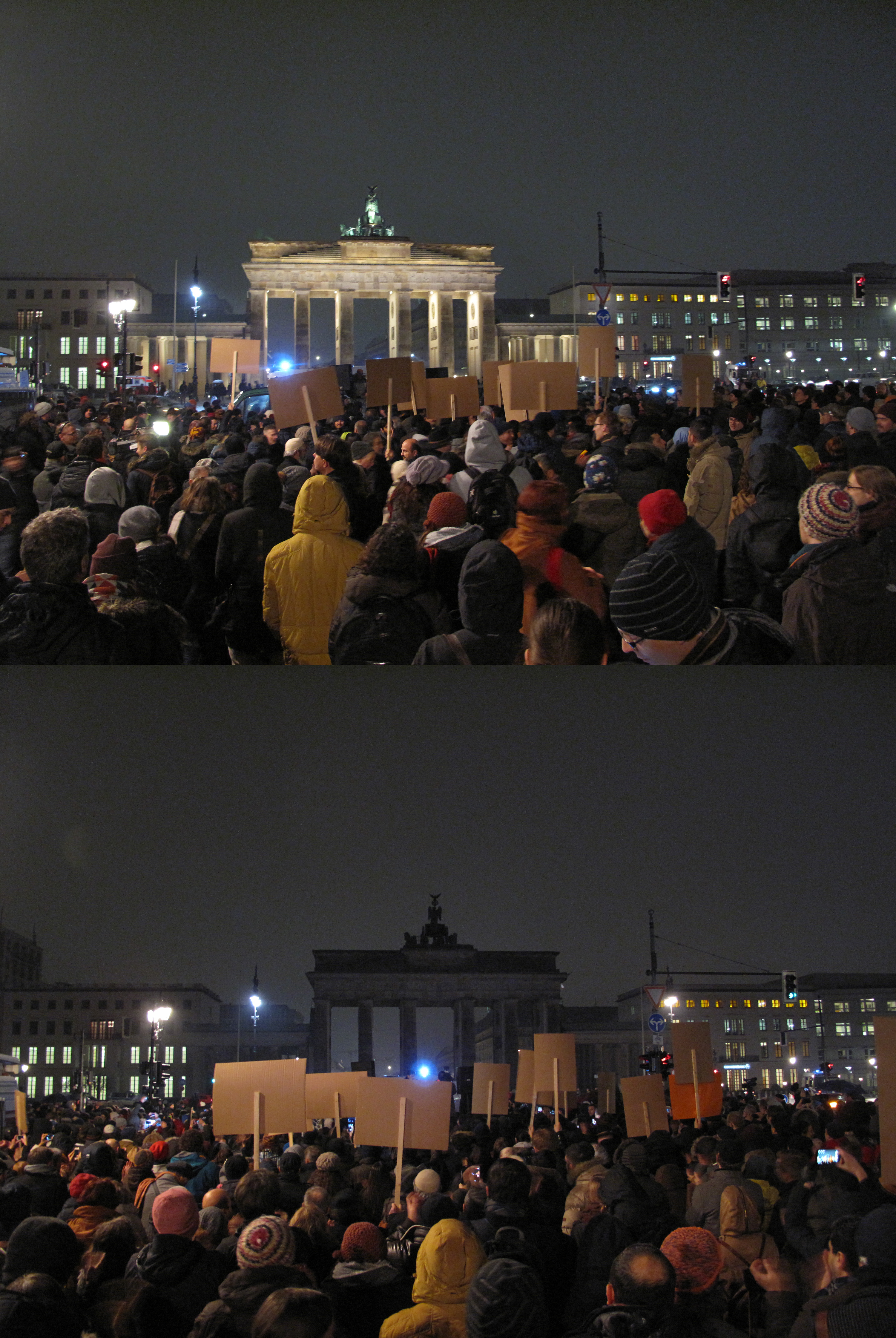
Verdunkelung Brandenburger Tor Berlin, 5. Januar 2015
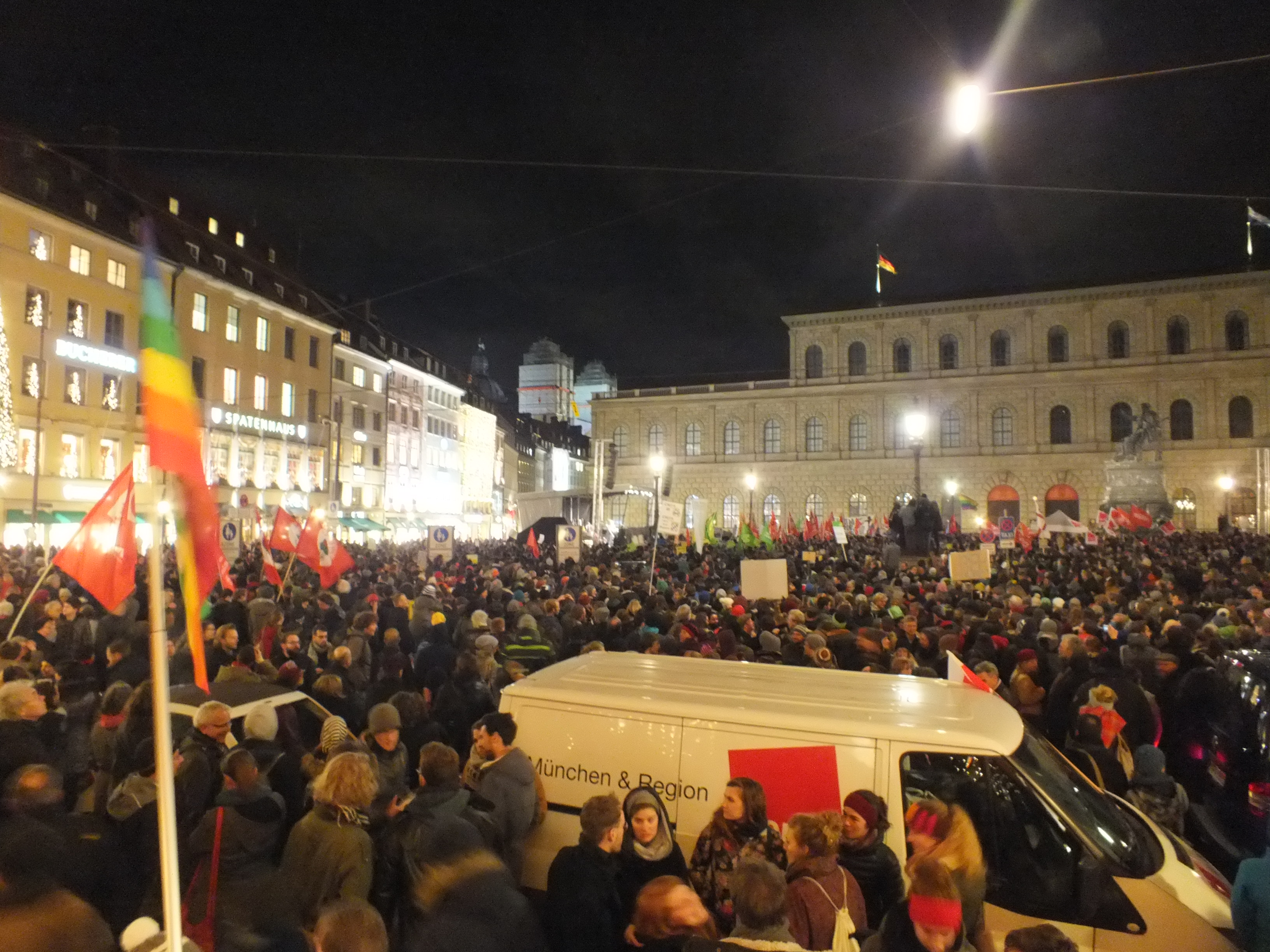
Max-Joseph-Platz München, 22. Dezember 2014

#### Gegendemonstrationen
Seit dem 22. Dezember 2014 wurde auch außerhalb Sachsens gegen Pegida und seine nur teilweise vorhandenen lokalen Ableger demonstriert:

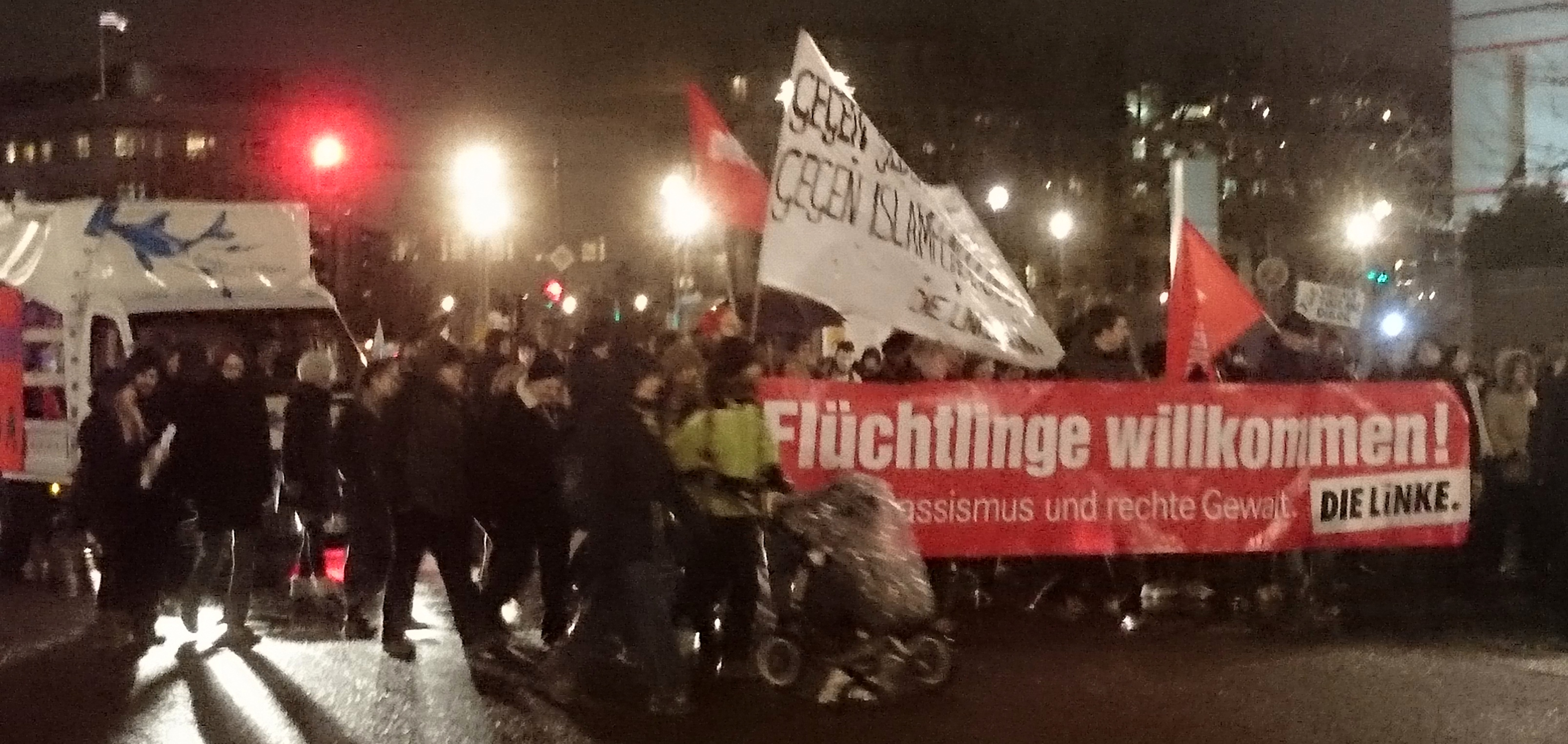
Demonstration gegen Bärgida in Berlin

Wie die Semperoper ließen Pegida-Gegner unter dem Motto „Licht aus für Rassisten“ bei Kundgebungen von Pegida-Ablegern am 5. Januar 2015 in Köln die Anstrahlung für den Kölner Dom, Brücken und weitere Gebäude in der Altstadt, in Berlin für das Brandenburger Tor abstellen. Die Verdunklung des Kölner Doms wurde im Ausland beachtet.
Am 12. Januar demonstrierten bundesweit rund 100.000 Menschen gegen Pegida. Neben Leipzig (30.000) und Dresden (7.000) waren die größten Versammlungen in München (20.000), Hannover (17.000) und Saarbrücken (9000). Unter den Gegendemonstranten zur Hagida in Hannover um die Marktkirche unter dem Motto „Bunt statt braun“ war Niedersachsens Ministerpräsident Stephan Weil (SPD). Viele Geschäfte und Institutionen schalteten unter dem Motto „Licht aus für Rassisten“ ihre Außenbeleuchtung ab. Avni Altiner, Vorsitzender des Landesverbands der Muslime, sagte: „Wir dürfen unsere Gesellschaft nicht spalten lassen, weder von Salafisten noch von Rechtsextremisten.“ Am 26. Januar 2015 kam es im Verlauf der Demonstration gegen Hagida zu Gewaltakten zwischen Anhängern und Gegnern. Zehn Personen wurden dabei verletzt, 42 Personen wurden festgenommen.
Bei einer vom Bündnis „Bunt statt braun“ organisierten Demonstration in Saarbrücken am 12. Januar sprachen Vertreter aller im Landtag des Saarlandes vertretenen Parteien, der katholischen und der evangelischen Kirche, der saarländischen Muslimgemeinde und des Deutschen Gewerkschaftsbundes (DGB).
Nach einer von den Autoren als nicht repräsentativ eingestuften Erhebung des Göttinger Instituts für Demokratieforschung vom Jahresbeginn 2015 in Braunschweig, Duisburg und Leipzig sind die dortigen Gegendemonstranten im Durchschnitt jünger als die Pegida-Anhänger, aber von vergleichbarem Bildungsniveau, vielfach noch in einer Ausbildung, alleinstehend und kinderlos. Sie seien politisch meist Rot-Grün zugeneigt, befürworteten kulturelle Vielfalt, eine Willkommenskultur für Ausländer und sähen den Islam als zu Deutschland gehörig an.
Bei einer Demonstration gegen Kagida am 23. Februar 2015 und gegen Pegida in Karlsruhe am 24. Februar 2015 kam es zu einzelnen gewaltsamen Übergriffen von Demonstranten und Verletzungen von Polizisten. Bei der Demonstration von Pegida in Frankfurt am Main am 9. März 2015 kam es zu Ausschreitungen. Etwa 300 zum Teil vermummte Gegendemonstranten warfen Steine, Fahrräder und andere Gegenstände auf Pegida. Dabei wurde eine Pegida-Teilnehmerin durch einen Steinwurf schwer am Kopf verletzt.
Nach einer Demonstration am 28. Februar 2015 für die Belange von Flüchtlingen wurde vor der Dresdner Semperoper von 80 Flüchtlinge und Unterstützer ein Flüchtlingscamp aufgebaut. Die Zelte und Aufbauten wurden drei Tage später aufgrund eines Bescheids der Stadt Dresden wieder abgebaut.
Auf einer Demonstration am 23. März 2015 in Dresden verkleideten sich viele der etwa 900 Teilnehmer als Angsthasen, um damit Angst von Migranten und von rechter Gewalt Betroffenen darzustellen.

#### Stellungnahmen aus der Zivilgesellschaft
Im Dezember 2014 äußerten sich Kirchenvertreter auf Bundesebene. Der Bamberger Erzbischof Ludwig Schick warf Pegida Rassenhass, das Schüren irrationaler Ängste und Sammeln diffuser Aggressionen gegen Menschen anderer Kulturen und Religionen vor. Christen dürften dabei nicht mitmachen. Die Deutsche Bischofskonferenz (DBK) lehne Pegida „ohne Wenn und Aber“ ab. Der DBK-Vorsitzende Reinhard Marx verbot Katholiken die Teilnahme an Pegida-Demonstrationen nicht, da es keine Papst-Anweisung dazu gebe. Aber jeder Einzelne solle überlegen, ob er dabei sein wolle, wo „menschenverachtend gepredigt“ werde. Das Schüren von Hass auf Andersgläubige sei mit dem Christentum unvereinbar. Die Bischöfe Norbert Trelle (Hildesheim) und Gebhard Fürst (Rottenburg-Stuttgart) übten in ihren Weihnachtsbotschaften 2014 Kritik an Pegida und deren Forderungen.
Heinrich Bedford-Strohm (EKD-Ratsvorsitzender) erklärte, die Evangelische Kirche in Deutschland werde bei pauschalen Angriffen auf eine Religion, Flüchtlinge oder Asylbewerber in aller Klarheit „Nein“ sagen. Die Solidarisierung von Vertretern der AfD mit Pegida besorge ihn. Das Benutzen einer „sogenannten christlichen Abendlandkultur“ für ausländerfeindliche, rassistische und menschenverachtende Positionen sei „das genaue Gegenteil von Christentum“. Zugleich forderte er einen inhaltlichen Dialog mit Pegida statt einer pauschalen Verteufelung.
Der hannoversche Landesbischof Ralf Meister kritisierte das Singen von Weihnachtsliedern auf der Pegida-Demonstration vom 22. Dezember als „zutiefst geschmacklos“. Die intensive Berichterstattung wirke als „Verstärker“.
Josef Schuster (Zentralrat der Juden in Deutschland) bezeichnete Pegida als „brandgefährlich“: „Mit verbalen Attacken fängt es an und mündet in Anschläge wie jetzt in Bayern auf das geplante Flüchtlingsheim“. Dabei bezog er sich auf einen am 11. Dezember 2014 verübten Brandanschlag mit Hakenkreuz-Graffiti auf ein bezugsfertiges Asylbewerberheim in Vorra. Bei Pegida vermischten sich „Neonazis, Parteien vom ganz rechten Rand und Bürger, die meinen, ihren Rassismus und Ausländerhass endlich frei ausleben zu dürfen“. Die Angst vor islamistischem Terror werde instrumentalisiert, um eine ganze Religion zu verunglimpfen. Dies sei „inakzeptabel“.
Aiman Mazyek (Zentralrat der Muslime in Deutschland) sagte am 15. Dezember 2014: Rechtsextremisten zeichneten immer wieder eine „fremdenfeindliche Fratze“ Deutschlands, die gar nicht da sei. Die Mottos der Demonstranten zeigten, dass Ausländerfeindlichkeit und antisemitischer Rassismus salonfähig geworden seien. Die Politik habe versagt in der Kommunikation mit den Bürgern und „wir müssen diese Kommunikation wieder aufnehmen.“
Jürgen Micksch (Interkultureller Rat in Deutschland) stufte Pegidas Anführer nicht als Patrioten, sondern als Rassisten ein, die Menschenrechte infrage stellten und Minderheiten diskriminierten. Pro Asyl zufolge versucht Pegida, Rassismus in politischen Diskussionen zu verankern. Zusammen mit der Amadeu Antonio Stiftung verwies Pro Asyl am 26. Januar 2015 auf von ihnen registrierte 153 Angriffe auf Flüchtlingsunterkünfte und 77 tätliche Angriffe auf Flüchtlinge im Jahr 2014. In Sachsen gab es 2014 die weitaus meisten rassistisch motivierten Körperverletzungen gegen Flüchtlinge; diese nahmen seit den Pegida-Kundgebungen deutlich zu. Pegida sei trotz Distanzierungen von rassistischen Ressentiments geprägt, habe sich selbst als „Volkes Wille“ inszeniert und so „rassistische Gewalttäter motiviert, den vermeintlichen ‚Volkswillen‘ zu vollstrecken“.
Ulrich Grillo (Bundesverband der Deutschen Industrie) distanzierte sich scharf von „Neonazis und Ausländerfeinden“, die sich in Dresden und anderswo versammelten. Es sei nicht hinzunehmen, dass Pegida die Angst vor dem Islamismus instrumentalisiere, um den ganzen Islam zu verunglimpfen. Deutschland müsse ein Einwanderungsland bleiben.
Der prominente DDR-Bürgerrechtler Friedrich Schorlemmer kritisierte am 23. Dezember 2014 scharf, dass Pegida Parolen der DDR-Bürgerrechtsbewegung von 1989 missbrauche. Der Freiheitsruf „Wir sind das Volk“ habe sich damals gegen die Mächtigen gerichtet und „Dialog mit grundlegender Veränderung eingefordert und dann auch geführt“. Heute richte sich diese Parole „gegen die Schwächsten, die Hilfsbedürftigen, die Zuwanderer, die mit Träumen zu uns kommen“. Ein in eine Deutschlandfahne eingehülltes großes Holzkreuz der Pegida-Demonstranten symbolisiere einen „Kreuzzug in den Farben Deutschlands“. Gleichwohl gebe es in der früheren DDR keine „Grund-Ausländerfeindlichkeit“. Man dürfe die jährlichen zivilen Proteste am 13. Februar gegen die Rechten in Dresden nicht vergessen.
Zu Weihnachten 2014 verfassten Reinhard Schult, Thomas Klein und Bernd Gehrke einen „Weihnachtsgruß von Neunundachtzigern“ an Pegida in Gedichtform: „Wir sind das Volk“ habe 1989 „die Mauer muss weg“ bedeutet, nicht: „Die Mauer muss her am Mittelmeer“. „Jesus hätte gekotzt, hätte er euch getroffen.“ Die Demonstranten fragten nicht, wer der Welt das von Neoliberalismus und Kapitalismus geprägte System aufgezwungen habe, das durch Waffenexporte in Bürgerkriegsstaaten und Klimakatastrophe das Flüchtlingselend verursache. Sie protestierten „gegen die Schwachen“, trauten sich aber nicht an „die Mächtigen“ heran. Die Autoren nannten die Adressaten „Feiglinge“, die ein „Dunkeldeutschland“ wollten und sich schämen sollten.
Der Dresdner Schriftsteller Ingo Schulze beschrieb die Pegidaanhänger am 29. Januar als jenen Teil der früheren DDR-Bürger, die die Parole „Wir sind das Volk“ 1990 zum Ruf „Wir sind ein Volk“ umwandelten. Pegidas Forderungen seien realitätsfremd, etwa weil qualitative Einwanderung bedeute, andere Staaten die Ausbildung von Spezialisten bezahlen zu lassen, und eine Integrationspflicht gegen das Grundgesetz verstoße. Pegida unterlasse die dringend notwendige Gesellschaftskritik, etwa dass das Gemeinwesen „Geisel“ derer geworden sei, „die jahrelang exorbitante Gewinne eingesteckt haben und einstecken“, und dies sich an dem täglichen Sterben Armer, der raschen Verarmung vieler Griechen, Freihandelsabkommen der EU und dem Umgang mit Flüchtlingen zeige. Stattdessen prangere Pegida angeblich „arbeitsscheue“, von Ersparnissen Deutscher lebende Ausländer an und reduziere den „permanenten Kniefall der Politik vor den Forderungen der Wirtschaftslobby“ auf Fremdbestimmung der Brüsseler EU-Behörden. Pegidaanhänger seien daher „nützliche Idioten“ der heutigen Regierungspolitik, mit deren Hilfe man Gesetze verschärfen und grundsätzliche Opposition diskreditieren könne. Auch der Vorwurf „Nazipropaganda“ mancher Pegidagegner greife zu kurz, da sich manche Forderungen von Anhängern und Gegnern deckten. Von einer Demonstration in Berlin gegen das TTIP-Abkommen mit 50.000 Teilnehmern hätten nur wenige Medien derart breit berichtet wie von Pegida.
Matthias Platzeck (früherer Ministerpräsident in Brandenburg, SPD) veröffentlichte am 6. Januar 2015 einen ähnlichen Aufruf („Gegen Ressentiment und Abschottung: Für die Werte von 1989!“), den frühere Bürgerrechtler unterzeichneten. Er betonte, Pegidas Positionen ließen sich nicht mit der Meinung „des Volkes“ gleichsetzen, und begrüßte die bundesweiten Gegenaktionen. Er begrüßte Gesprächsangebote an Pegida als Chance zum Lernen und zum Verdeutlichen einer anderen, nicht von Vorurteilen geprägten Haltung gegenüber Zuwanderern in Ostdeutschland.
Der ehemalige Präsident des Bundesverfassungsgerichts Hans-Jürgen Papier sagte, dass außer Frage stehe, dass viele der Teilnehmer von Pegida tatsächlich aus der Mitte des Volkes kommen. Er selbst halte die Positionen von Pegida für falsch. Man solle jedoch auch „irrige Meinungen“, solange sie nicht gegen die Gesetze verstoßen, als Wahrnehmung von Grundrechten zur Kenntnis nehmen und tolerieren. Bei der Wortwahl der Kritik müssen die demokratischen Rechte der Bürger geachtet werden. Es sei anmaßend die Demonstrationen als „schandhaft“ zu bezeichnen.
Die Webseite „Pegidawatch“ und eine Online-Petition „für ein buntes Deutschland“ (seit 23. Dezember 2014) auf change.org wenden sich gegen Pegida. Der Initiator einer Petition für Pegida schloss diese nach drei Tagen am 28. Dezember 2014 wegen zu vieler regelwidriger Kommentare wieder.
Initiativen gegen Rechtsextremismus in Deutschland äußern Bedenken, dass Pegida als Pressure-group der AfD zu mehr Medienpräsenz verhelfe.

Wirmer-Flagge (Entwurf Josef Wirmers für eine provisorische Flagge Deutschlands im Falle eines erfolgreichen Umsturzes 1944)

Anton Wirmer, einer der Söhne von Josef Wirmer, äußerte sich in einem Interview entsetzt über die Verwendung der Flagge seines Vaters durch Pegida und sieht darin eine Verdrehung all der Ideen, die in dieser Flagge stecken.

#### Politik
Bundespräsident Joachim Gauck nannte Pegida am 12. Dezember 2014 „Chaoten und Strömungen, die wenig hilfreich sind“ und „nicht so viel Beachtung“ finden sollten.
Bundesjustizminister Heiko Maas (SPD) nannte die Pegida-Demonstrationen „eine Schande für Deutschland“. Er erklärte dazu: Man dürfe die Demonstranten nicht nur „bemuttern“, sondern müsse sie an ihre humanitären Pflichten erinnern, mit Fakten und Argumenten konfrontieren. Pegida sei nicht das Volk, sondern beruhe auf einem „Haufen plumper Vorurteile“. Das müsse die schweigende Mehrheit klarmachen. Es sei „komplett absurd, Angst vor Überfremdung zu schüren in einem Bundesland, in dem man nur mit Mühe überhaupt ausländische Mitbürger findet.“
Bundestagspräsident Norbert Lammert (CDU) und Vizekanzler Sigmar Gabriel (SPD) warben am 17. Dezember für einen Dialog mit den Pegida-Demonstranten, warnten aber vor „Schmutzkampagnen“ und „Stimmungsmache gegen Minderheiten“. Am 23. Januar 2015 traf Gabriel in Dresden Pegida-Anhänger zum Gespräch. Gabriel warnte im Februar 2015 davor, einfach zur Tagesordnung zurückzukehren: „Egal ob es einem gefällt oder nicht: Es gibt ein demokratisches Recht darauf, rechts zu sein oder deutschnational“, sagte er. Auch Pegida gehöre „ganz offensichtlich“ zu Deutschland. Politikern und Journalisten warf er „ein leicht gestörtes Verhältnis zur Realität in Deutschland“ vor.
Heiner Geißler (CDU) widersprach Maas (18. Dezember): Die „Furcht vor dem Islam in seinen exzessiven Erscheinungsformen ist durchaus berechtigt“. Pegida demonstriere gegen die weltweiten Verbrechen radikaler Muslime, gegen Propaganda für die Scharia und sogenannte Hassprediger in Deutschland. Dass diese „unter dem Vorwand der Meinungsfreiheit die Menschen aufhetzen können“, sei nicht nachvollziehbar. Man müsse entschlossen gegen Islamisten hierzulande vorgehen.
Gregor Gysi (Linke) warf allen Bundestagsfraktionen Versagen vor (18. Dezember): Man habe die Bevölkerung nicht genug darüber aufgeklärt, dass die meisten Muslime „völlig friedlich und gewaltfrei“ und gewalttätige Islamisten die Ausnahme seien. Diese Unterscheidung müsse die Politik überall deutlich machen.
Cem Özdemir (Grüne) lehnte einen Dialog mit Pegida-Demonstranten ab (22. Dezember). Stattdessen solle Deutschland die „offene Gesellschaft“ offensiv vertreten. In der ZDF-Sendung maybrit illner bezeichnete Özdemir die PEGIDA-Anhänger als „komische Mischpoke“, die „krudes Zeug“ verträte.
Der ehemalige Bundeskanzler Gerhard Schröder (SPD) forderte am 22. Dezember 2014 einen erneuten „Aufstand der Anständigen“ gegenüber Pegida. Er würdigte Gegendemonstranten in Dresden und anderen Städten. Die demokratischen Parteien sollten sich klar von Pegida abgrenzen, wovor sich die konservativen Parteien scheuten.
Bernd Lucke (damals AfD-Vorsitzender) fand die Sorgen der Pegida vor einer Ausbreitung islamistischer Ideen verständlich. Alexander Gauland (AfD-Vizevorsitzender) fand bei seinem Besuch der Pegida-Kundgebung am 15. Dezember 2014, er könne alle Forderungen des Positionspapiers unterschreiben. Hans-Olaf Henkel warnte seine Partei AfD davor, sich den Demonstrationen anzuschließen. Birgit Bessin (AfD Brandenburg) unterstützte Pegida nach Eigenaussage in einem Telefonat mit Bachmann Anfang Januar. Die AfD-Politikerin Beatrix von Storch erklärte in einem Interview mit dem Portal kath.net, die Pegida-Teilnehmer-Zahlen wären höher, wenn die Politik nicht mit der „Fremdenfeindlichkeits- oder gar Nazikeule“ drohen würde.
Hans-Peter Friedrich (CSU) machte den politischen „Mitte“-Kurs von Bundeskanzlerin Angela Merkel (CDU), unter anderem ihr Ja zur doppelten Staatsbürgerschaft, für das Erstarken Pegidas und der AfD mitverantwortlich (28. Dezember). Die Konservativen seien zu leichtfertig mit der „Frage nach der Identität unseres Volkes und unserer Nation“ umgegangen. Die CSU müsse im Parteienspektrum wieder die rechte Flanke abdecken.
Aydan Özoğuz (SPD), Staatsministerin für Migration, Flüchtlinge und Integration, warf Pegida vor (30. Dezember), „Frust an Sündenböcken auszulassen und pauschal alle Angehörigen einer Religion zu diskriminieren… Und das ist nichts anderes als Rassismus.“ Politik müsse die Notwendigkeit und bestehenden Regeln für qualifizierte Einwanderung klarmachen.
SPD-Bundesvize Ralf Stegner sagte, er wolle nicht Tausende Demonstranten als Nazis bezeichnen, „aber arglose Bürger, die nicht wissen, was dort geschieht“, seien es nicht. Der FDP-Parteichef Christian Lindner bezeichnete die „Miefigkeit von Pegida“ als Bedrohung für die innere Liberalität des Landes, sein Stellvertreter Wolfgang Kubicki forderte jedoch, die Anliegen der Demonstranten ernst zu nehmen, z. B. durch bessere Ausstattung von Polizei und Verfassungsschutz.
Angela Merkel hatte am 15. Dezember erklärt, in Deutschland sei „kein Platz für Hetze und Verleumdung“, besonders nicht gegen Ausländer. Die Pegida-Demonstranten müssten aufpassen, nicht „instrumentalisiert“ zu werden. In ihrer Neujahrsansprache (31. Dezember) äußerte sie:

„Heute rufen manche montags wieder ‚Wir sind das Volk‘. Aber tatsächlich meinen Sie: Ihr gehört nicht dazu – wegen Eurer Hautfarbe oder Eurer Religion. Deshalb sage ich allen, die auf solche Demonstrationen gehen: Folgen Sie denen nicht, die dazu aufrufen! Denn zu oft sind Vorurteile, ist Kälte, ja, sogar Hass in deren Herzen!“

Diese Aussagen begrüßten die Oppositionsparteien im Bundestag, auch gegenüber Kritik aus der AfD daran. Die CSU forderte eine Verschärfung des Asylrechts über einen Gesetzentwurf der Regierung hinaus. Das kritisierten die Opposition und manche Medien als Widerspruch zur Kritik Merkels an Pegida.
50 prominente Politiker, Wirtschaftsvertreter und Künstler, darunter die Altkanzler Helmut Schmidt und Gerhard Schröder, unterzeichneten am 5. Januar 2015 einen Appell gegen Pegida, Fremdenfeindlichkeit und Intoleranz. Außenminister Frank-Walter Steinmeier erklärte, Pegida schade Deutschland und seinem Bild im Ausland. Finanzminister Wolfgang Schäuble (CDU) sagte: „Parolen ersetzen keine Fakten: Deutschland braucht Zuwanderer. Und wir müssen ein Herz haben für Flüchtlinge in Not.“
Bundesjustizminister Heiko Maas kritisierte die mit Trauerflor geplante Pegida-Demonstration nach den Pariser Anschlägen auf das Satiremagazin Charlie Hebdo geplante Pegidakundgebung als Missbrauch und Heuchelei. Auch Horst Seehofer (CSU) forderte, alle weiteren Pegida-Kundgebungen abzusagen.
Im Januar 2015 nannte der AfD-Politiker Alexander Gauland Pegida eine „Volksbewegung“ aus mehrheitlich „ganz normalen Menschen“, die nicht fremdenfeindlich seien. Zugleich forderte er einen Einwanderungsstopp für Migranten aus Nahoststaaten mit muslimischer Kultur und lehnte Merkels Satz ab, der Islam gehöre zu Deutschland. Nach dem Austritt von Kathrin Oertel aus dem Verein Pegida erklärte er, das Thema Pegida sei für ihn „erledigt“. Wer an Bachmann festhalte, begehe „Verrat“ an den Dresdner Demonstranten.
Bundespolitische Vertreter verschiedener Parteien warfen Pegida vor, den Boden für das Kölner Attentat auf Henriette Reker im Oktober 2015 bereitet zu haben. Der stellvertretende CDU-Bundesvorsitzende Armin Laschet forderte Pegida-Mitläufer auf, „nach Köln“ zu schauen, und warnte vor Menschen, die sich von „gefährlichen Worten und Bildern möglicherweise zu Taten anstacheln lassen“. Die SPD-Generalsekretärin Yasmin Fahimi bezeichnete die Pegida-Organisatoren als „Demokratiefeinde“ und „geistige Brandstifter“ und machte Rechte für das vergiftete Klima verantwortlich, aus dem der Anschlag erwachsen sei. Auch die Bundesvorsitzende der Linken Katja Kipping konstatierte „eine neue Unverfrorenheit, auch eine neue Gewalteskalation“, die jeden treffen könne, wenn „der braune Mob einmal loslegt. […] Pegida, AfD und Co. haben ganz klar eine gesellschaftliche Stimmung mit angeheizt, die dann zu solchen erschreckenden Übergriffen führt.“

#### Medienberichte zu Forderungen
Viele Berichte stellten Pegidas Forderungen amtliche Zahlen und Fakten gegenüber.
Zur „Islamisierung“:
- 2009 lebten etwa 4,25 Millionen Muslime in Deutschland. Ihre Zahl für 2014 kann nur geschätzt werden, weil Angaben zur Religionszugehörigkeit bei der letzten Volkszählung 2011 freiwillig waren.[325][326] Sie wurde im Dezember 2014 ausgehend von Hochrechnungen auf etwa 5 % (4,5 Millionen)[327][328] bis 5,6 % der Bevölkerung geschätzt.[325] Viele im November 2014 befragte Deutsche überschätzten den Anteil weit.[329]
- Demographen erwarten bei gleichbleibender Zuwanderungsrate einen Zuwachs der Muslime in der EU (mit Norwegen und der Schweiz) von 18,2 Millionen (4,5 %, 2010) auf 29,8 Millionen (7,1 %) bis 2030, auf 9,5 % in ganz Europa bis 2050. Zeitweise höhere Zuwandererraten von Muslimen werden demnach durch rasch absinkende Geburtenraten infolge sich angleichender Lebensstandards ausgeglichen. Selbst bei weit höheren Zuwanderungs- und Fruchtbarkeitsraten können Muslime keine Mehrheit der Gesamtbevölkerung erreichen.[330]
- Die Zahl der Muslime in Sachsen wurde 2009/2010 auf 0,1 % (≈ 4.000)[325][331] bis 0,7 % (≈ 28.000) geschätzt.[29][328] Für 2014 schätzt der sächsische Ausländerbeauftragte etwa 20.000 Muslime (0,48 % der Gesamtbevölkerung) in Sachsen.[332]
- 2014 gab es etwa 7000 Salafisten in Deutschland. Die meisten sind nach Verfassungsschutzangaben nicht gewaltbereit. Laut VS-Präsident Hans-Georg Maaßen haben sich mindestens 450 Dschihadisten aus Deutschland islamistischen Kampfverbänden in Syrien angeschlossen. Von den Rückkehrern gehe eine Gefahr aus.[333][334]
- Etwa 30 % der Salafisten sind zum Islam konvertierte Deutsche, die nicht ausgewiesen werden können. Bisher verhinderten die Sicherheitsbehörden fast alle geplanten Anschläge radikaler Islamisten auf deutschem Boden.[325][335]
- In Sachsen lebten 2013 etwa 100 Salafisten, viel weniger als in anderen Bundesländern.[236] Der Verfassungsschutz rechnet in Sachsen mit 30 % Zunahme.[336]

Zum Asyl:
- Etwa 200.000 Asylbewerber kamen 2014 nach Deutschland. Das Bundesamt für Migration und Flüchtlinge lehnte bisher etwa ein Drittel aller Asylanträge von 2014 ab. Daraus sei laut Bernd Mesovic, dem stellvertretenden Geschäftsführer von Pro Asyl, nicht zu folgern, „dass es sich bei diesen Asylsuchenden um Menschen handelt, die wegen der wirtschaftlichen Lage ihr Heimatland verlassen haben“.[29][337]
- Von 114.000 Asylanträgen erkannte das BAMF bis Mitte Dezember 2014 rund 34.000 an. Die Bearbeitungsdauer lag bei durchschnittlich sieben Monaten[236][337]
- Sachsen nahm 2014 gemäß dem Königsteiner Schlüssel etwa 12.000 (5 %) Asylbewerber auf[338] und erkannte bisher 0,3 % ihrer Asylanträge an.[29][337]
- Abgelehnte Asylbewerber müssen innerhalb von 30 Tagen ausreisen und können keinen Widerspruch einlegen, sondern allenfalls klagen. Sachsen schiebt von allen Bundesländern die meisten (bis Oktober 2014 knapp 1.000) abgelehnten Asylbewerber ab.[236]
- Von 2014 gezählten 202.834 Asylbewerbern wurden 154.191 abgelehnt. Unmittelbar ausreisepflichtig waren davon 40.970 Menschen, tatsächlich abgeschoben wurden 10.884 Asylsuchende.[339]

Zu Ausländerkriminalität in Deutschland:
- Ausländer stellten 2012 etwa 25 % der einer Straftat Verdächtigten, nicht aber der Straffälligen. Dabei sind Touristen und Durchreisende mit erfasst. Ausländer werden zudem öfter angezeigt und verurteilt, so dass die Zahl der erfassten Verdächtigten keine Aussagen über ihren tatsächlichen Anteil an Straftaten zulässt.[327][340]
- Erwachsene Einwanderer fallen laut Kriminologe Christian Walburg „insgesamt eher nicht vermehrt durch Straftaten auf“.[333][341]
- Bei jugendlichen Ausländern hat die Zahl schwerer Straftaten stark abgenommen und sich bei Gewaltdelikten von 2005 bis 2013 fast halbiert. Nur bei Intensivtätern nahm sie nicht ab, weil diese besonders in Großstädten öfter in Intensivtäterprogrammen erfasst und öfter inhaftiert werden als andere Jugendliche.[333][342]
- Asylbewerber sind laut Dieter Kroll (Polizeipräsident Dresdens) strafrechtlich nicht auffälliger als Deutsche, auch nicht im Umfeld von Asylunterkünften.[29][343]
- Die Beziehung zwischen Kriminalität und Staatsangehörigkeit stellt lediglich eine Scheinkorrelation da.[344]
- Trotz starker Zuwanderung gibt es in Deutschland laut Kriminalstatistik, wie auch in den meisten anderen Ländern, seit Jahrzehnten einen Kriminalitätsrückgang.[345]

Zu Integration:
- 2012 gaben 78 % der vom Bundesministerium des Innern befragten Muslime zwischen 14 und 32 Jahren Bereitschaft zur Integration an.[29][346]
- Illegale Paralleljustiz schließt die deutsche Politik aus. Laut einer Studie des Bundesministeriums der Justiz und für Verbraucherschutz (BMJV) gibt es hierzulande keine „muslimisch geprägten Justizstrukturen“. Der Koalitionsvertrag der Regierungsparteien 2013 sieht vor, das Rechtsprechungsmonopol des Staates zu stärken.[333][347]

Zu Kosten der Zuwanderung:
- Flüchtlingsunterkünfte sind in Deutschland oft sehr ärmlich ausgestattet und schlecht organisiert, so dass es 2014 zu einigen Misshandlungen und Überfüllung kam.[327][348]
- Die gesetzlichen Leistungsansprüche für Asylbewerber von monatlich maximal 362 Euro pro Person kosteten umgelegt auf jeden Einwohner Sachsens im Jahr 2013 genau 16,63 Euro.[236][349]
- Im Vergleich zur vermehrten Altersarmut in Deutschland sind Asylbewerber ökonomisch viel schlechter gestellt als deutsche Rentner.[333]
- Nach einer für die Bertelsmann Stiftung erstellten Studie von Holger Bonin zahlten die 6,6 Millionen in Deutschland lebenden Ausländer 2012 mehr an Steuern und Sozialabgaben, als sie Transferleistungen bezogen.[325][350] Die allgemeinen Staatsausgaben für Migration sind jedoch umstritten.[351] Laut Herwig Birg ist die Zuwanderung bei Berechnung aller Haushalte eine Last. Zuwanderer verdienten weniger, seien doppelt so häufig arbeitslos und dreifach so häufig Sozialhilfeempfänger als die autochthone Bevölkerung. Auch deren Kinder machten schlechtere Schulabschlüsse. Dies führe zu niedrigeren Einkommen und niedrigeren bezahlten Steuern.[352]

Deshalb widerspreche die von Bachmann behauptete „Vollversorgung“ in Asylbewerberheimen der Realität und auch der Pegida-Forderung nach dezentraler Unterbringung. Die „Null-Toleranz“-Forderung beruhe auf dem Vorurteil, Ausländer würden öfter straffällig als Deutsche. Der Ruf „Wir sind das Volk“ richte sich bei Pegida wie bei NPD-Aktionen in Schneeberg gegen die schwächere Minderheit der Asylbewerber. Weil Neonazis bei Pegida mitliefen, sei die betonte Abgrenzung zum Rechtsextremismus unglaubwürdig.
Die Freie Presse Sachsen (20. Dezember 2014) verwies darauf, dass die bestehende Rechtslage und Politik die meisten Forderungen schon vorher erfüllt habe:
- Kriegsflüchtlinge müssen laut Grundgesetz und Genfer Konvention aufgenommen werden.
- Das deutsche Aufenthaltsgesetz (§ 43) verpflichtet zur Integration und Ausweisung von zu mehrjährigen Haftstrafen verurteilten Ausländern. Auch als Straftäter überführte Imame können ausgewiesen werden.
- Nur anerkannte Asylbewerber dürfen kostenfreie Integrations- und Sprachkurse besuchen.
- 2013 wurden 38,5 % von knapp 81.000 Asylanträgen als unbegründet abgelehnt, bei weiteren 36,7 % der Fälle wurden formelle Entscheidungen getroffen, etwa Abschiebung innerhalb Europas. 1,1 % der Antragsteller bekamen Asyl, 12,3 % Flüchtlingsschutz, bei 11,4 % bestand ein gesetzliches Abschiebeverbot.
- Kommunen bringen Asylbewerber vorrangig dezentral unter.
- In Sachsen ergaben Kontrollen keine menschenunwürdigen Zustände.
- Sachsen stoppte 2013 den Stellenabbau bei der Polizei und schiebt im Bundesvergleich die meisten Asylbewerber ab.
- Die „Sharia-police“ einiger Salafisten wurde verboten.

Der Bericht räumt ein, dass fünf Staaten der EU, darunter Deutschland, fast alle Flüchtlinge in EU-Gebiet aufnehmen, weil einige Ankunftsstaaten sie unkontrolliert weiterreisen lassen. Eine gleichmäßige Verteilungsquote ließ sich bisher nicht durchsetzen. Die Zahl der Asylbewerber, die ein Sozialarbeiter zu betreuen hat, haben die Bundesländer uneinheitlich oder gar nicht festgelegt.
Als Vorurteile, Irrtümer und Widersprüche Pegidas nennt der Bericht:
- Der Ausdruck „christlich-jüdisches Abendland“ missachte die lange Geschichte des Antijudaismus in Europa und grenze den Islam aus.
- Nur Muslime bei frauenfeindlichen und gewaltbetonten Ideologien zu nennen zeige, dass sie als gewalttätiger und frauenfeindlicher gälten.
- Die generelle schnelle Ausweisung straffälliger Ausländer („Null Toleranz“) widerspreche dem Rechtsstaat.
- Kürzere Asylverfahren bewirkten in den Niederlanden mehr illegal im Land lebende Obdachlose.
- Bürgerentscheide verhinderten jahrzehntelang das Frauenwahlrecht in der Schweiz.
- Ein Waffenverbot für die PKK widerspreche einem Bundestagsbeschluss und bedeute, Massenmorde an und Islamisierung der Kurden durch die Terrorgruppe IS zuzulassen.
- Wer Zuwanderung wolle, müsse Deutschland als Einwanderungsland anerkennen und ein effektives System von Integrationshilfen entwickeln.
- Die Zuwanderungsquoten in drei der als Vorbild genannten Staaten seien höher als hier.
- Gender-Mainstreaming pauschal abzulehnen widerspreche der grundgesetzlich garantierten Gleichstellung von Mann und Frau und der Forderung nach sexueller Selbstbestimmung.[354]

Weil der Forderungskatalog nicht über geltendes Recht und politisch gewollte Ziele hinausgehe, solle er eher ein allgemeines Misstrauen gegen etablierte Politik und Medien bündeln und mobilisieren.
Ein Bericht aus Jena stellt Widersprüche in den Forderungen heraus, die auf andere als die vorgegebenen Absichten hindeuteten:
- „Keine Glaubenskriege auf europäischem Boden“ schließe die später geforderte Aufnahme von Kriegsflüchtlingen eigentlich aus.
- Konsequente Abschiebung nach der Dublin-II-Verordnung (Verordnung (EG) Nr. 343/2003, 2003) bedeute die vollständige Abschottung Deutschlands, weil in diesem Fall nur noch über Nord- und Ostsee einreisende Flüchtlinge „legal“ wären. Somit sei das Ja zu „echten“ Kriegsflüchtlingen „eine schlichte, aber gut getarnte Lüge“.
- Sofortige Ausweisung radikaler Islamisten und „illegaler“ Asylbewerber vermische zwei Themen und träfe Flüchtlinge, die vor Islamisten ihrer Heimatländer geflohen seien.[356]

Der Mediendienst Integration widerlegte als „Mythen und Ressentiments“ Pegidas unter anderem: Die meisten Migranten seien integrationsunwillig, belasteten die Sozialkassen übermäßig, seien besonders oft arbeitslos und kriminell, die meisten Asylbewerber seien Wirtschaftsflüchtlinge und lehnten Abschiebung nach Ablehnungsbescheiden ab.
Rückfragen von Journalisten, „ab wann ein Muslim nach Meinung der Pegida-Initiatoren integriert genug“ sei, wurden nicht ermöglicht. Jasper von Altenbockum (FAZ) sieht die Forderungen als „Alibi“, weil sie nicht vorgetragen, praktisch begründet oder erklärt worden seien und den gerufenen Parolen widersprächen: Man wolle Flüchtlinge aufnehmen, aber dann Sammelunterkünfte verhindern, man fordere Dinge, die die Politik schon umsetze, und bezeichne Politiker dann als „Volksverräter“. Daher sei Pegida „antidemokratisch“ und von „Verachtung gegenüber Parteien, Politikern und Presse“ geprägt. Die Demonstranten seien manipulierte „Mitläufer“. Bettina Gaus (Die Tageszeitung) fand die Forderungen „doppelbödig“: Da niemand ernsthaft eine Islamisierung Deutschlands befürchte, ziele diese Parole tatsächlich auf die Muslime in Deutschland. Darum seien die Pegida-Kundgebungen ausländerfeindlich und rassistisch.
Elmar Theveßen bezeichnete die demografisch unzutreffende, von Pegida behauptete „Islamisierung“ Deutschlands und Europas als „Propagandalüge“. Diese sei ein gefährliches Bindeglied der Islamfeinde in Europa und könne leicht zur Rechtfertigung von Gewalt benutzt werden. Schlachtszenen und Kampfrhetorik eines Videos, mit dem einige Gruppen zu Pegida-Kundgebungen aufriefen, bedienten sich der gleichen Motive eines angeblich nötigen Verteidigungskampfes für das christliche Abendland wie der norwegische Massenmörder Anders Breivik.
Das Islambild deutscher Massenmedien trug für einige Autoren erheblich zu Pegida bei. Katja Thorwarth (Frankfurter Rundschau) zufolge bezogen die Anhänger Islamhass und Überfremdungsangst besonders aus Bildern der Springerpresse von „gefährlichen Islamisten“ und „sozialschmarotzenden Asylanten“ und ihre Sozialneid-Argumente aus Titeln wie „Iraker, Afghanen, Pakistani – alarmierend hohe Hartz-IV-Quote bei Ausländern“. Das Deutsch-Türkische Journal verwies auf Titel wie „Mekka Deutschland – Die stille Islamisierung“, „Islam als Integrationshindernis“, „Heiliger Hass“, „Wie gefährlich ist der Islam?“, „Allahs blutiges Land“, „Zurück ins Mittelalter“ oder „Gettos in Deutschland“. Deutsche Massenmedien hätten für höhere Auflagen „das Ressentiment angefacht“, für das sie heute von oben herab den deutschen Kleinbürger rügten. Eine Analyse der Bundeszentrale für politische Bildung habe 2007 ergeben, dass ARD und ZDF über den Islam meist nur bei Gewalt- und Konfliktthemen berichteten, ihre Themenstruktur also „islamophob“ sei. Da sie sich als „Volkserzieher“ und „Meinungslenker“ sähen, seien Pegidas Teilnehmer trotz ihrer Medienablehnung ihre „gelehrigen Schüler“, die genau jenes seit langem verbreitete Islambild wiedergäben.

#### Wissenschaftler
Werner J. Patzelt sah Pegida als Folge eines Versagens der Politik und Hinweis auf ein ernstes Problem in der Gesellschaft. Islam- und zuwanderungskritische Initiativen könnten sich zu einer neuen sozialen Bewegung entwickeln. Die Demonstranten seien gewöhnliche Bürger, die die CDU erreichen könne, wenn sie mit ihrer „Vogel-Strauß-Politik“ in der Einwanderungsfrage aufhöre. „Eine Ausgrenzung“ der Teilnehmer sei „kontraproduktiv, weil die Sorgen, wegen derer die Menschen auf die Straße gingen, auch weiterhin aktuell blieben, so etwa ‚das passiv hingenommene Zuwanderungsgeschehen‘ und die ‚sich verschärfenden Verteilungskonflikte im unteren Drittel‘ der deutschen Gesellschaft.“
PEGIDA fungiere als „Schnittstelle zwischen dem Ultra-Nationalismus und dem demokratischen Nationalismus“, so der Rechtsextremismusforscher Bernd Wagner (2015). Es sei eine „völkische Bewegung“, die „partiell eine rechtsradikale Valenz angenommen“ habe.
Für den Soziologen und Ökonomen Oliver Nachtwey ist Pegida nicht originär rechtsextrem, sondern Ausdruck einer Radikalisierung in der Mitte der Gesellschaft, ein Aufbegehren gegen eine marktkonforme Demokratie, die von ökonomischen Interessen beherrscht werde. Pegida ist für ihn eine Versammlung „rechte[r] Wutbürger“.
Nach der Politischen Soziologin Gudrun Hentges (2015) konstruiere PEGIDA „Feindbilder“ und schüre „Ressentiments, Fremdenfeindlichkeit und Rassismus“.
Für die interdisziplinär arbeitenden Wissenschaftler Heinrich Best, Wolfgang Frindte, Daniel Geschke, Nicole Haußecker und Franziska Schmidtke vom Kompetenzzentrum Rechtsextremismus der Friedrich-Schiller-Universität Jena ist PEGIDA eine islamfeindliche Bewegung. Ferner speise sich der Demonstrationszug der „Wutbürger“ im Wesentlichen aus Rechtsextremisten und -populisten, AfD-Anhängern und Personen, die in die Kategorie Gruppenbezogene Menschenfeindlichkeit (siehe Forschungsarbeiten von Wilhelm Heitmeyer u. a.) fallen. Mit dem Schlagwort „Islamisierung“ wolle man Rassismus und völkische Positionen salonfähig machen, so Samuel Salzborn. Die demokratiefernen PEGIDA-Anhänger hätten ein „autoritäre[s] und gegenaufklärerische[s] Weltbild“. Mit dem Islamismus seien sie unfreiwillig „Brüder im Geiste“. Reiner Becker konstatierte, dass die PEGIDA-Demonstrationen Rechtsextremisten „die Bestätigung und ein angenommenes Mandat“ geben würden, welches sie für Gewaltaktivitäten verwenden könnten.
Nach der österreichischen Politologin Karin Liebhart gehört PEGIDA zu einer „Reihe rechtspopulistischer Initiativen“ der letzten Jahre. Sie biete „perfekte Anschlussmöglichkeiten für rechtsextreme Gruppierungen traditioneller und neuer Prägung“. Es sei „eine ablehnende bis feindliche Haltung gegenüber Zuwanderer[n]“, insbesondere aus muslimischen Staaten zu beobachten. Zum Teil werden auch Muslime generell abgelehnt. „Ausländer- und Islamfeindlichkeit“ und die „essentialisierende Propagierung antipluralistischer Gesellschaftsmodell“ verbinde PEGIDA mit der Pro-Bewegung, der FPÖ und SVP. Überdies gebe es gewisse „Schnittmengen“ mit der AfD (Stichwort „Islamisierung“) und der Identitären Bewegung.
Der Politikwissenschaftler Frank Decker (2015) attestierte der PEGIDA-Bewegung „fremdenfeindliche[] und rechtsextreme[] Tendenzen“. Man könne sie „als Ausdruck [der] rechtspopulistischen Grundstimmung in weiten Teilen der ostdeutschen Wählerschaft“ deuten, „die der AfD […] zweistellige Ergebnisse einbrachte“. Es gebe Anzeichen dafür, dass die Bewegung mittlerweile in ein „gewaltbereite[s] Milieu ‚diffundiert‘“ sei.
Der Extremismusforscher Eckhard Jesse befand, dass Pegida vielfach „diffuse“ ressentimentgeladene Kritik hinsichtlich der praktizierten Einwanderungspolitik äußere. Er machte Xenophobie und „generelle Vorbehalte gegenüber Medien“ aus.
Laut dem Sozialwissenschaftler Samuel Salzborn (2017) sind die Äußerungen der Demonstrationsteilnehmer „das Lamento einer extrem politikfaulen Klientel, die sich bequem darin eingerichtet hat, selbst nicht tatsächlich politisch aktiv werden zu müssen […] – und die stattdessen ihre eigene politische Faulheit dadurch kompensiert, dass sie an völkischen Masseninszenierungen wie denen von Pegida teilnehmen und auf diese Weise die eigene Passivität, die gepaart ist mit destruktiven Affekten, in ihrem Selbstbild als Bestandteil politischen Engagements halluzinieren können.“
Die Erziehungswissenschaftlerin Astrid Messerschmidt (2018) spricht von einer Abwehr „gegen die faktisch längst gelebten Pluralitäten“. Bei den Pegida-Aktionen werde „die Reserviertheit gegenüber Einwandernden und Geflüchteten auffällig stark von denen geäußert, die wenig mit alltäglichen migrationsgesellschaftlichen Wirklichkeiten konfrontiert sind und für die das nicht zum eigenen Erfahrungshorizont gehört. Es zeigen sich hier Phänomene der Wirklichkeitsverweigerung und des Festhaltens an der Idee eines nationalistischen Reinheitsideals“.
Nach der Soziologin Greta Hartmann und dem Kulturwissenschaftler Alexander Leistner (2019) knüpft Pegida durch die Form der Montagsdemonstration und die Benutzung des Slogans „Wir sind das Volk“ bewusst an die Demonstrationen während der Wendezeit in der DDR an. Unter Verwendung des Narrativs vom angeblich nötigen Widerstand markiere man erneut eine „Demokratie der Straße“ gegen die „Eliten“, sei aber deutlich gewaltgeladener als die friedliche Revolution von 1989: So sei von Pegida-Demonstranten zur Melodie von Fuchs, du hast die Gans gestohlen Merkel angedroht worden, „der Sachse“ werde sie holen, „mit dem Schießgewehr“.
Del Giudice, Ebner, Knopf und Weber stellten 2020 fest, dass die Pegida-Veranstaltungen keine „rechtsextremistischen Veranstaltungen im strengen Sinne“ seien, dass jedoch bei diesen Kundgebungen „Redner wiederholt Begriffe“ benutzten, die „einen eindeutigen Bezug zum Nationalsozialismus haben“, wie „Volksverrat“ oder „Gleichschaltung“. Die von der Pegida-Führung eingeladenen Gastredner seien „in ihrer Rhetorik radikaler als die Führungspersonen“. Man könne dem Pegida-Organisationsteam „dabei die bewusste Steuerung und Strategie […] unterstellen“.

#### Meinungsumfragen
Nach einer Umfrage von TNS Emnid hatten Mitte Dezember 2014 unter den Ostdeutschen 53 % und unter den Westdeutschen 48 % der Befragten Verständnis für die Pegida-Demonstrationen, darunter 86 % der AfD-Anhänger, 54 % der Union-Anhänger, 46 % der SPD-Anhänger und je 19 % der Anhänger von Linken und Grünen. 43 % der Deutschen glauben, dass die Pegida-Demonstranten vor allem „über die Ausbreitung des Islams besorgte Bürger“ seien. 33 % vermuten, dass ihre Demonstrationen mehrheitlich von Rechtsradikalen besucht werden.
Bei einer Umfrage von YouGov vom 12. bis 15. Dezember 2014 im Auftrag von Zeit Online gaben 30 % von 1107 Befragten volles Verständnis für die Demonstrationen an. 19 % zeigten eher Verständnis als Unverständnis. 26 % zeigten teilweise Verständnis, 10 % zeigten eher kein und weitere 13 % gar kein Verständnis.
In einer Umfrage von TNS Forschung für den Spiegel vom Dezember 2014 gaben 65 % der befragten Deutschen an, die Regierungsparteien der Großen Koalition gingen nicht ausreichend auf ihre Sorgen zur Flüchtlingspolitik und Zuwanderung ein. 28 % sahen kein solches Defizit. 34 % der Befragten sahen eine zunehmende Islamisierung in Deutschland.
Nach einer repräsentativen Umfrage von TNS Emnid vom 17. und 18. Dezember 2014 gaben 85 % von 1.006 Befragten an, sie seien nicht bereit, für die Ziele Pegidas zu demonstrieren. 9 % (54 % der AfD-Anhänger) gaben an, demonstrieren zu wollen.
Nach einer Forsa-Umfrage vom 18. Dezember 2014 halten 67 % der befragten Deutschen die Gefahr einer Islamisierung Deutschlands für übertrieben. 29 % (bei AfD-Anhängern 71 %) sehen hierzulande einen zu großen Einfluss des Islam und halten Protestmärsche dagegen für gerechtfertigt. 13 % würden sich an solchen Protesten nahe dem eigenen Wohnort beteiligen. 10 % (bei AfD-Anhängern 57 %) würden eine islamfeindliche Partei wählen.
Nach einer Sonderauswertung des „Religionsmonitors“ der Bertelsmann-Stiftung, die mit einer Umfrage von TNS-Emnid aus dem November 2014 ergänzt wurde, halten eine Mehrheit der Deutschen den Islam für gefährlich und es sei eine „hohe Sympathie“ mit den „Parolen“ der Pegida zu verzeichnen. Danach sahen 57 % der Deutschen im Islam eine Bedrohung. 40 % fühlten sich wie „Fremde im eigenen Land“ und 24 % möchten die Zuwanderung von Muslimen verbieten. Diese Einstellungen ließen sich in allen politischen Lagern und gesellschaftlichen Schichten finden.
In einer repräsentativen INSA-Umfrage war jeder zweite Befragte der Meinung, dass über die Pegida-Demonstrationen in den Medien nicht objektiv berichtet werde. Der INSA-Chef Hermann Binkert kommentierte das Ergebnis: „Das Stimmungsbild in der Bevölkerung, also der öffentlichen Meinung, ist vielfältiger als die veröffentlichte Meinung. Der Eindruck einer nur einseitigen Berichterstattung ist Wasser auf die Mühlen von Pegida.“

### Außerhalb Deutschlands

#### Kundgebungen und Gegendemonstrationen
| Datum           | Stadt               | Teilnehmerzahl Pegida (geschätzt) | Teilnehmerzahl Gegendemo (geschätzt)                                      |
| --------------- | ------------------- | --------------------------------- | ------------------------------------------------------------------------- |
| 12. Januar 2015 | Oslo                | 200                               | 500                                                                       |
| 2. Februar      | Wien                | 300                               | Offensive gegen Rechts: 5.000                                             |
| 8. Februar      | Linz                | 150                               | Linz gegen Rechts: laut Polizei 1.600 bis 1.800 laut Veranstaltern 3.200. |
| 9. Februar      | Malmö               | 150                               | 3.000                                                                     |
| 21. Februar     | Linz                | 100                               | 1.800                                                                     |
| 28. Februar     | Newcastle upon Tyne | 375                               | 1500                                                                      |

Im Januar 2015 demonstrierten in mehreren Städten Norwegens Gruppen von 15 bis 200 Pegida-Anhängern. In Kopenhagen (Dänemark) trafen sich am 19. Januar etwa 200 Pegida-Anhänger. In Malmö (Schweden) demonstrierten am 9. Februar 2015 etwa 80 bis 100 Anhänger Pegidas. In Linköping trafen am 2. März vier Pegida-Demonstranten auf ca. 300 Gegendemonstranten.
Eine für den 26. Januar 2015 geplante Kundgebung von „Pegida Vlaanderen“ in Antwerpen (Belgien) verbot die Stadt aus Sicherheitsgründen. Der Ableger gilt als Sammelbecken rassistischer und neofaschistischer Islamfeinde und wurde von Anhängern der rechtsextremen Partei Vlaams Belang und der separatistischen Organisation Voorpost gegründet. Am 2. März 2015 demonstrierten ca. 200 Pegida-Anhänger in Antwerpen.
Am 28. Februar 2015 trafen etwa 300 britische Pegida-Anhänger auf ihrer ersten Demonstration in Newcastle upon Tyne auf etwa 1.500 Gegendemonstranten. In Edinburgh versammelte sich am 21. März 2015 eine größere Gruppe von Gegendemonstranten gegen eine geplante, aber mangels Teilnehmern kaum wahrnehmbare Demonstration von Pegida-Anhängern. Zu den Organisatoren des britischen Pegida-Ablegers gehörte der prominente English-Defence-League-Aktivist Tommy Robinson.
Etwa 100 Pegida-Anhänger demonstrierten am 11. März 2015 in L’Hospitalet (Katalonien).
In Montreal (Kanada) versammelten sich im März 2015 zweimal Pegida-Sympathisanten. Der erste Marsch wurde nicht durchgeführt, da sich die etwa eine Handvoll Teilnehmer mehreren hundert Gegendemonstranten gegenübersahen. Der zweite Marsch wurde aufgrund von Gewalttätigkeiten abgebrochen.

#### Reaktionen auf die deutsche Pegida
Das Außenministerium der USA veröffentlichte am 26. Januar 2015 eine Warnung vor im Zusammenhang mit Pegida-Kundgebungen möglichen Gefahren insbesondere für in Deutschland lebende US-Bürger.
Viele internationale Medien berichteten über Pegida. Nach Le Monde (Frankreich) spaltet Islamfeindlichkeit Deutschland. Libération und L’Opinion diskutierten mögliche Parallelen zum Front National. Einige französische und frankophone Karikaturisten, darunter ein Mitarbeiter von Charlie Hebdo, gaben ein Flugblatt mit Karikaturen gegen den Pegida-Trauermarsch am 12. Januar 2015 heraus. Sie protestierten dagegen, dass Pegida das Gedenken an die Opfer des Anschlags auf Charlie Hebdo vereinnahme. Pegida stehe für alles, was diese Opfer bekämpft hätten. Sie forderten die Dresdner zu Weltoffenheit und Toleranz auf.
Laut The Times (Vereinigtes Königreich) beklagt sich in Deutschland seit 1945 erstmals eine populistische Bewegung öffentlich über eine „ethnische Minderheit“. Das verängstige das „Establishment“. Laut BBC News sei Deutschland derart viele Demonstranten mit solchen Zielen nicht gewohnt. Der Guardian bezeichnete Pegida als „entstehende Anti-Ausländer-Kampagne“, die den Tourismus gefährde.
Laut New York Times (USA) sei Dresden wegen seiner „kommunistischen“ Vergangenheit fremdenfeindlicher als das übrige Deutschland. Die Behauptung einer „Islamisierung“ sei angesichts der wenigen Muslime in Sachsen erstaunlich.
Das amerikanische Internetmagazin Salon.com zählt Pegida zu den weit rechts stehenden Bewegungen, die in Europa Zulauf erhalten, und sieht einen Zusammenhang zwischen deren Wachstum und terroristischen rechtsradikalen Aktivitäten.
Russia Today (Russland) berichtete ausführlich von Pegida. Das Tochterunternehmen Ruptly übertrug wie schon bei HoGeSa mehrere Kundgebungen in Dresden live im Internet.
Hürriyet und Sabah (Türkei) berichteten über Pegida und Gegenproteste, Sabah sah dabei einen „Aufstieg der radikalen Rechten in Europa“. In einem Interview mit der FAZ verglich der türkische Ministerpräsident Ahmet Davutoğlu die Pegida-Anhänger mit Mitgliedern der IS-Milizen. Beide hätten eine „mittelalterliche“ Geisteshaltung. Die Türkei sei „sehr besorgt über Pegida“. Die Bewegung bedrohe „Türken, Muslime und Deutschland selbst“.
Der arabische Nachrichtensender Al Jazeera (Katar) berichtete besonders über die Gegendemonstrationen.
Die Lidové noviny (Tschechien) kritisierte Angela Merkels Reaktion auf Pegida. Nicht sie, sondern die Gerichte entschieden darüber, wo die Grenze zwischen Freiheit der Kritik und Hetzerei verlaufe. Das Ziel der Demonstranten sei das gesamte Regierungs- und Medienestablishment, da die Schere zwischen den Meinungen der Eliten und denen eines immer größer werdenden Teils der Gesellschaft auseinandergehe.

## Strafverfahren
Insgesamt zählten die Behörden von Oktober 2014 – der ersten Pegida-Demonstration in Dresden – bis November 2015 940 Straftaten. Die Delikte reichen von Körperverletzung über Beleidigung und Bedrohung bis zum Verwenden von Kennzeichen verfassungswidriger Organisationen. Hinzu kommen Delikte außerhalb der eigentlichen Kundgebungen wie Mitgliedschaft in einer terroristischen Vereinigung, geplante Anschläge auf Flüchtlingsheime bis hin zu zwei Sprengstoffattentaten, die von Pegida-Aktivisten verübt wurden bzw. ihnen von den Ermittlungsbehörden zur Last gelegt werden. Verschiedene Beobachter erkennen einen Zusammenhang des deutlichen Anstiegs der Anschläge auf Asylbewerberheime mit der Pegidabewegung.

### Verurteilung von Lutz Bachmann wegen Volksverhetzung, 2016
Anfang Oktober 2015 erhob die Staatsanwaltschaft beim Amtsgericht Dresden gegen den mehrfach vorbestraften Pegida-Vorsitzenden Lutz Bachmann Anklage wegen Volksverhetzung wegen zweier im September 2014 auf Facebook veröffentlichter Beiträge, in denen Bachmann Ausländer als „Viehzeug“, „Gelumpe“ und „Dreckspack“ beleidigt hatte (Az.: 201 Js 3262/15). Damit habe Bachmann in Kauf genommen, den öffentlichen Frieden zu stören. Bachmann habe „die Menschenwürde der Flüchtlinge angegriffen, sie beschimpft und böswillig verächtlich gemacht und dadurch zum Hass gegen sie aufgestachelt“. Laut Angaben der Staatsanwaltschaft hatten auch Privatpersonen wegen weiterer Facebook-Beiträge und weil Bachmann auf einer Pegida-Kundgebung im September 2015 Asylbewerber pauschal als Verbrecher bezeichnet habe, Strafanzeigen wegen Volksverhetzung erstattet.
Bachmann wurde vom Amtsgericht Dresden am 3. Mai 2016 wegen Volksverhetzung zu einer Geldstrafe von 120 Tagessätzen zu je 80 Euro (9600 Euro) verurteilt. Sowohl Bachmann als auch die Staatsanwaltschaft legten bezüglich des Strafmaßes Berufung an, nahmen diese aber am 30. November 2016 zurück, so dass das Urteil auch insoweit rechtskräftig ist.

### Verurteilung von Akif Pirinçci wegen Volksverhetzung, 2017

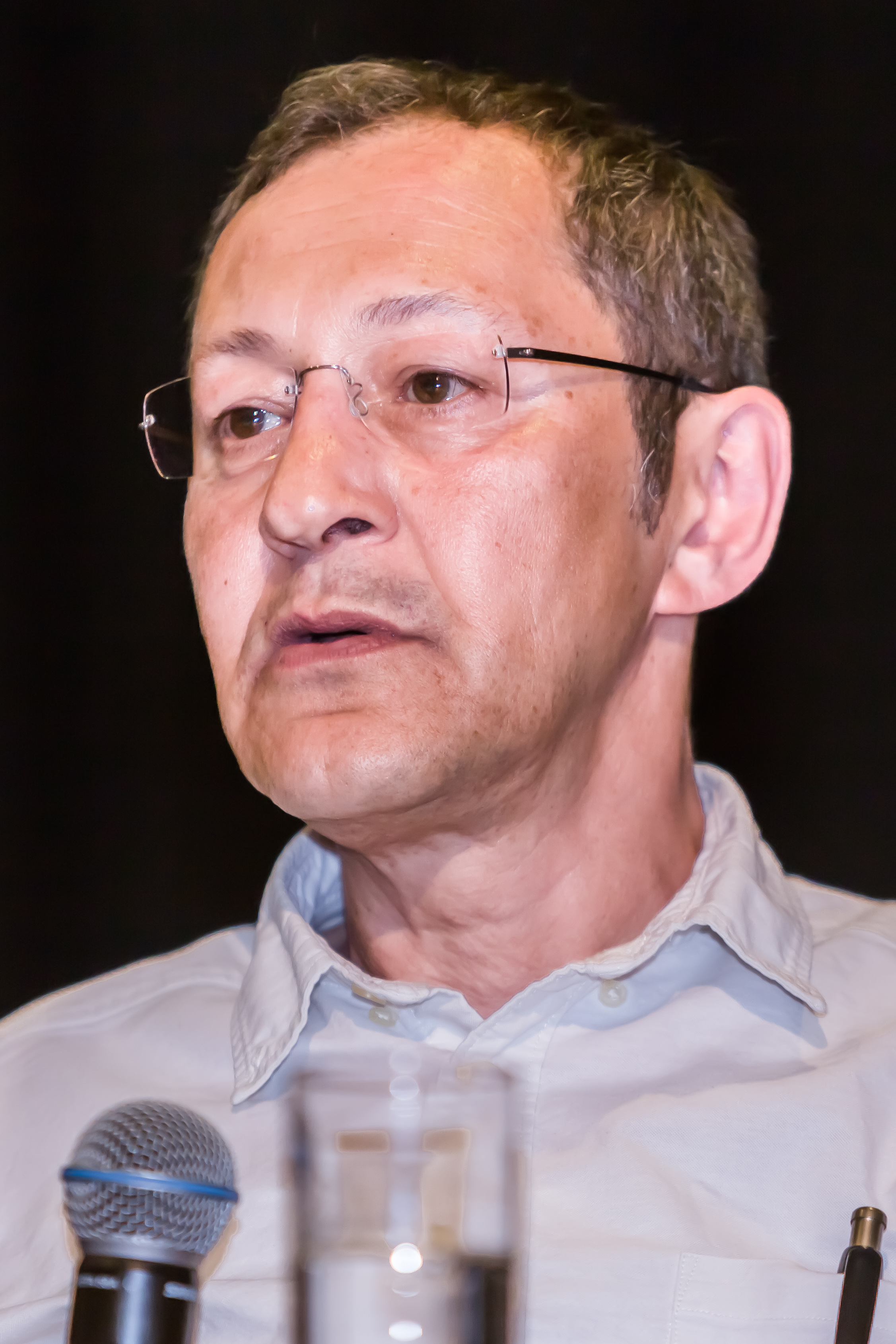
Akif Pirinçci (2014)

Nach einem ersten Auftritt im Dezember 2014 bei dem von rechtsextremen Aktivisten organisierten Bonner Pegida-Ableger Bogida, bei dem er eine kurze Passage aus seinem Buch Deutschland von Sinnen: Der irre Kult um Frauen, Homosexuelle und Zuwanderer verlas, trat der Schriftsteller Akif Pirinçci zum Jahrestag der Pegida-Demonstrationen am 19. Oktober 2015 in Dresden erneut als „Stargast“ auf. Bereits am Vortag hatte er, adressiert ausdrücklich auch an den „Herr[n] Staatsanwalt“, auf seinem Blog einen Text angekündigt, „der in Sachen Wutrede in diesem Lande Maßstäbe setzen“ werde. Insbesondere die Formulierung
„Offenkundig scheint man bei der Macht [konkret bezogen auf einen namentlich genannten, für Flüchtlingsunterbringung zuständigen Regierungspräsidenten] die Angst und den Respekt vor dem eigenen Volk so restlos abgelegt zu haben, dass man ihm schulterzuckend die Ausreise empfehlen kann, wenn er gefälligst nicht pariert. [Pause, Beifall vom Publikum, „Widerstand“-Rufe] Es gäbe natürlich auch andere Alternativen. Aber die KZs sind ja leider derzeit außer Betrieb. [Beifall vom Publikum]“
löste nach der Verlesung der von Bachmann aus Zeitgründen abgebrochenen Rede ein starkes Medienecho aus und wurde von mehreren renommierten deutschen Leitmedien zunächst als Forderung Pirinçcis interpretiert, Flüchtlinge in Konzentrationslager einzuweisen. Konzentrationslager wurden von den Nationalsozialisten zur Vernichtung der europäischen Juden und anderer als feindlich ausgemachter Gruppen eingesetzt. Tatsächlich hatte Pirinçci, wie aus dem Zusammenhang deutlich wird, deutschen Politikern unterstellt, Kritiker der deutschen Flüchtlingspolitik in Konzentrationslager einweisen zu wollen. Die meisten Medien korrigierten Fehlinterpretationen nach kurzer Zeit ausdrücklich, während Pirinçci gegen weitere Medien, die durch angebliche Falschdarstellungen seinen Ruf beschädigen würden, auf dem Rechtsweg vorgeht.
Pirinçci bezeichnete in seiner Rede Politiker außerdem als „Gauleiter gegen das eigene Volk“, das heutige Deutschland als „Scheißstaat“ und Asylbewerberinnen als „flüchtende Schlampen“. Muslime würden „Ungläubige mit ihrem Moslemsaft vollpumpen“, es drohe eine „Moslemmüllhalde“ in Deutschland. Bündnis 90/Die Grünen nannte er eine „Kinderfickerpartei“ und den Sprecher der Erfurter Moschee einen „Moslemfritzen mit Talibanbart“, der mit der deutschen Kultur so viel gemein habe „wie mein Arschloch mit Parfümherstellung“.
Pegida-Gründer Lutz Bachmann entschuldigte sich am Folgetag für Pirinçcis „unmöglichen Auftritt“ und sagte, er hätte „die einzig richtige Entscheidung treffen müssen und sofort das Mikro abschalten“. Dass er dies versäumt habe, sei ein „gravierender Fehler“ gewesen.
Das Amtsgericht Dresden erließ gegen Pirinçci einen Strafbefehl über eine Geldstrafe in Höhe von 180 Tagessätzen zu je 65 Euro. Das Gericht sah den Tatbestand der Volksverhetzung bei seinem Pegida-Auftritt erfüllt; der Strafbefehl wurde am 1. Februar 2017 zugestellt. In der auf Pirinçcis Einspruch folgenden Hauptverhandlung wurde der Straftatbestand der Volksverhetzung bestätigt, das Urteil wurde zu einer Geldstrafe in Höhe von 90 Tagessätzen geändert. Im Hinblick auf seine prekäre Lage wurde die Tagessatzhöhe auf 30 Euro reduziert.

### Urteile bzw. Ermittlungen gegen Münchner Pegida-Vorstand, 2017
Aufgrund der Kontakte von Heinz Meyer, Vorstand des Münchner Vereins Pegida, zum verurteilten Rechtsterroristen Martin Wiese ermittelt das Bayerische Landeskriminalamt im Auftrag des Generalbundesanwalts seit 2012 gegen Meyer wegen des Verdachts auf Bildung einer terroristischen Vereinigung.
Meyer hat seit 2015 keinen Waffenschein mehr, nachdem er im April 2014 bei illegalen Schießübungen unter freiem Himmel mit einer halb-automatischen Waffe ertappt und dafür zu einer Geldstrafe verurteilt worden war.
Bei der Kundgebung am Platz der Opfer des Nationalsozialismus im Oktober 2015 zitierte Meyer als Versammlungsleiter mehrfach den Satz „Wollt ihr den totalen Krieg?“ von Joseph Goebbels und wetterte gegen „schweinische Migranten“. Dafür wurde Meyer Anfang 2016 als Versammlungsleiter wegen Verstoßes gegen das Bayerische Versammlungsgesetz zu einer Geldstrafe von 2100 EUR verurteilt, da das Kreisverwaltungsreferat ihm im Auflagenbescheid vor der Kundgebung die Verwendung solcher NS-Sprüche ausdrücklich verboten hatte.
Meyer stieß im März 2016 am Pegida-Infostand eine 75-jährige Frau so stark, dass diese stürzte und mit einer Platzwunde im Gesicht ins Krankenhaus eingeliefert werden musste. Im Januar 2017 wurde Meyer dafür zu einer Geldstrafe von 140 Tagessätzen verurteilt. Meyer ist zudem Vorsitzender des 2012 gegründeten Vereins „Die Bayerische Schießsportgruppe München“, der im Verdacht steht, der bewaffnete Arm von Pegida zu sein. Ende April 2017 durchsuchten bayernweit 120 Einsatzkräfte der Landespolizei insgesamt 11 Objekte des Vereins bzw. seiner Mitglieder und stellten dabei illegale Waffen und umfangreiches Datenmaterial sicher. Neben einem möglichen Vereinsverbot stehen nun Ermittlungen wegen Verstößen gegen das Waffengesetz im Raum. Bayerns Innenminister Joachim Herrmann äußerte die Sorge, dass der Verein „die verfassungsfeindlichen Ziele von Pegida München kämpferisch aggressiv verwirklichen will, beispielsweise mit Angriffen auf Minderheiten wie Flüchtlinge und Muslime“.
Anlässlich einer Gegendemonstration zu einer Veranstaltung im Gewerkschaftshaus Anfang November 2017 nahm die Münchner Pegida positiv Bezug auf den rechtsterroristischen Nationalsozialistischen Untergrund. Eine Video-Projektion verwendete, ähnlich wie der NSU in seinen Bekennervideos, Motive der Fernsehserie Der rosarote Panther und kündigte eine „Jagd“ auf Antifaschisten an. Die Aktion wurde entsprechend als Drohung mit Terror interpretiert. Die Polizei schritt ein und der Staatsschutz nahm wegen Verdachts der Billigung von Straftaten Ermittlungen auf.

### Ermittlungen gegen Nürnberger Pegida-Anmelder wegen geplanter Anschläge auf Flüchtlingsheime, 2016
Im Oktober 2015 hob die bayerische Polizei in Franken eine rechtsextreme Terrorzelle aus, der auch der Rechtsextreme Dan Eising, Anmelder der Nürnberger Nügida-Demonstrationen, angehört. Es wurden dabei Waffen, Explosivstoffe und Hakenkreuzfahnen sowie andere Kennzeichen verfassungswidriger Organisationen beschlagnahmt und neben Eising auch verschiedene Mitglieder der neonazistischen Partei Die Rechte festgenommen. Die meisten der 13 Beschuldigten sind einschlägig wegen Verstößen gegen das Versammlungsgesetz, Verwendung von Kennzeichen verfassungsfeindlicher Organisationen und vorsätzlicher Körperverletzung vorbestraft, einer davon wurde zudem wegen sexuellen Missbrauchs von Kindern, Bedrohung und Nötigung belangt.

### Verurteilung von Pegida-Redner Nino Köhler
Das betraf die Bombenanschläge auf Dresdner Moschee und Kongresszentrum im Jahre 2018. Kurz vor den zentralen Feierlichkeiten zum Tag der Deutschen Einheit 2016 in Dresden wurde dort je ein Bombenanschlag auf die Fatih-Moschee und das Kongresszentrum verübt. Nino Köhler, der 2015 auf einer Pegidakundgebung eine Rede gehalten hatte, wurde im Dezember 2016 als rechtsterroristischer Täter verhaftet. Am 5. Februar 2018 begründete der Angeklagte die beiden Taten vor dem Landgericht Dresden mit: Ich wollte nur ein Zeichen setzen. Die Staatsanwaltschaft Dresden warf ihm versuchten Mord, versuchte gefährliche Körperverletzung, Herbeiführung von Sprengstoffexplosionen und schwere Brandstiftung vor. Ende August 2018 wurde er wegen versuchten Mordes, besonders schwerer Brandstiftung und der Herstellung von Brandsätzen zu 9 Jahren und acht Monaten Haft verurteilt. Laut Gerichtsurteil hat er die für die Bombenanschläge verwendeten Rohrbomben selbst hergestellt.

### Sonstige, 2019
Auch der Pogida-Gründer Christian Müller ist bei der Polizei einschlägig bekannt: Im Juni 2016 waren insgesamt 170 Verfahren bezogen auf ihn im internen Datensystem für die Jahre 2002 bis 2015 verzeichnet, zudem wird er mit den Vermerken „Drogenkriminalität“, „bewaffnet“ und „gewalttätig“ geführt. Nach eigenen Angaben hatte er zu diesem Zeitpunkt bereits fünf Jahre im Gefängnis verbracht.
Im März 2019 teilte die Staatsanwaltschaft mit, dass Müller eine zehnmonatige Haftstrafe antreten muss.
Anfang Juli 2019 nahm die Staatsanwaltschaft Dresden Ermittlungen gegen Unbekannt wegen des Verdachts der Belohnung und Billigung von Straftaten, Volksverhetzung und der Verunglimpfung des Ansehens Verstorbener auf, nachdem sich mehrere Personen auf der Pegida-Demonstration in Dresden vor laufender Kamera verächtlich über den von einem Neonazi ermordeten CDU-Politiker Walter Lübcke geäußert hatten. Teilnehmer der Demonstration sagten, der Mord sei eine „menschliche Reaktion“ gewesen oder dass ein Mord „alle zwei, drei Jahre, aus irgendwelchen Hassgründen, relativ normal“ sei.